# 윤치영
윤치영(尹致暎, 1898년 2월 10일 ~ 1996년 2월 9일)은 대한민국의 정치인이다. 대한민국의 초대 내무부 장관, 주프랑스 공사를 역임했다.
일제강점기에는 이승만의 측근으로 하와이에서 그를 도와 활동하다 이후 임정 구미위원부 활동, 삼일신보 제작 등에 참여하고, 이승만을 보좌하는 등의 독립운동을 하다 흥업구락부 사건 당시 체포되어 고문을 당하며 9개월간 옥살이를 하였다.
1945년 해방 이후, 이승만의 비서, 민주의원 사무총장, 1948년 정부 수립 이후에는 내무부장관, 국회 부의장 등을 역임하며 이승만 정권 초기 집권세력의 실세로 통했다. 이후 이승만의 외교특사로 활동하다 1948년 친이승만 성향인 대한국민당을 창당하여 최고위원을 역임했다. 1956년과 1960년 부통령 선거에 출마하였으나 낙선했다. 제2공화국 기간 중에는 야당 정치인으로 활동하다 5·16 군사 정변 이후 군정에 참여, 1963년에는 박정희 최고회의 의장을 공화당 대통령후보로 지명, 민정에 참여하였으며, 제3공화국 출범 이후 민주공화당 당의장, 서울특별시장, 민주공화당 당의장서리 등을 지냈다. 1968년 이후 경제발전을 위해서 강력한 지도자가 필요함을 역설하여 박정희의 3선개헌을 적극 지지하였다. 종교는 개신교로 교회의 장로를 지냈다. 1980년 정계에서 은퇴, 사회 원로로 활동하였다.
이승만 정권과 박정희 정권 내내 윤보선과 정치적 거취를 달리했다. 한민당으로 정계입문하였으나 입각 후 한민당을 탈당, 이승만 정권에 대항하는 한민당과 민국당에 대항하여 친여 성향의 대한국민당을 조직하여 야당을 견제하였다.

## 생애

### 생애 초기

#### 출생과 가계

아버지 윤영렬

윤치영은 1898년 2월 10일 경성부 안국동에서 무관 출신 윤영렬과 한진숙의 6남 2녀 중 여섯째 아들로 태어났다. 그가 태어날 무렵 그의 집은 굉장히 부유하여 집의 크기가 200칸이나 되었다고 한다. 그가 태어날 때 윤영렬의 자식들은 형 윤치오, 윤치소, 윤치성, 윤치병, 윤치명 등과 누이 윤활란, 윤노덕, 이름미상 등 3명의 누이가 있으며 첩의 자식까지 합쳐서 총 9남 3녀를 두었다.

사촌 형 윤치호

윤치영의 9대조 윤두수와 윤근수는 조선 선조 때 형제 정승이었다. 증조부 윤득실은 통덕랑에 이르렀으나 술을 좋아하여 가세가 몰락하였다. 사후 증 이조참의, 의정부참찬에 거듭 추증되었다.
윤치영의 조부이자 윤득실의 셋째아들 윤취동의 대에 한직인 지중추부사로 관직에 올랐다. 아버지 윤영렬이 중앙 관직에 진출하였으며 사촌 형 윤치호가 다시 외무부, 학부 협판과 한성부판윤으로 출세하여 가세를 다시 일으켜 세웠다.
윤치영이 윤치소의 이복형제라는 설이 있다.

#### 유년기

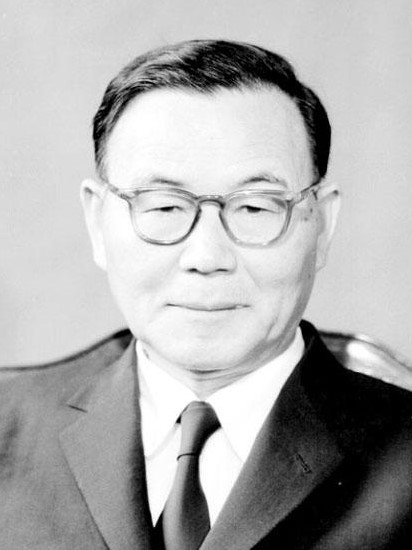
조카 윤보선

유년기에는 고향인 충청남도 아산 둔포면으로 내려갔다. 아산에서 조카 윤보선과 함께 한문 서당을 다녔고, 정식으로 한학자의 문하생이 되기도 했다.
이후 안성군수로 부임하는 아버지를 따라 경기도 안성에 있다가 다시 경성부로 올라와 교동국민학교에 입학하였고 이후, 졸업하였다.
여기에서 그는 30년 연상의 맏형 윤치오와 윤치소, 사촌 윤치호의 집에 드나들던 노백린, 박영효, 유길준, 양기탁, 이승훈, 이승만, 김광서 등의 청년지사들을 보게 된다. 그는 다른 형제나 조카들과 달리 그들의 대화를 유심히 들었다고 한다.
나중에 그는 경성부 종로구 안국동 104번지에 거주했고, 해방 후에도 서울특별시 종로구 안국동 104번지에 거주하다가 서울시 서대문구 충정로 3가 3번지, 충정로 3가 3-1에 거주했다.

#### 소년기와 학창 시절

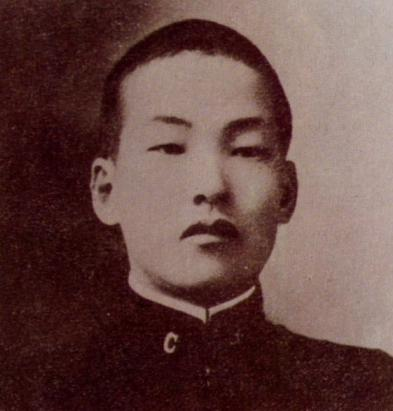
중앙고등학교 졸업 무렵

그 뒤 그는 1913년 3월 무시험 추천 입학으로 관립 한성고등보통학교(현 경기중학교, 경기고등학교의 전신)에 입학하였다. 그러나 입학 첫날부터 이 학교가 마음에 들지 않던 그는 가족 아무와도 의논 없이 중앙중학교로 전학을 결심한다.
13년 봄 중앙중학교로 전학했다. 그러나 가족과의 상의도 없이 함부로 전학한 것에 대해 형 윤치오, 윤치소 등에게 책망을 받았지만 그는 개의치 않았다. 중앙중학교에서는 한글학자인 주시경을 국어 담당 교사로 만났다. 중앙학교에 다니면서 윤치영은 YMCA학당 중학부 과정(야간)을 함께 다니며 영어를 배웠다. 이때 변영로, 안재홍, 안재학(안재홍의 동생) 등과 알게 되었다.

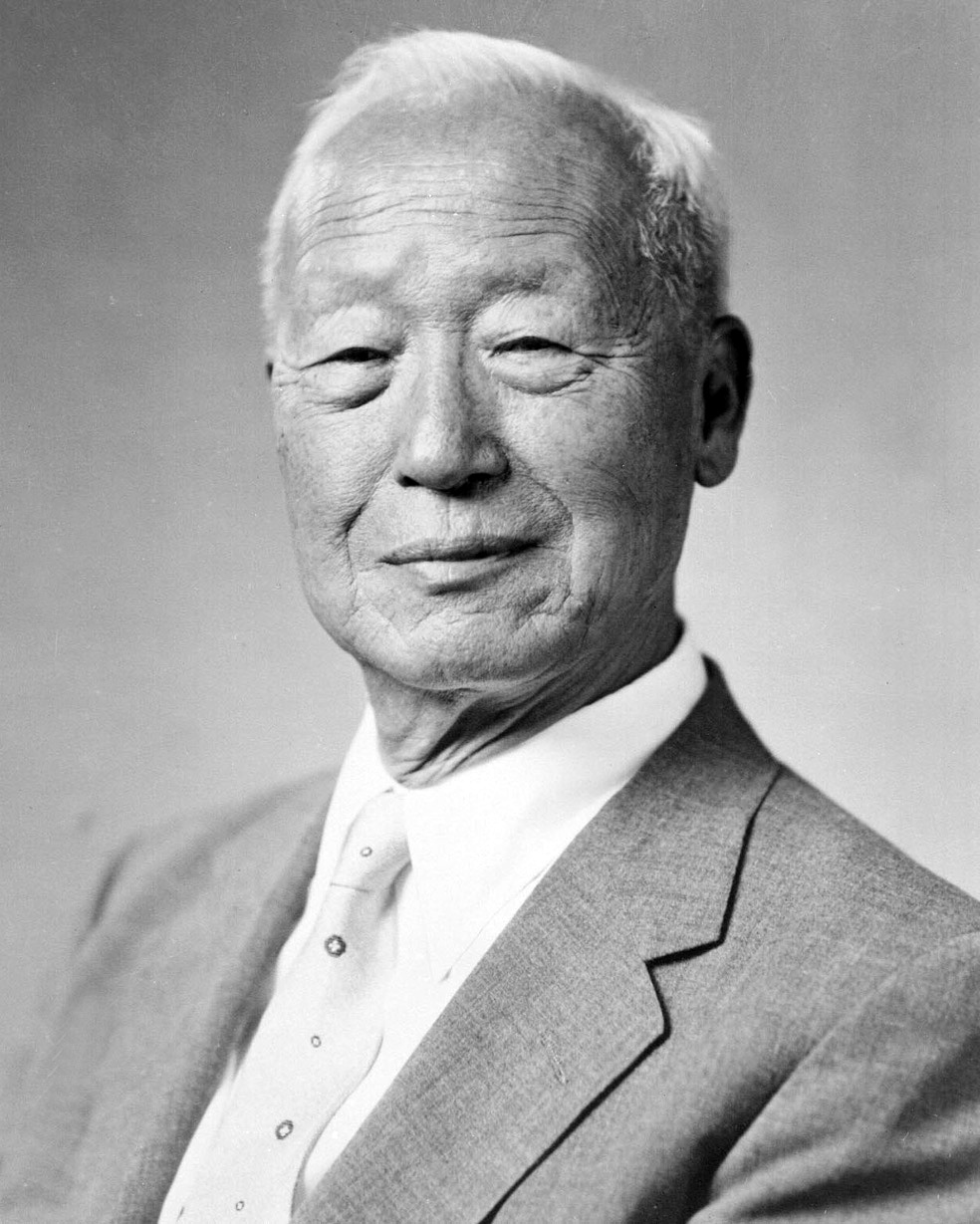
YMCA 청년회 학당 시절 그에게 영어, 철학과목을 가르친 이승만. 1920년 미국에서 재회한 이후 그는 40년간 이승만의 가신이며 정치적 최측근으로 그를 보좌하였다.

YMCA 기독교 청년회에서는 이상재, 김규식, 이승만 등에게서 수학한다.
1912년 YMCA 기독교청년회 학당에서 그는 허정, 임병직, 이원순, 김영섭 등과 함께 이승만에게서 배웠다. 윤치영과 그의 동문들은 여러 교사들 중 영어 교사였던 이승만(李承晩)에게 특히 매료되었다.
이후 윤치영은 그의 동문들 (임병직, 허정, 이원순, 김영섭) 등과 함께 이승만의 (열렬한) 추종자가 되었다.

### 일제강점기 초반

#### 체육 활동과 애교심
1915년 YMCA학당 중학부 2년 과정을 수료했고, 1916년 봄 중앙학교를 졸업했다. YMCA 강당에서 그는 강사로 있던 이상재, 이승만 등을 만났고 동문으로는 여운홍, 허정 등을 만났으며 중앙학교 동창인 여운홍의 형 여운형과도 알게 되었다. 이들은 후일 그의 인생에 영향을 미쳤다. 스포츠를 좋아하던 그는 중앙학교 재학 당시 그는 야구부와 축구부에 가입하였으며 졸업 직후 잠시 모교인 중앙학교의 야구부 코치로 활동하기도 했다. 중앙학교에서의 은사로는 국어와 역사 교과목을 가르치던 주시경, YMCA중학부에서는 월남 이상재 등의 감화를 받아 독립운동에 투신을 결심한다.
1916년 조카인 윤보선이 민영철의 딸과 결혼하였다. 그러나 여학생들에게 인기가 없었던 그는 여자 친구가 없었다. 그는 집안의 주선으로 수군절도사 이봉구의 딸이며 역사학자 이병도의 누이인 이병영 결혼하게 된다. 이병도는 그의 둘째 누나의 남편 이병림의 일족이었다.
마침 이 해난 아버님의 회갑연이어서 그러했는지는 모르지만 막내를 하루빨리 장가들이고 싶어하셨던 것 같다. 같은 해에 조카인 해위도 장가들인 터여서 아재인 나의 혼담도 서둘러졌을는지 모른다. 상대방 규수는 서린동 이봉구(李鳳九) 수사의 따님으로 나이는 나보다 두 살 아래였다. 이름은 이병영(李丙暎), 그러니까 사학자 이병도 박사의 누이동생이었다.

매파(媒婆)라고 하는 요새 말로 중신아비가 있었겠지만 세교(世敎)가 이어진 가문간이라서 양가에서는 천생연분으로 경사났다고 기뻐하였다. 아버님은 교분이 두터웠던 이수사를 직접 만나 결혼의 날짜와 절차가 합의되었다고 한다. 이런 일에 앞서 벌써 나의 둘째 누님 윤정숙(尹貞淑), 아명은 노덕(老德)이 이병도 박사의 6촌 형님 이병림(李丙琳)에게 출가했으니 양가는 겹사돈 관계를 맺게 되는 것이다.

그는 결혼식 첫 날에 신부의 얼굴을 보게 되었다 한다. '일생을 해로할 반려자가 될 아내를 택하는데 당사자끼리는 단 한 번의 상면도 없이 집안에서 정해주는 대로 결혼식날 비로소 얼굴을 맞개게 되어 있었으니 참으로 고루한 일이 아닐수 없다.'고 평하였다.
일찍부터 영어(英語)를 배운 그는 영어를 잘 구사하였는데, 유년시절에 배운 영어 실력은 훗날 미국 유학에 크게 기여하였다. 윤치영은 중앙중학교 7회 졸업생이었다. 그는 한글 외에도 영어, 한자, 중국어, 일본어, 프랑스어 등 5개 국어를 구사할 수 있었다.

#### 일본 유학과 2·8 독립 선언

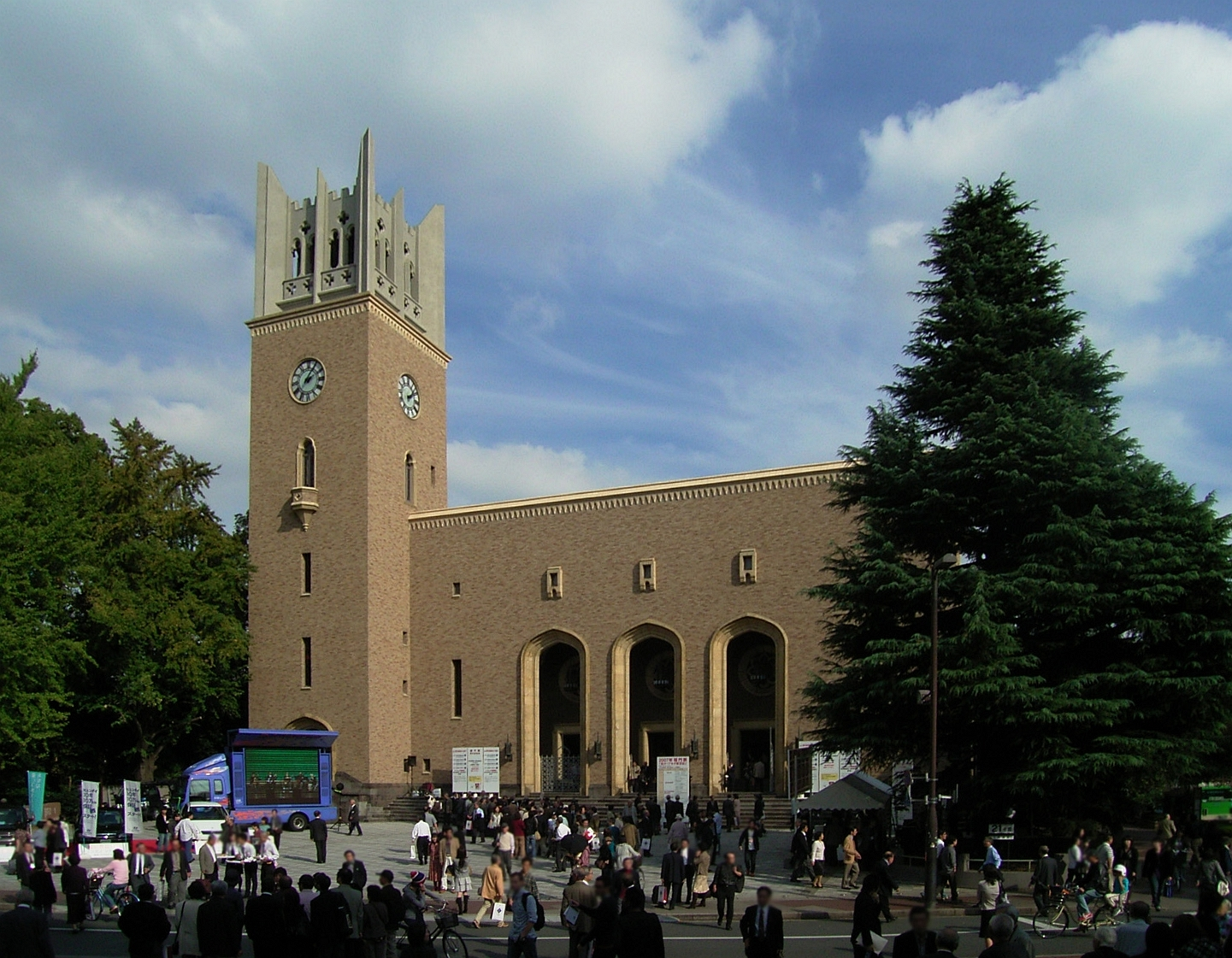
모교 와세다 대학

사립 중앙중학교를 졸업하고 모교의 야구부 코치를 맡던 그는 1917년 도일, 일본 와세다 대학 예과에 입학하였다. 1918년 2월, 와세다 대학의 예비 과정을 마치고 그 해 3월, 와세다 대학 정치경제학부 법학과에 입학했다. 그는 또한 재동경 한인 YMCA 청년회 회원으로도 활동하였다.
그는 윤치호의 친구이자 동경 YMCA 총무로 있던 미국인 잭 데이비스의 소개로 그의 비서인 라이언 부인에게 영어 회화 개인지도를 받는 도중 '포틴 포인트(fourteen point)', '셀프 디터미네이션(self-determination)'과 같은 생소한 단어부터 시작해서 미국 대통령 우드로 윌슨의 파리 강화회의 참석이라든지 우리나라의 이승만, 정한경, 민찬호의 파리행 예정 기사 등을 듣게 되었다. 그는 사발통문을 통해 동경에 주재하던 다른 한인 유학생들에게 해당 소식을 전파하였다.
1918년 11월 23일, 한국으로 귀국하는 길에 일본을 방문한 중앙학교 동창인 여운홍의 일본 입국을 환영하는 유학생 환영회를 개최하고 한국 독립의 당위론을 강연하는데 물심양면으로 지원하였다. 또한 그를 만나 미국 교포들의 독립자금 모금과 움직임, 국제 정세에 대해 상세한 소식을 듣게 된다.
1919년 2월 8일, 일본 와세다 대학에 유학 중 동경에서 유학생들의 조선 2·8독립 선언에 참여하였으며, 먼저 훈방조치된 윤치영은 법적 면회가 허가되는 날마다 매일같이 찾아와 투옥된 동지들에게 음식물과 옷가지를 넣어주며 바깓에서 옥바라지를 해주었다.
이후 일본 경찰에 붙잡힌 그는 그의 셋째형 윤치성(尹致晟)이 "일본 육사 출신으로 노일전쟁 때 일본군 기병대 장교로 참전해 용맹을 떨친(《윤치영의 20세기》, 72쪽)" 덕분에 불령선인 C등급으로 분류되어 구속은 모면하고 훈계 방면되었다. 그는 유학기간 중 방학이나 휴가 때 아르바이트로 돈도 벌고 여행을 하며 즐겁게 지낸 일을 소중한 추억으로 그의 자서전에 회고하였다. 또한 일본 유학 중 일본 YMCA 청년회에 나갔으며 YMCA 청년회 야구부와 축구부에서 활동하였다. 그밖에 운동을 좋아했던 그는 야구나 축구 모임이 없으면 등산을 하였다.

#### 임시정부 수립 직후
1919년 4월 경 재동경 YMCA 등을 방문하고 도쿄 시내의 번화가와 서양인 거주지 등을 방문하였다. 이때 재동경 중국 YMCA에 방문했다가 이승만의 밀명을 받고 파견된 조카 윤보선을 만났다. 재동경 중국 YMCA 사(謝) 총무로부터 좀 만나자고 하는 편지를 받았다. 그들은 동경 한복판 간다구(神田區)에 5층 건물 하나를 차지하고 위용도 당당하게 청년회 활동을 하고 있었다. 그가 총무실에 앉아 있던 중 방문한 인물은 그의 조카 윤보선이었다. 윤보선은 당시 중국 남경 정부의 요인 서겸(徐謙)이라고 하는 당시 중화민국 사법부장의 조카를 위장하고 동경에 잠입한 것이었다. 그와 안재홍, 이광수, 윤일선 등은 놀랐지만 윤보선이 제출한 여권을 보고 안도하였다.
윤보선의 동경 잠입을 계기로 그는 이른바 2월회를 비밀리에 조직하게 되었다. 이는 상하이 임시정부를 후원하기 위한 비밀 결사로서 윤치영 등이 주동이 되어 김도연(金度演), 김준연(金俊淵), 유억겸(兪億兼), 백관수(白寬洙), 박승철(朴勝喆), 최원순(崔元淳) 등이었다. 1922년 와세다 대학 법학과를 졸업하였다.
사회주의 사상에는 절대 빠져들지 말라는 사촌형 윤치호의 경고와, 부유층에 대한 비판에 대한 혐오감을 가진 점 때문에 사회주의 청년 단체와는 멀리하였으며, 윤치영은 그들로부터 부잣집 도련님이라는 조롱을 당했다. 일본 유학 중 그는 신익희, 장덕수, 안재홍, 장택상, 조봉암 등을 만나서 어울렸다. 1922년 봄 인천 제물포항으로 귀국하였다. 귀국 직후 그는 상하이로 건너가려 하였으나, 사촌 형 윤치호와 스승 이승만 등의 만류로 고국에 체류하게 된다.

### 일제강점기 활동

#### 도미와 독립운동

##### 중앙 기독교 청년회 활동

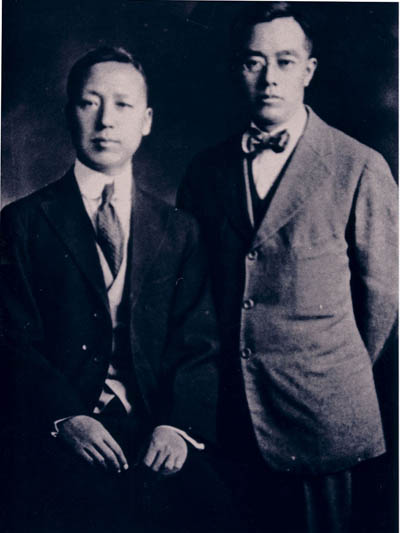
좌측에 이승만, 우측에 김규식

1922년 귀국하여 윤치호·이상재 등이 지도하던 조선기독교중앙청년회관에 들어가 일하였다. 또한 모교 중앙중학교의 야구부 코치이자 조선기독교중앙청년회(YMCA)의 야구부 감독, 축구부 감독을 겸하였다. 기독교청년회에서 일하던 중 그는 이승만의 권고로 미국 유학을 결심, 미국 하와이로 건너갔다. 하와이에서 그는 1921년 7월에 조직된 동지회(同志會)에 가입하여 이승만을 총재로 추대하고 그는 민찬호, 김영기 등과 대한인동지회 중앙부 이사원에 임명되어 임시정부의 옹호와 대동단결을 목적으로 활약하였다. 또한 21년 태평양잡지(뒤에 태평양주보로 개칭)의 주필로서 민족계몽운동에 전념하였다. 동시에 동아일보의 연락으로 동아일보와 제휴, 동아일보 북미합중국 특파통신원을 겸하였다.
1923년에는 귀국하여 중앙고보의 야구팀 코치가 되었다. 1923년 7월 5일 하와이 이주노동자 2세 학생들이 야구팀을 결성했다. 이때 YMCA에서는 하와이로 원정경기를 가는 야구단을 조직했다. 중앙중학교 재학 시절부터 축구, 야구, 육상 선수로 활동했고 중앙고보의 야구 코치를 지내기도 했던 그는 야구단의 한사람으로 차출, 1루수로 선발되어 태평양에 건너갈 수 있게 됐다. 조선총독부 외무국에서는 윤치영이 반일분자라 하여 출국을 허용하지 않았으나, 당시 충청남도지사 김관현(金寬鉉)의 주선으로 출국이 허용, 총독부 외무국에서 여권을 발급받고 출국하였다. 그러나 그가 하와이에서 이승만을 만난 것이 알려지면서 김관현은 징계를 받게 되고, 조선총독부는 하와이섬에 밀정을 파견한다.

##### 이승만과 국내 지도자들의 연락 활동
이듬해 1924년 6월 중앙YMCA야구단은 이들을 답방했다. 중앙YMCA야구단의 주장은 윤치영이었다. 당시 그는 중앙고보의 야구 코치도 맡고 있었는데, 윤치호가 그에게 하와이로 가서 시합도 하고 이승만을 만나보라고 했다. 6월 초 윤치영은 중앙YMCA야구단을 이끌고 출국, 미국 하와이에 도착했다. 윤치영이 이끈 팀은 하와이 한국인 동포들의 열렬한 환영을 받으면서 하와이의 일본인 팀과 경기를 했다. 그러나 결과는 4대 0 패배였다.
윤치영의 하와이행에는 야구보다 중요한 비밀 임무가 있었다. 이는 미국에서의 독립운동을 지원하기 위해 윤치호, 이상재(李商在), 김성수(金性洙) 등이 보내는 약 5만 달러의 자금을 이승만에게 전하는 사명이었다. 떠나기 직전 이상재는 윤치영의 귀에다 대고 "이놈아 잘 가져가. 가서 우남장 뵙거든 우리 모두 씩씩하게 일 잘한다고 전해라"하고 안부 전할 것을 당부했다. 그는 자신의 아랫배 속옷에 돈을 감추어 일본 경찰의 눈을 피하는 데 성공, 출국할 수 있었다. 그가 일행들을 데리고 부산에서 탄 배는 시모노세키-도쿄-요코하마를 거쳐 하와이에 도착했다. 하와이 도착 직후 워싱턴 D.C.에서 달려온 이승만에게 그는 안부편지를 전하며 숨겨온 약 5만 달러를 전달했다
국내에서 그는 아들 윤기성이 병으로 죽었다는 비보를 접하게 된다. 그리고 얼마 뒤 첫 부인인 이병영의 사망 소식까지 접한다. 이승만과 안창호 등이 수시로 찾아와 실의에 빠진 그에게 독립과 이상을 말하였고, 그는 이내 실의를 잊고 독립운동과 학업에 전념하게 된다.

##### 도미와 유학, 독립운동
1923년부터 그는 미국 하와이 대학교 국제법학과에 입학하여 수학했다. 1924년 다시 하와이에 도착했을 때 7월 10일 이승만이 그를 만나 자신의 독립운동을 도와줄 것을 호소하였다. 이승만의 설득으로 윤치영은 대한인동지회에서 활동하며 동지회 기관지인 월간 태평양 잡지의 집필과 인쇄 과정을 맡아 봤고,발간, 발송, 광고, 수금 등의 일도 직접 맡아 보았다. 1924년 7월부터 1937년까지 대한인동지회 총본부 사무총장을 역임했다.
미국 본토행을 단념한 그는 이승만의 요청대로 하와이에 눌러앉아 이승만이 교포 2세들의 교육을 목적으로 설립한 한인기독학원에서 강사로 교편을 잡으면서 태평양 잡지의 편집을 맡았다. 이 잡지는 이승만이 발행하던 것으로서 한국사(韓國史)와 한국 문화를 영어영문으로 소개하는 것이 주 내용이었다.
운전을 할 줄 몰랐던 미국생활 초기에는 이승만이 직접 운전하는 자동차를 타고 함께 배달하러 다녔다. 후일 모 언론과의 인터뷰에서 그는 '아침은 15센트 짜리 빵 한 개, 4~5센트 하는 커피 한 잔으로 때우고, 점심에도 빵 한 개와 야채 스프가 고작이었다'고 회상했다. 그의 회고록에 의하면 당시 그 시절 대부분의 한국인 교민들은 사탕수수, 파인애플 농장에서 품팔이를 하며 생계를 꾸려 나갔고, 윤치영과 이승만도 때로는 일당 1달러 50센트를 받고 농장에서 교민들과 함께 일한 적이 있었다.
윤치영의 회고에 의하면 이승만은 대화와 언변에도 능했지만 잡다한 재주도 있었는데, '이 박사는 농사일 뿐만 아니라 어디서 익힌 솜씨인지는 몰라도 목수 일, 미장이 일까지 못하는 일이 없었고 솜씨도 대단해서 샌님인줄 알았던 한국 교포들이 모두들 감탄했다'고 회상하였다. 뒤에 1920년대 후반에 가서야 몇인의 배달부를 채용하여 배달, 배송을 시켰지만 기타 제반사항은 윤치영 자신이 직접 주관하였다.

##### 이승만 보좌와 미국 본토행

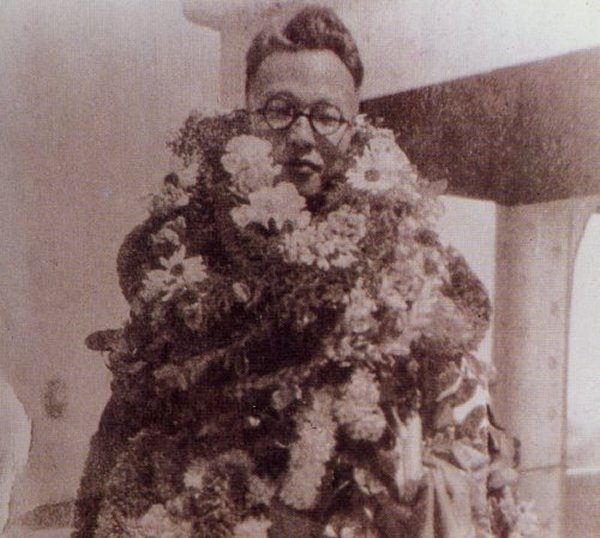
하와이에서 미국본토로 출발하는 선상에서 (1925년 8월)

생활할 곳이 없던 1923년 미국 입국 초기에 그는 하와이 한인 기숙학원 기숙사, 미국 한국인 교민총회 하와이지부 본부의 숙사 3층 등을 오가며 숙식을 해결하였다. 1925년 이후에야 국내에서 약간의 여비가 보내져서 생활형편이 나아졌다.
이후 집에서 충분한 학비를 보내왔기 때문에 그는 자유롭게 정치 활동에 몰두할 수 있었던 윤치영은 학업에 많은 지장을 받기는 했으나 "나라 위해 희생한다"는 생각으로 독립운동에 몰두했다 고 회상하였다.
1924년초 윤치영은 대한인동지회 본부이사 겸 재무부장에 선출되었다. 1924년 11월 11일 임정으로부터 해군군비 축소와 태평양 및 극동문제를 토의하기 위한 제2차 태평양 회의에 파견, 한국인 대표로 참석한 이승만을 수행하여 일본의 침략적 야만성을 폭로하기도 하였다. 태평양 연안 국가 17개국이 참가한 이 회의에 대한민국 임시정부에서는 서재필을 대표단장으로, 신흥우, 유억겸, 이승만, 양유찬과 윤치영을 대표단원으로 임명하는 임명장을 전보로 보내왔다.
당시 일본은 30여 명의 대표단을 파견했는데, 윤치영은 일본측 대표단장 쓰루미 유스께(鶴見佑輔)를 그의 숙소로 찾아갔다. 쓰루미 유스케에게 그는 한국에 대한 일본의 역사적 침략상과 총독부 정치의 잔혹성 등을 맹렬하게 비난했다. 윤치영의 회고에 의하면 "만약 그가 불손한 태도로 나온다면 주먹다짐이라도 할 생각이었다."한다. 그런데 쓰루미는 윤치영의 말에 전적으로 동감한다면서 신중한 태도로 듣고 있더니 반박하였다.
| “ | 일본인들은 비록 하찮은 인력꾼(잡역부)이라도 나라를 위해서는 목숨을 바치는데, 조선인들과 중국인들은 잘사는 사람, 지위가 높은 사람일수록 애국심이 없어서 협박에 약하다. 독립운동을 하는 사람들은 대부분 일본대학 출신들이고 당신부터도 일본의 대학에서 공부한 사람 아니냐? 그래도 조선인 가운데 애국애족 하는 사람들은 상당수 일본에서 교육받은 사람들이니 이 점을 너희는 일본에게 고맙게 생각해야 한다. | ” |

쓰루미 유스께의 역설에 아무런 대답도 하지 못한 윤치영은 민망해서 물러났다. 후일 회고하기를 "내가 그 사람의 노련한 말솜씨에 완전히 말려들었다."라고 회고하기도 했다.
그러나 25년 여건이 악화되면서 하와이 대학교를 중퇴한다. 그해 여름 이승만으로부터 본토로 건너가 공부하는 것이 후일에 도움이 될 것이라는 권고를 듣고 이듬해, 이승만으로부터 약간의 여비를 받고 호놀룰루 항구에서 배를 타고 본토로 건너간다. 바로 그는 프린스턴 대학교 국제법학과에 입학한다. 그러나 1928년 3학년 수료 후 중퇴한다.
이승만과 헤어지기 전 그는 이승만에게서 기념으로 대형 태극기를 선물받았는데, 그는 죽을 때까지 이 태극기를 고이 간직하였다. 이 태극기는 구미위원부 파리 대표부(통합되기 전 임정 파리대표부)에 걸려 있었던 태극기였다.

##### 미국 생활과 대학 재학

프린스턴 대학교 재학 시절

1925년 미국 본토로 건너가 학업을 계속하였으며, 동시에 각지에 동지회 지부를 설치하고, 순회 강연을 하는 등 활동을 계속하였다. 이후 그는 미국 프린스턴 대학교, 컬럼비아 대학교, 조지 워싱턴 대학교, 아메리칸 대학교 등에서 수학하였다. 1928년 6월에는 뉴욕에서 삼일신보(三一申報) 창간에 참여하여 사장인 허 정을 중심으로 김도연·김양수 등과 편집을 맡아 일하였다. 그리고 1929년부터는 임시정부 구미외교위원부 위원에 임명되어 구미위원부에서 활동하였다.
그의 활동 소식을 접한 안창호(安昌浩)는 사람을 보내다가, 직접 윤치영이 거주하는 하숙집을 찾아와서 그와 세상과 정치 담론에 대한 토론을 하였다. 안창호는 그에게 자신의 국민회와 흥사단에 들어와줄 것을 부탁하였으나, 윤치영은 자신은 이승만의 사람이 되기로 결심했다며 정중하게 사양하였다. 안창호가 거듭 부탁했으나 그는 거절하였고, 안창호 역시 설득을 포기하였다.

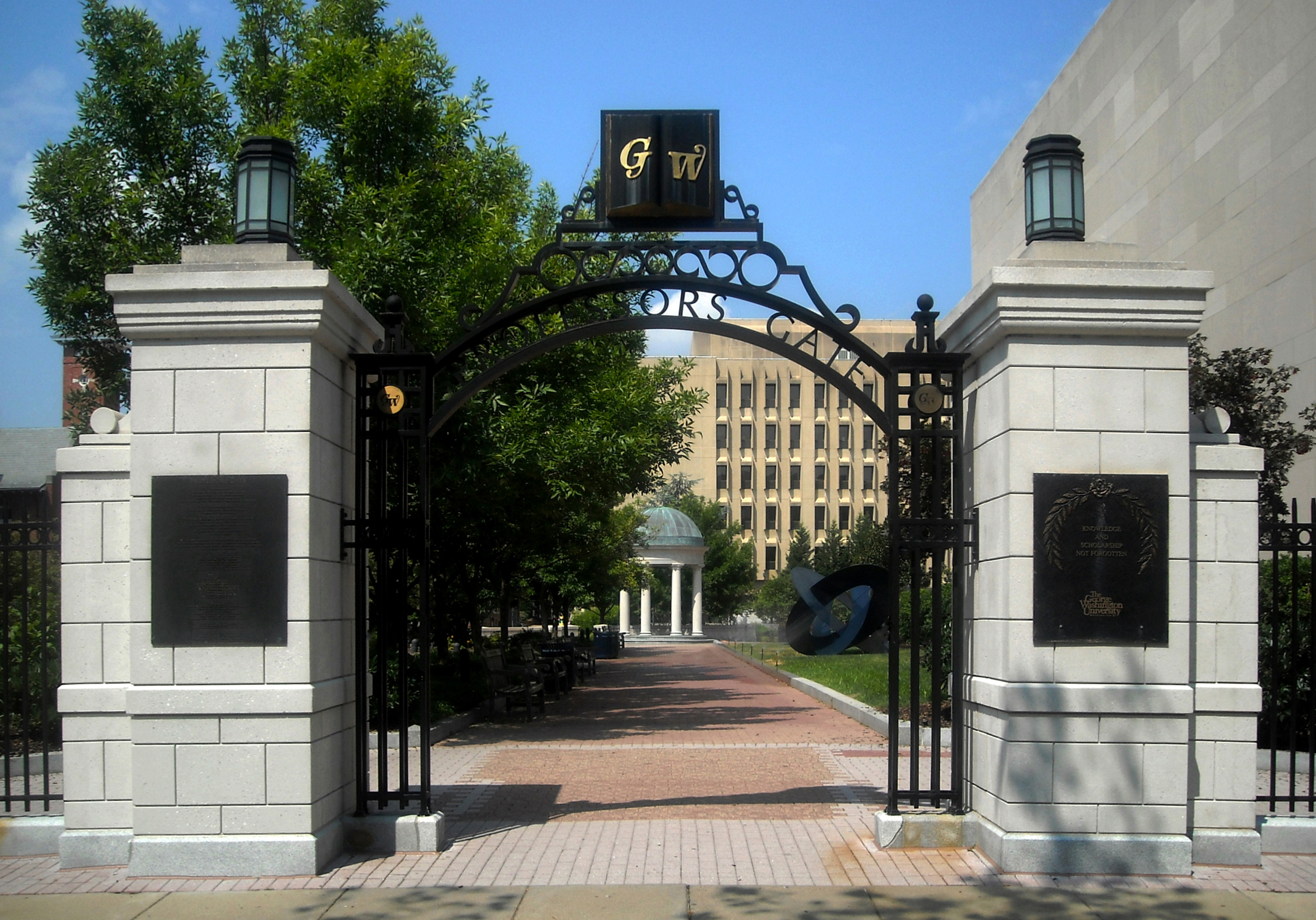
모교 조지 워싱턴 대학교 입구

프린스턴 대학교를 2년 다니다가 1927년 컬럼비아 대학교로 옮겼다. 1928년에는 엘리자베스시티 주립 대학교에서 강의를 듣다가 다음해에 조지 워싱턴 대학교로 옮겨서 수강하였다. 1920년대 후반 뉴욕에 체류중이던 윤치영은 이승만과 자주 서신을 주고 받았다. 이 시기에 그가 보낸 간찰 중 장문의 간찰 2통이 발송되었고, 이승만으로부터 4통의 간찰 답신을 받았다. 장문의 간찰 중 첫 번째 간찰에서 그는 이승만을 프랑스의 나폴레옹, 터키의 케말 파샤, 이탈리아의 무솔리니 등에 비견시키면서 이승만에게 '집정관 겸 천황 겸 대통령의 지위와 권력'을 갖춘 독재적 지도자가 되라고 권고하면서 윤치영 자신은 이승만을 위해 '견마지로(견마지로)의 힘'을 다하겠다고 다짐하였다. 이어서 그는 이승만에게 필요한 금력, 정략 및 국내외 인력을 동원하기 위해서 동지회와 동지식산회사를 발전시키는 것이 중요하다고 강조하면서 스스로 뉴욕지역 동지회 지회 조직에 앞장설 각오를 피력하였다. 대학 재학 중에도 그는 수시로 편지와 전화로 이승만과 꾸준히 연락을 주고받았다.

##### 구미위원부 활동
이후 윤치영은 미국내 한인 유학생들을 포섭, 독립운동에 동참해줄 것을 호소하였다. 58명의 청년 자원봉사자들을 규합하여 청년조직으로 활용하면서 동지회를 알리고 구미위원부와 임시정부의 존재를 미국 한인 교포사회에 홍보하였다.
미국내 각지에서 열리는 각종 모임에 참석해서는 기회마다 일제의 죄악을 폭로하는 강연을 하는 한편, 중남미 지역에 산재해있는 한국인 교포들과의 연락관계 업무를 맡았다. 당시 멕시코에 1천 명, 쿠바에 5백 명 가량의 한국 교포들의 존재를 확인할 수 있었다.
윤치영은 이승만에게 수시로 보고서와 편지를 송부했다. 두 번째 장문 간찰에서 윤치영은 뉴욕에 집결한 한국인 유학생들 58명을 중심으로 동지회 뉴욕지회를 발족시키는 데 성공하였음을 알리면서 앞으로 수준 높은 회원들을 더 많이 포섭하기 위해 '국부(國父 : the father of Korea)' 이승만이 (독립 이후) 건국 방략을 구체적으로 제시해줄 것을 요청하였다.
윤치영으로부터 고무적인 간찰들을 접수한 이승만은 직접 친필로 네 차례의 답신을 통해 하와이의 동지촌과 동지식산회사의 실황을 알려주고 또 윤치영이 제기한 네 가지 의문점에 대해 대답을 하였다. 윤치영은 만일의 사태에 대비한 이상촌 건설 주장에 고무되었다. 그는 한국인 유학생및 한인동포 청년들을 모으고, 청년 비서들을 채용하여 미국 및 한국 국내외, 일본 등의 정세와 언론의 동향을 파악, 정보를 입수하여 이승만에게 전달하였다. 체육활동, 청년들과의 대화를 좋아하던 윤치영은 청년들을 통해 정보를 입수하여 이승만에게 전달하였고 이승만은 그를 각별히 신뢰하였다.

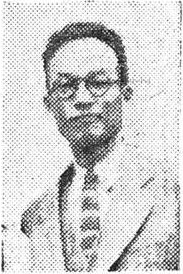
귀국 직전 미국에서 (1935년 무렵)

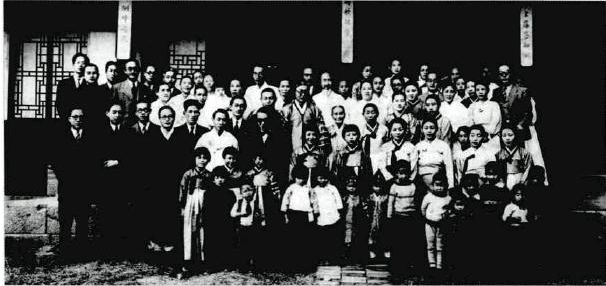
형수 이범숙의 회갑연(1936년), 다섯째 줄 오른쪽 끝이 윤치영, 넷째 줄 가운데, 색동옷을 입은 윤치소의 뒤측 오른편, 한진숙의 바로 뒷쪽열은 윤치호, 둘째 줄 왼쪽에서 일곱번째는 조카 윤보선, 셋째 줄 가운데는 형 윤치소, 그 옆은 어머니 한진숙, 넷째 줄 왼쪽에서 세 번째는 형수 이범숙, 다섯째 줄 왼쪽에서 세 번째는 윤치호의 장남 윤영선

1929년 이승만에 의해 임시정부 구미 외교위원부 의원에 재선임되었다. 그해 윤치영은 미국 엘리자베스시티 주립 대학교 외교학과에 입학하였으나 결석이 잦아 1학년 재학 중 중퇴하고 만다. 1930년 태평양잡지가 태평양주보로 개명하면서 윤치영은 태평양주보의 주필로 취임하였다. 이후 조지 워싱턴 대학교에 재학하면서 구미위원부 위원의 직함과 동시에 태평양주보에 칼럼 기고 활동하였다. 또한 잡지 주간 신태평양을 발행하고, 주필 겸 사장으로 활동했다. 재정적으로 어려웠던 그는 고국에서 친지들이 보내주는 생활비와 강연료, 재미동포들의 후원금으로 가난한 생활을 연명하였다.
1932년 조지 워싱턴 대학교에서 국제법 학사 학위를 받고, 1934년 아메리칸 대학교 대학원 법학과를 졸업하였고 국제법학 석사 학위를 받았다. 그 후 카네기 평화재단에서 국제법을 연구하던 중 1936년 YMCA 기독교 청년회 부총무에 선출되었다.
1932년 워싱턴 D.C의 카네기 평화재단 국제법연구소에서 5년 계약직 연구원이 되어, 국제법을 연구하였다. 1935년 5월 11일 일시 귀국했다가 1936년초 미국으로 출국했으며, 1937년 5월에 미국을 출발, 영구 귀국하였다.

##### 귀국과 흥업구락부 사건
1937년 5월에 귀국 이후 경성부 서대문구 충정로3가 3번지에 집을 마련하여 거주했고, 그 이후에도 줄곧 서대문구 충정로에 거주했다. 윤치영은 줄곧 서대문구 충정로에서 거주했다. 국내로 들어오자 중앙기독교청년회 부총무 겸 흥업구락부 간사, 중앙기독교청년회 총무 등으로 활동하였다. 이때 그는 주말마다 병원에 입원한 안창호를 자주 위문하였다.
1937년 6월 9일에는 이화여자고등학교 후원회 이사에 선출됐다.
윤치영은 자신의 귀국 목적이 재정난을 겪고 있던 이승만에 대한 자금 조달을 위해서였다고 주장했다. 그러나 정병준은 윤치영의 귀국이 이승만과의 사전 협의에 의한 것인지는 분명치 않지만, 윤치영은 이승만 관련 최신 정보를 흥업구락부에 제공했음이 분명했다고 주장했다. 윤치영은 흥업구락부 회원으로 활동했다. 그러나 후일 정병준은 그가 흥업구락부의 정식 회원이 아니라고 주장한다.
경성제국대학 병원에 출입하던 그는 미행을 당했고, 종로 연건정에서 조선총독부 경무국에 의해 불심검문을 이유로 체포되어 전신수색을 당한 뒤 체포되었다가 풀려났다.
이후 종로구 안국동 집에 도착 생활하던 중, 1938년 말 집에 찾아온 서대문 경찰서 소속 형사들에게 다시 연행되었다. 이때 그의 가택에서 발견된 '일본경찰의 눈에 띈 이승만과 함께 찍은 사진 역시 화근'이 되었다. 체포된 그날로 그는 서대문 형무소에 수감된다. 취조 과정에서 서대문 경찰서 2층에 끌려간 그는 이승만으로부터 어떤 밀명을 받고 귀국했는가 추궁당했다. 이어 미국에서의 행적을 설명하라는 요구와 함께 이승만과의 관계, 안창호와의 관계 등을 집중 추궁당했다.

#### 흥업구락부 사건 전후

##### 투옥과 형문

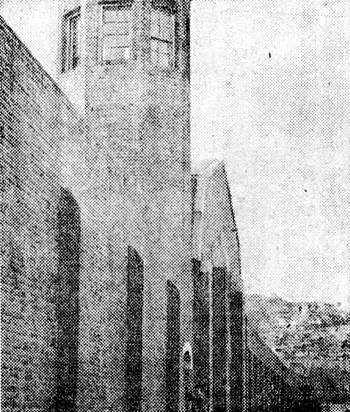
1938년의 서대문 형무소 외곽

그는 서대문 형무소에 3개월간 감금당했다. 일본 경찰로부터 워싱턴의 구미위원부에서의 활동을 추궁당하다가, 일제는 그와 임시정부와의 비밀연락을 걸고 넘어졌다. 이후 일본 경찰로부터 연락망을 대라, 임시정부 구미위원부의 국내 비밀공작을 대라, 해외 독립단체들과의 연락관계를 불라는 구타와 협박을 당하였다.
나는 차츰 마음이 가라앉고 입은 다물어졌으며 오히려 더욱 강하여지고 담담하여졌다. 나는 이러한 혹독한 시련 속에서 이 나이를 먹기까지 철없이 살아왔구나 싶은 뉘우침이 들기도 하였다. 더욱이 나도 모르게 침착하여지고 냉정해졌으며 마음과 정신이 맑고 깨끗해짐을 스스로 알게 되었다. 이 세상 어느 곳에서도 듣거나 보지 못했던 인생대학(형무소를 지칭)의 큰 시련장이었던 것이다. 나라 없는 인간은 이렇게 당하다가 맥없이 죽어가야만 하는구나 하는 뼈저린 자각을 했다. 그러나 나의 육신은 한계가 있었다.

어려서부터 육상이나 야구, 검도로 단련된 강단있는 몸이지만 저들의 연일 계속되는 모진 고문에는 당할 항우장사가 없었다.

몇 차례의 구타와 고문에 계속 기절하자 형사들은 강제로 신체검사를 했다. 신체검사가 있던 날 그는 헌병에 의해 목욕탕이 있는 으슥한 지하 취조실로 끌려갔다. 그는 대한민국 임시정부나 구미위원부로부터 어떤 목적을 받고 국내에 파견되었는가 진술할 것을 강요당했다 그러나 거절했다.취조실에서 그는 헌병들에 의해 넘어진 뒤 물고문을 당한다.

##### 고문과 아사 직전

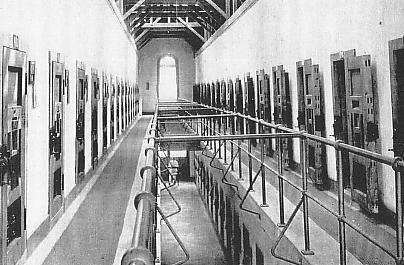
일제강점기 당시 서대문 형무소 전경

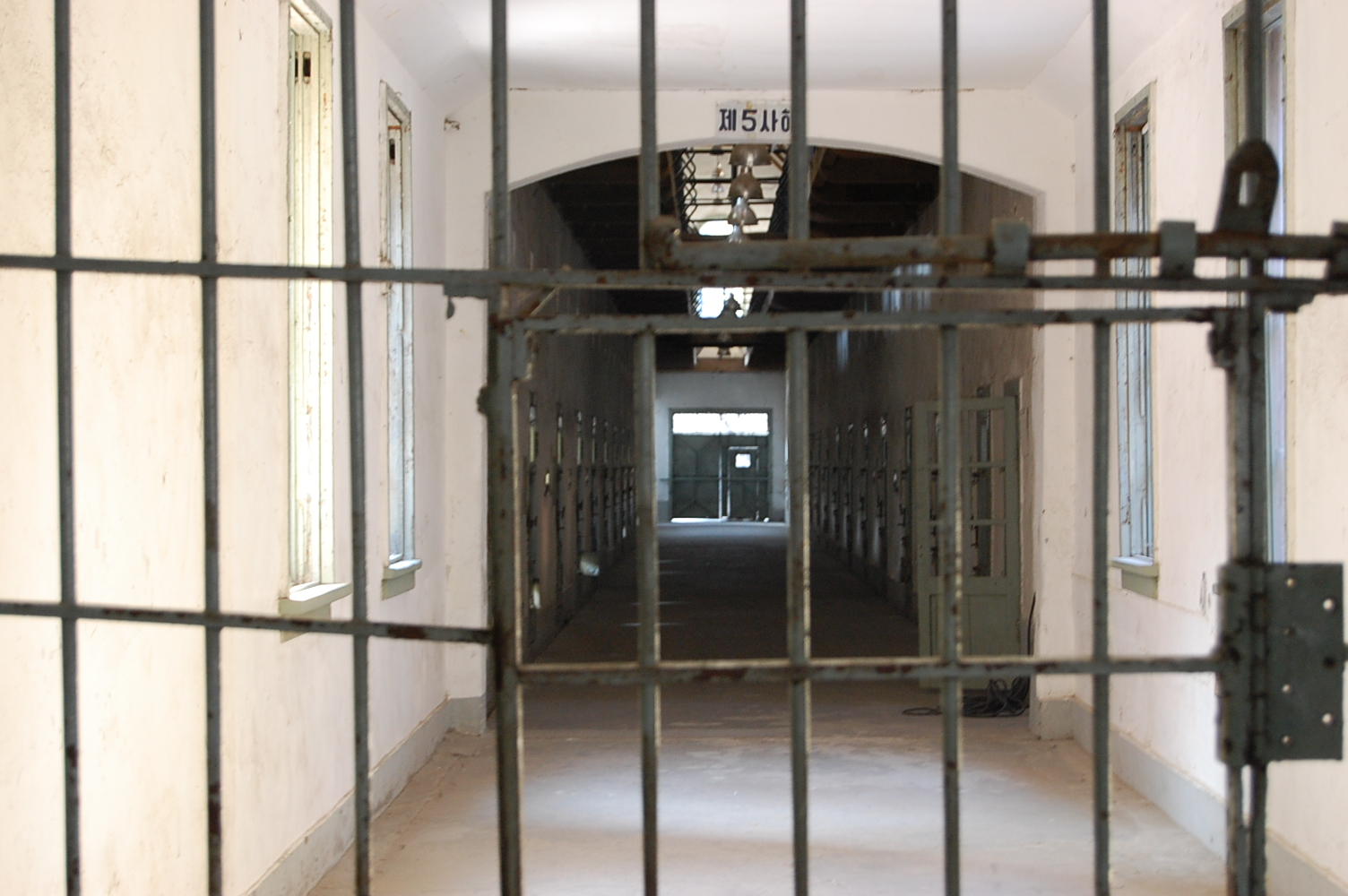
서대문 형무소 옥사 내부

그는 이승만이나 임시정부를 모른다며 잡아떼었다. 그러자 종로경찰서 형사들이 종로구 견지동에 있는 그의 집을 뒤져서 그의 서재에서 이승만, 서재필, 대한민국 임시정부 구미외교위원부 부원들과 촬영한 사진, 대한민국 임시정부 명의의 독립공채표 등을 찾아내 그에게 들이밀었다. 그러나 그는 모른다며 부인했고, 일본 형사들은 그에게 고문을 가한다.
칠성판처럼 생긴 판대기가 철침대 모양의 대각 위에 놓여 있었다. 나는 처음이라 일본 헌병들이 시키는 대로 칠성판 위에 머리를 제친 채 드러누웠다. 두 팔을 칠성판 밑으로 비틀어서 오랏줄로 붙들어 매어 꼼짝 못하도록 고정시킨 뒤, 덩치 큰 놈이 내 배에 올라타는 것이었다. 내 몸을 요지부동의 상태로 만들어 놓고는 물이 담긴 주전자를 코에다 대고 들이붓기 시작했다. 나는 어느새 숨이 막혀 질식하게 되었다. 그들이 번갈아가며 이 짓을 계속하였는데 나는 어느 새 기절하고 말았다. 그들의 인공호흠으로 내가 얼마만에 정신이 들자 그동안에 다그쳐온 질문들을 또 다시 반복하는 것이었다.

후일 "앞서 말한 물고문은 '해전'이라고 해서 고문치고는 그래도 약과였던 것이다."라고 회상했다. 매질을 한다든가 물을 먹이는 일은 고문 중에서도 ABC와 같은 초급의 것이다. 제일 견디기 어려운 것은 '공중전'(空中戰)이라고 하는 혹독한 신체적 고통이 계속되는 형벌이었다.
그에 의하면 이것도 밤이 깊어 자정이 지난 시각에 지하실 으슥한 곳에서 행하여지는데, 우선 두 팔을 묶은 뒤 목총을 묶인 팔과 등 사이에 찔러넣고 양 끝을 밧줄에 매서 천장에 끌어올린다. 공중에 거꾸로 매달려 얼마 안가서 어깨, 팔다리가 끊어지는 듯한 통증이 오는 것이다. 기절하면 머리에 물을 쏟아붓기도 하고 몽둥이로 쿡쿡 쑤시기도 하며 호령 호령 죄를 자백하라고 다그치는 것이다. 끝내 자백을 받아낼 수 없게 되니까 이들은 점점 초조한 기색을 드러내면서 나중에는 손가락을 비틀고, 침질을 하여 고문하였다. 그 뒤 1939년 3월 초 중부경찰서로 이송되었다.

##### 서정억기자 구타 사건과 극적 석방
옥중에서 그는 3월 10일 안창호의 부음 소식을 접하였다. 그리고 곧 경기도 경찰부 감옥으로 이감되었다. 일본 경찰은 안재홍을 추켜세우고 여운형도 이미 자백을 하였는데 너만 혼자서 버틴다며 회유하였다. 그 뒤 그의 국내활동을 따지더니 교우관계를 추궁당하였다. 일경은 그에게 제시한 흥업구락부의 명단을 제시하며 관련성을 집중 추궁하기도 했다. 그 후 흥업구락부 사건으로 3,4개월 수감되어 있었고, 유길준의 아들이자 순종의 동서인 유억겸도 끌려와 취조당하였다. 중부서와 경기도경찰청 등으로 끌려다니며 5개월간 심한 고문을 당했다. 고문 과정에서 윤치영은 흥업구락부 회원은 아니지만 흥업구락부의 영향하에 있는 서울 거주자들의 명단을 진술한 적이 있다.
수감기간 중 윤치영은 심한 고문을 당했다. 그는 자신과 최근 교류했던 인물들을 모두 진술했고, 유억겸, 유만겸, 안재홍, 김병로, 곽상훈, 허정 등이 끌려가 고문당했다.
이때 함께 투옥당한 인물은 김준연, 구자옥(具滋玉), 이만규, 박승철(朴勝喆), 정춘수, 오화영, 최두선, 안재홍, 이철원 등이었다. 옥중에서 그는 사촌형 윤치호와 그의 중앙학교 시절 은사 김성수, 송진우 등이 사적으로 보내주는 사식과 영치금으로 겨우 체력을 회복할 수 있었다.
심한 고문을 이기지 못한 그는 또 흥업구락부 예하 3개 그룹에서 포섭하려던 포섭자 명단을 일본 경찰에 발설하였다. 마침 서대문 경찰서에 취재차 왔다가 윤치영이 고문당하는 장면을 목격한 매일신문 기자 서정억은 그의 처참한 고문 장면을 목격하고 항의했다가, 취조형사들에게 구타당하였다. 서정억의 구타사건으로 현명건 등 서대문경찰서 출입기자들이 경기도 경찰부에 항의하기도 했다. 윤치영은 감옥에서 고문을 당하면서 부모의 얼굴을 떠올렸다 한다.
그의 고문현장을 목격한 동아일보사 서정억 기자에 대한 구타사건은 언론계와 기독교계로 번졌고, 외부로도 알려져 일본 본국의 언론인과 기독교 단체에서 총독부에 항의성명서와 항의방문을 하는 사태로 확산되었다.

##### 석방과 감시
그 뒤 사촌형 윤치호가 사건 연루자 전원 52명의 신원을 책임진다는 신원보증서와 시말서를 작성했고 이 때문에 풀려날 수 있었다. 이후 그는 석방되었지만, 사촌형 윤치호가 조선총독부 특무기관으로부터 일거수일투족을 감시당했다는 소식을 접한 그는 공황상태에 빠져 그해 가을 내내 바깥출입을 하지 못했다. 이후 1942년까지 4년간 대화숙 보호 관찰소에 출입하였다.
고문 후유증은 쉽게 아물지 않았고, 그는 '오랫동안 팔다리를 마음대로 가눌 수 없었고 불길한 예감이나 강박증에 시달림을 당했다. 이후 날이 궂으면 어깨나 팔 여러 곳이 결려서 고생하였다. 그의 거처는 그의 부모가 마련해준 안국동 104번지에 제한되었다. 아내의 간호로 몸이 어느 정도 차자 나아 정상을 찾아가던 때에 그는 보호관찰처분을 받고 대화숙에 입소했다.
아내의 정성 어린 뒷바라지로 나의 몸이 차차 정상을 찾아가던 어느 날 나는 또 그들의 호출을 받아, 어느 장소로 끌려나갔다. 서대문에서 신촌 굴레방다리로 넘어가는 아현 마루턱에 있는 옛날 감리교 신학교 자리였다. 해방 후에는 다시 신학교로 쓰이다가 지금은 새마음 병원으로 변하였지만 당시 일제는 이 건물을 강제 징발하여 그들의 일본정신 고취를 위해 설립했다는 이른바 '대화숙 보호관찰소'(大和塾 保護觀察所)를 여기서 운영하였다.

30년대 후반 이후에도 윤치영은 청년들과 사귀며 연락을 통해 국내외 정세와 언론 동향, 정보 등을 입수하여 대응하였다. 윤치영은 야구와 축구 등을 잘 했고 체육에도 관심이 있었는데 체육을 통해 그는 청소년들과 자연스럽게 가까워질 수 있었다. 또한 교회 청년 활동에도 참석하여 교회를 통해서도 청년층을 주변에 포섭하였고 이승만과 수시로 연락을 주고 받았다. 총독부 당국은 그를 요시찰 인물로 분류하여 내사, 감시하였다.
석방된 뒤 그는 신병(身病)을 가장하여 외부 출입을 삼갔다. 매일 아침부터 저녁까지 그는 안국동 집앞을 지키는 일본헌병의 눈을 피해 등산가는 척하고 강원도의 야산 속으로 숨어버릴 생각을 했지만 두 번씩 망우리 고개까지 갔다가 되돌아왔다. '가다가 도중에서 잡히면 오히려 더 나쁠 것 같았기 때문이라는 것'이다.
1939년 5월 5일 서울 종로 YMCA회관에서 중앙기독교청년회와 조선일보에서 공동으로 주관하는 전국역도대회에 본부위원으로 참여했다.

#### 일본 제국주의에 대한 반감
대화숙에 입소하면서 그는 하루에 대여섯 시간을 묶인 뒤 세뇌교육을 당했다. 꿇어 앉혀놓고 일본 승려가 나와 불경을 읽고 정신을 차리라고 냉수를 머리에 끼얹는 모욕을 당했다. 일본 군인을 데려다가 강연도 시켰다. 그의 표현에 의하면 '그 중에서도 제일 고약한 짓은 남산 꼭대기에 있는 조선신궁 광장으로 끌고 올라가 신사 참배를 시키는 일이다'라고 회상하였다. 그는 자신이 기독교 신자임을 들어 신사 참배 거부 의사를 표현하였다가 온갖 불이익을 당하기도 했다.
그는 대화숙 보호감찰기간동안 세뇌교육을 거절하며 버텨냈다. 이후 그는 일본에 대한 개인적인 반감을 품게 된다. 일본에 대한 반감과 감정은 해방 이후에도 계속되었다. 그에 의하면 '(고문) 이후 그는 차츰 마음이 가라앉고 입은 다물어졌으며 오히려 더욱 강하여지고 담담하여졌다. 나는 이러한 혹독한 시련 속에서 이 나이를 먹기까지 철없이 살아왔구나 싶은 뉘우침이 들기도 하였다.고 회상했다. 침착하여지고 냉정해졌으며 마음과 정신이 맑고 깨끗해짐을 스스로 알게 되었다. 이 세상 어느 곳에서도 듣거나 보지 못했던 인생대학(형무소를 지칭)의 큰 시련장이었던 것이다.'고 했다.
총독부의 엄한 감시와 고문에 그는 일본에 대한 반감을 품게 된다. 그에 의하면 "그들의 무자비한 식민 통치의 폭력 앞에 나는 하루 아침에 짐승이나 벌레만도 못한 무력한 존재가 되고 말았다.", "그들은 밤낮을 가리지 않고 수단과 방법을 가리지 않은 채 나를 죽음의 일보 직전까지 몰고 가는 것이다.", "나라 없는 인간은 이렇게 당하다가 맥없이 죽어가야만 하는구나 하는 뼈저린 자각을 했다." 라며 이후에도 한일 외교에 부정적인 시각을 표출하며 일본에 대한 공공연한 적의를 드러냈다.

#### 일제강점기 후반

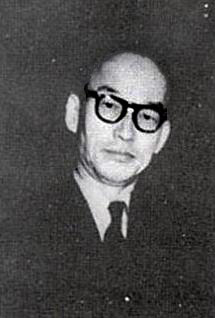
윤치영

##### 태평양 전쟁 직후

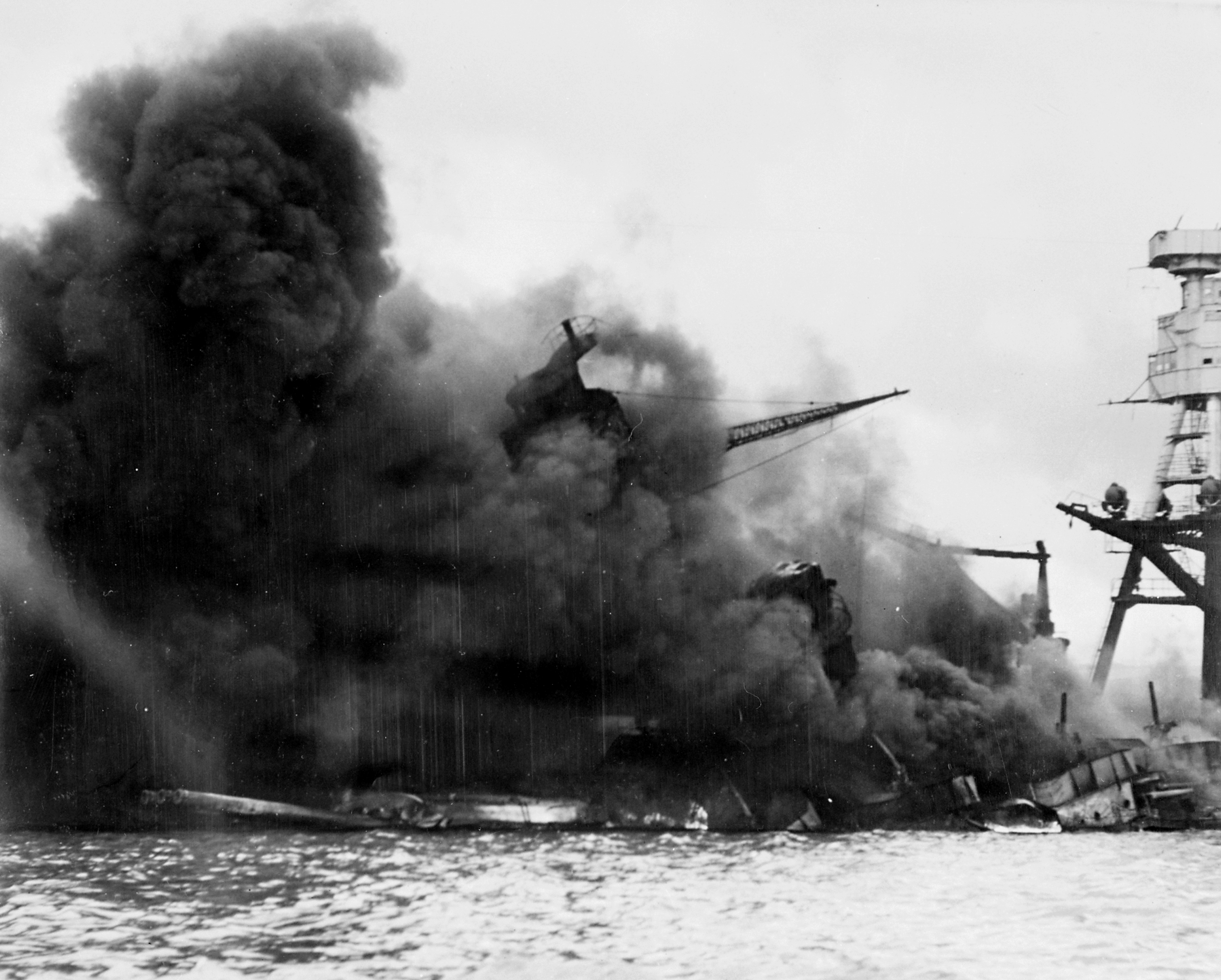
태평양 전쟁

1940년 1월 그의 문중에서 창씨개명을 할 것인가 여부를 놓고 토론하였다. 1월 7일 윤치소, 윤치호, 윤치왕, 윤치창 등과 함께 형 윤치오의 집에 모여 창씨개명 문제를 논의했다. 치창, 치왕, 치오 등은 아이들을 위해 창씨개명해야 한다는 입장이었다. 반면에 치영은 창씨개명을 완강히 반대했다. 형제들과 사촌들, 조카들 등이 참여한 문중 회의에서 그는 "이승만 박사 등이 열심히 노력하고 있으며 조선의 독립은 달성될 것이다"라는 견해를 피력했지만 묵살당했다. 그는 문중의 창씨개명 시도를 반대하고 저항하였지만, 문중 총회에서 창씨개명은 결정되었고 그도 본인 의사와 관계 없이 창씨개명을 하게 되었다.
1940년대초 태평양 전쟁을 전후하여 그는 조선총독부의 감시 대상이 되었다. 그는 이승만, 윤치호 등과 연락을 주고받는 것 이외에 대외활동을 줄였다. 이승만 등이 미국의 소리 단파방송에 출연하였다. 그는 당국의 눈을 피해 비밀리에 라디오 단파방송을 청취하였다.

##### 창씨개명
1940년 1월부터 조선총독부 미나미 지로 총독은 창씨개명을 하는 것이 어떻겠느냐는 주제의 담화문을 발표했고 이는 조선 사회에 논란이 되었다. 1월 4일 미나미 지로 총독은 조선인들에게 창씨개명을 강요할 생각이 없다고 천명했다. 그런데 그가 뒤이어 조선인들이 창씨개명하면 흐뭇하게 생각할 것이라는 점을 분명하게 시사하는 바람에 상황이 더욱 복잡해졌다. 총독에게 아부하는 조선인 지식인들은 당연한 것이라며 총독을 추켜세웠다.
1월 7일 사촌 형 윤치호는 첫째 형 윤치오의 집으로 형제와 사촌들을 소집했다. 그날 오후 3시 30분 윤치호, 윤치소, 윤치왕, 윤치창 등과 함께 윤치오 집에 모여 창씨개명 문제를 논의했다. 윤치창, 윤치왕, 윤치오는 아이들을 위해 창씨개명해야 한다는 입장이었다. 반면에 윤치영은 창씨개명을 완강히 반대했다. 윤치소는 아직 그 문제에 대한 입장을 정하지 못했다. 당시 윤치영은 미국에 있는 이승만의 외교적 노력이 달성된다면 일본의 패전은 시간 문제이고, 해방은 멀지 않은 미래에 올 것이라고 주장했다. 그러나 곧 독립이 된다는 윤치영의 말은 묵살당했고 터무니없는 것으로 인정되었다. 결정된 것은 없었고 윤치호는 고민하였다.
윤치영은 조선은 반드시 독립할 것이며 창씨는 불가하다고 하였다. 그러나 그해 4월에 열린 해평 윤씨 문중의 문중회의 결과 창씨개명을 하기로 결의되었고, 문중회의에서 창씨 성을 이토(伊東)로 하기로 정해지자 결국 그는 이토 치에이로 창씨 개명한다.

##### 명의 도용 사건
1941년 태평양 전쟁 직후 조선총독부 당국에서는 국내에 있는 문사, 지식인들을 동원하여 전쟁의 승전을 찬양하는 말과 글을 여기저기 내걸도록 강요하고 나섰다. 그는 일본 제국주의가 점점 미쳐간다며 분개하다가 주변으로부터 따돌림을 당하기도 했다. 이때 민족대표 33인 중의 한사람으로 기미독립만세 사건에 가담하였던 박희도(朴熙道)가 그를 만나자고 하였다. 윤치영에 의하면 "그는 어떤 연유에서였는지 그 당시 총독부에서 지원하는 것으로 알려진 경무부 잡지 〈동양지광 (東洋之光)〉의 사장이라는 직함을 가지고 있었다."는 것이다. 그는 〈동양지광〉에서 이번 호에 대동아전쟁 승전특집을 냈는데 다른 저명인사들의 것과 함께 나의 글이 실려 있다고 말하였다. 윤치영은 자신의 허락 없이 명의를 도용했느냐며 항변하였다.
박희도는 지금 일본은 1억 인구가 총동원이 되어 전쟁수행에 총력을 기울이고 있는데 조선의 유지들이 살아남는 길은 억지로라도 그들에게 협력하는 체 하는 길뿐이어서 자기가 다 알아서 처리했노라고 하였다. 박희도는 그의 이름 뿐만 아니라 백모, 현모, 신모 등 다수의 이름을 본인의 승락 없이 게시한 모양이었다. 윤치영은 그들과 같이 박희도를 찾아가 심한 항의를 하였으나, 일제 전시하의 때가 때이니만치 명예훼손 소송 등은 엄두를 낼 수가 없었다.
그해 12월 20일 박희도(朴熙道)가 운영하는 순일본어 잡지 〈동양지광 (東洋之光)〉사에서 주최한 "미영 타도 대좌담회"에서 연설하였는데, 법률이나 외교를 연구하는 학도의 입장에서 보면 진주만 공격은 미국의 "간섭 행위"에 대한 일본의 "신성불가침의 자주권, 환언하면 국가 생존권에 관한 최후적 발단"이라고 일본의 행위를 옹호하였다.
1942년 3월 「동양지광」에 쓴 「싱가포르 함락을 경축함」이란 글을 기고했다. 윤치영은 자신의 회고록에서 태평양 전쟁 당시 자신의 명의로 된 기고문은 박희도가 본인 허락 없이 명의를 도용한 것이라 하였다.

##### 친일 활동 의혹
1940년대 초반 윤치영은 "일사보국(一死報國)의 성(誠)을 맹세하여 임전국책에 전력을 다하겠다"는 결의문을 발표하였다. 또한 전쟁 자금을 조달하기 위해 발행한 채권을 팔기 위해 채권 가두유격대에 참여하였다. 1941년 "임전대책 협의회"에 참가하였다. 임전대책 협의회는 전쟁비용 조달을 위해 채권 가두유격대를 조직하여 9월 7일 서울에서는 76명이 1원짜리 채권을 가두판매하였는데 윤치영은 여기에 동대문지구 대원으로 참가했다.
1943년 "우리 조선청년을 영광스러운 일본 해군의 자랑스러운 대열로 받아들인 데 대하여 제국 정부에 감사하지 않으면 안 된다”는 담화를 발표하였다. "파격의 영광인데 어찌 주저할소냐. 개인과 가정, 일본과 세계 인류를 위해 총출진하라" 발표하였다. 한편으로 1942년 이승만이 미국의 소리 방송에 출연하자 윤치영은 송진우, 김성수, 여운형, 안재홍, 장택상 등과 함께 단파방송을 비밀리에 청취하였다. 이후 일본의 패망을 확신하였다.

##### 반론
그러나 그가 끝까지 창씨개명에 반대했다는 점, 이승만과 연락하면서 일제의 패망을 주장했다는 점 등이 지목되고 있다. 또한 당시 칼럼을 기고한 것은 명의 도용이라는 설이 있다. 또한 도용된 동양지광에 실린 글에 그는 창씨개명이 실리지 않고 본명인 '윤치영'으로 게재 되었다.
윤치영은 이후에도 여러 번 자신의 이름이 도용되었음을 호소하였다. 그러나 광복 이후에도 이런 칼럼과 단체에 명단이 올려져 있는 것을 두고 수시로 비방의 대상이 되었다.
윤치영은 동양지광에 실린 글은 박희도가 일방적으로 자신의 이름을 도용 한 것이라며 본인의 의사와 상관 없었음을 해명하였다.

##### 광산사업 실패와 파산
1942년 이후 그는 광산 채굴 사업에도 손을 댔다. 그가 귀국한 목적은 미국에서 재정적인 곤란을 겪고 있는 이승만에게 자금을 마련하여 보내는 일이었으므로 친지의 소개로 함경남도의 실업가인 이태완(李泰完)과 손잡고 유망한 금광 개발에 착수하였다. 자본은 약 10만 원 정도면 될 것이라고 하여 그는 평안북도 후창(厚昌)에 있는 중흥광산(中興鑛山)에 손을 대고 이태완과 함께 공동경영할 작정이었다. 그러나 처음부터 그만한 거금이 있었던 것이 아니어서 윤치영은 우선 당시 세브란스 의학전문 교수로 있던 사촌형 윤치왕에게 청하여 착수금 2만 원을 약속수형(約束手形)으로 받아냈다.
그러나 윤치왕 박사가 현금을 조달하지 못하고 약속 수형을 내면서 그의 이서(裏書)를 요구하기로 그는 여기에 응하였던 것인데 이것이 문제가 되어 사업도 사업답게 제대로 해보지 못하고 빚만 눈사람처럼 커져갔다. 약속을 했던 윤치왕은 뒷돈을 제대로 대지 못하자 은행에서 부도가 나고 해방 전 2, 3년간 갖은 곤경을 다 겪게 되었다. 그는 부모님이 물려준 재산까지 다 털어넣었지만 허사였다. 빚은 불고 불어 당시의 돈 125만원으로 증가했다. 파산이 선고되자 그의 집은 여섯 차례나 법원으로부터 차압이 들어오고 거리에 나앉을 지경이 되었고, 가족들의 신산고초도 심해졌다. 이때의 빚 후유증은 해방 이후까지도 그를 괴롭혔다.
세상 물정을 모르던 나는 빚의 무서움과 더불어 인정의 염량(炎凉)을 깊이 깨닫는 계기가 되었다.

빚을 갚기 위해 다시 친구와 친지들에게 돈을 빌리러 다녔지만 냉담하게 거절당했다. 조선총독부의 고문과 감시, 파산 이후 경제적인 빈궁함과 주변의 무시, 조롱, 친한 친구와 지인이라고 믿었던 사람들의 외면 등은 그에게 인간에 대한 회의와 함께 냉소적인 인간관을 품게 된다. 이후 각종 회식이나 모임 자리에 나가는 일을 스스로 기피하였고, 홀로 독서와 사색에 빠졌다.

#### 대화숙 보호관찰 처분
일제가 패망할 때까지 그는 언제나 그들의 감시하에 있으면서 집과 대화숙 사이를 왕복하는 나날이 계속되었다. 그의 집에는 항상 일본군 헌병 군조(중사급)이 파견근무를 하였다.
일제 말엽으로 접어들며 식량이나 무자 사정이 더욱 악화되어갔기 때문에 집안 형편 역시 말이 아니었다. 그의 집에 파견되어 있던 일본 헌병 중 고바야시(小林) 군조는 그의 집안 살림이 궁색한 것을 동정하여 가끔 설탕 배극표라든가 식량 배급표를 건네주어서 도움이 된 일도 있었다. 그러나 그는 굴하지 않고 일본의 통치는 사상과 활동의 자유를 제약한다고 반발하였다.

민세 안재홍, 중학교와 대학 선배이자 사적으로 친한 인물이었다.

1944년 9월 국민총동원총진회 중앙지도위원을 맡았다.
1944년 11월 안재홍의 방문을 받았다. 안재홍의 말은 "엔도(遠藤) 정무 총감이 나와 여운형을 만나보라고 하였다는 것이었다." 이에 윤치영은 "패전이 짙어가는 마당에 무슨 수작인가" 하고 그의 이야기를 들어 보았다. 그에 의하면 '1944년 7월 18일 전쟁을 일으킨 도조 히데키(東條英機) 내각이 총사퇴하고 고이소 구니아키(小磯國昭) 내각이 구성된 지도 여러 달이 되었다. 일본에 대한 협력을 가장하고 중국 동부에 괴뢰정권을 세웠던 왕조명(王兆銘, 개명 王精衛)은 같은 해 11월에 병사라는 구실하에 제가되었다. 민세의 말은 엔도가 몽양과 윤치영과 자기 세 사름에게 남경으로 가서 왕정위(王精衛)를 만난 뒤 장개석을 찾아가 일본이 중국과 휴전하는 화평 교섭을 펼 수 있도록 일본 정부의 밀서를 전달해 달라고 부탁했다는 것이다. 윤치영은 "이 사람이 기가 찬 소리를 한다"고 하며 반대했다.
* 윤치영 : 이 사람아 더운 박 먹고 식은 소리 작작하게. 만일에라도 말이네만 형님과 우리가 중경으로 간다고 하세. 혹시 정략적으로 우리를 장 총통과 만나게 해 줄는지는 모르나, 거기에는 우리 임시정부가 서 있고 광복군이 있네. 일본의 의도야 어찌 되었건 우리는 (중경에) 갔다가는 당장 총살감이야. 그리고 나는 아직도 감방 생활의 후유증으로 다리가 성하지 않아 잘 걷지도 못하는 형편일세. 가려거든 몽양과 둘이서나 가보게 

- 안재홍 : 괜히 경거망동 하지 말고 몸조심이나 하게. 곧 해방이 될 터이니

미국의 소리 단파 방송과 이승만의 일본 내막기 등을 애청하였지만 충칭행은 무모한 행위라는 것이었다. 윤치영은 "안재홍 형은 가끔 싱거운 소리를 잘 하는 친구이지만 그때는 무슨 압력을 받았기에 그런 소리를 했는지 나는 가끔 그때 생각을 해본다"고 회고하였다. 1945년 초 일본에서 불령선인으로 지목된 사람들을 야산으로 끌고가 처형할 것이라는 정보를 입수한 뒤 도망치려다가 양주군에서 다시 되돌아왔다. 이후 충격을 받고 공황상태에 빠졌다.

#### 광복 직전
1945년 초 광복 직전, 윤치영은 일체의 대외활동을 자제하였다. 기업, 광산사업이 실패한 뒤 별다른 뚜렷한 직업이 없던 그는 아내가 가정 부양을 맡았다. 그의 일과는 도서관에 가서 책을 읽거나 임영신의 집에 가서 그가 삶아주는 닭고기를 먹는 것이 일상이 되었다. 그리고 비밀리에 미국의 소리 단파 방송을 밀청했다.
1945년 2월 4일, 단파방송은 연합국들의 수뇌들이 얄타에 모여 전후 처리문제를 논하고 얄타 협정을 체결하였다는 보도가 있어서 일본 패망의 날이 가까웠다는 것을 피부로 느끼게 하였다. 그해 5월 7일에는 독일이 먼저 연합군에 무조건 항복하고 히틀러는 베를린 요새의 지하실에서 여비서 에바 브라운과 자살했다는 소식을 접하였다.
8월 초순 중앙학교 정문에서 동쪽 좁은 골목 언덕을 넘어서면서 창덕궁 뒤뜰 비원이 훤히 내려다 보이는 고하 송진우의 집을 찾아갔더니 고하는 뜻밖의 교섭을 엔도 류사쿠 정무총감과 이쿠다 경기도지사로부터 받았노라고 하며 이놈들이 망할 날이 가까워왔나 보다고 하는 것이었다. 윤치영은 건국동맹이 이미 지하에서 결성되었다는 소식을 접하게 되었다. 윤치영에 의하면 여운형이 박헌영, 이강국, 이현상과 함께 점조직 방식으로 진행시켜 왔다고 증언하였다.
8월 6일과 8월 9일에는 일본 히로시마와 나가사키의 원자폭탄 투하 소식을 접했다. 그는 이를 두고 '일본 히로시마와 나가사키에 B-29가 원자탄을 투하하여 전대미문의 참사이 전하여지고 북으로부터는 소련군이 함경도에 침입했다는 소식도 들려 왔다. 고 회고하였다. 윤치영은 잔뜩 기대하고 안국동 집에 머무르고 있다가 일본 천황의 항복 성명서를 청취했다.

### 광복 이후

#### 국민준비대회, 한민당 창당

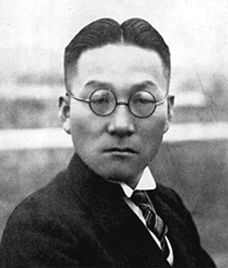
한민당의 초대 당수 송진우
(이승만이 귀국하기 전까지 윤치영은 그의 측근으로 활동했다.)

1945년 8월 15일 광복이 되자, 여운형, 안재홍 등으로부터 건국준비위원회(건준)에 참여해달라는 부탁을 받았으나 사양하였다. 그는 장덕수, 임영신 등과 함께 별도의 국민정당 조직을 추진하였다. 그러나 한민당이 창당된다는 소식을 듣고 활동을 중단하고 한민당에 가담하였다.
1945년 9월 2일 38도선 이남에 미군정이 주둔하자 미군정청 재무부 재산처분국장에 임명되었다.
9월 6일 오전 그는 경기여고 강당에서 조선인민공화국 내각을 수립하는 것을 목격했다. 그의 집 안국동 104번지에서 담 하나 사이인 당시 경기여고 강당에는 6백여 명이 모여 소위 인민대표자회의가 열렸다. 여운형은 공산당 지도자인 박헌영, 허헌 등과 함께 각본대로 좌익 인사들이 중심이 된 55인의 헌법기초위원을 정하고 소위 조선인민공화국 임시정부 조직법을 통과시켰다. 경기여고 강당에서 담장 하나 건너편에 있던 윤치영은 자기 집에서 이 장면을 목격했다.
9월 6일 송진우 등과 함께 건국준비위원회에 대항하기 위하여 국민대회준비위원회(약칭 국준)을 조직하였다. 윤치영은 국민대회준비위원회 조사부장 겸 외교부 차장에 선임되었다. 9월 16일 경성부에서 결성된 한국민주당 창당에 공동 발기인으로 참여하였다. 이어 한민당 중앙집행위원에 선출되었다. 이후 그는 송진우의 임정 봉대론에 동조하였고, 임정을 추대해야 된다는 의견을 피력하였다.
1945년 10월 12일 이승만이 귀국하자 공항장으로 나가 그를 영접했다. 이후 이승만의 비서로 활동하면서 한민당 활동은 소원해졌고, 자연스럽게 한민당과 멀어져갔다. 이승만이 귀국하자 그는 10월 12일 저녁 중앙방송에 출연, "대표적인 친일파 한두 명을 제외하고는 일체 문책하지 않겠다."라고 방송을 하여 민심을 수습시켰다. 이어 미군정 재산처분국장 직을 사퇴하고 이승만의 비서로 활동했다.

#### 이승만의 비서실장

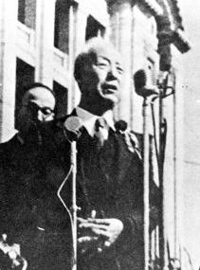
1945년 10월 16일 중앙청에서 귀국인사를 하는 이승만을 수행중인 윤치영

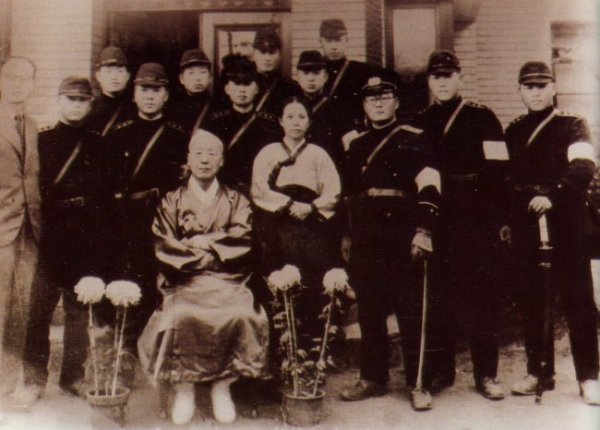
돈암장에서 이승만과 함께
(왼쪽 맨 끝이 윤치영, 가운데 검은 한복을 입은 앉은 이가 이승만)

1945년 10월 12일 이승만의 귀국 이후, 돈암장의 이승만(李承晩)의 공보비서로 활동하였고 비서실장에 선출되었다. 이승만 귀국 직후 기자회견 당시부터 윤치영은 이승만의 비서 역할을 하고 있었다.
 최기일은 그 자리에서 윤치영과 면담하였다. 최기일은 윤치영에게 이승만 박사가 지도자로서 힘을 얻기 위해서는 학생층과 이북 출신 청년들의 지지를 얻어야 한다고 말했다. 윤치영은 자신의 생각과 일치했던 최기일에게 청년 및 학생단체를 다루어 줄 것을 부탁하며 자신의 비서로 채용했다. 그는 2년 동안 돈암장에서 생활하면서 이승만 박사 주변에서 어떤 일들이 진행되고 있는지를 살펴볼 수 있었다. 윤치영이 맡긴 소임대로 최기일은 많은 실력 있는 젊은 사람들을 이승만에게 소개했다.
윤치영은 이승만을 방문하는 방문자를 선별 하는 역할을 수행했다. 돈암장에 출입하기 위해서는 이승만의 최측근이었던 윤치영, 임영신의 눈에 들어야 했다. 특히 윤치영이 싫어하는 사람은 돈암장에 절대 출입할 수가 없었다. 윤치영은 청년 인재들을 적극 활용해야 한다는 최기일의 건의를 받아들여 청년들을 비서로 채용하였다. 이들을 통해 정치, 언론, 사회동향과 정보를 입수하고 자신의 비서이자 정보조직원으로 활용하였고, 그가 청년들을 통해 수집한 정보와 자료들은 이승만의 정세변화와 대응에 유용하게 활용되었다. 이승만의 비서실장이 되면서 그는 한민당과 거리를 두기 시작했고, 끝내 한민당과 단절되었다. 이승만의 비서실장이던 그는 최기일 등을 자신의 공보비서로 채용하였으며, 인재들을 이승만에게 천거하기도 했다. 자신의 비서로 채용한 최기일 등을 이승만에게 추천하기도 했다.

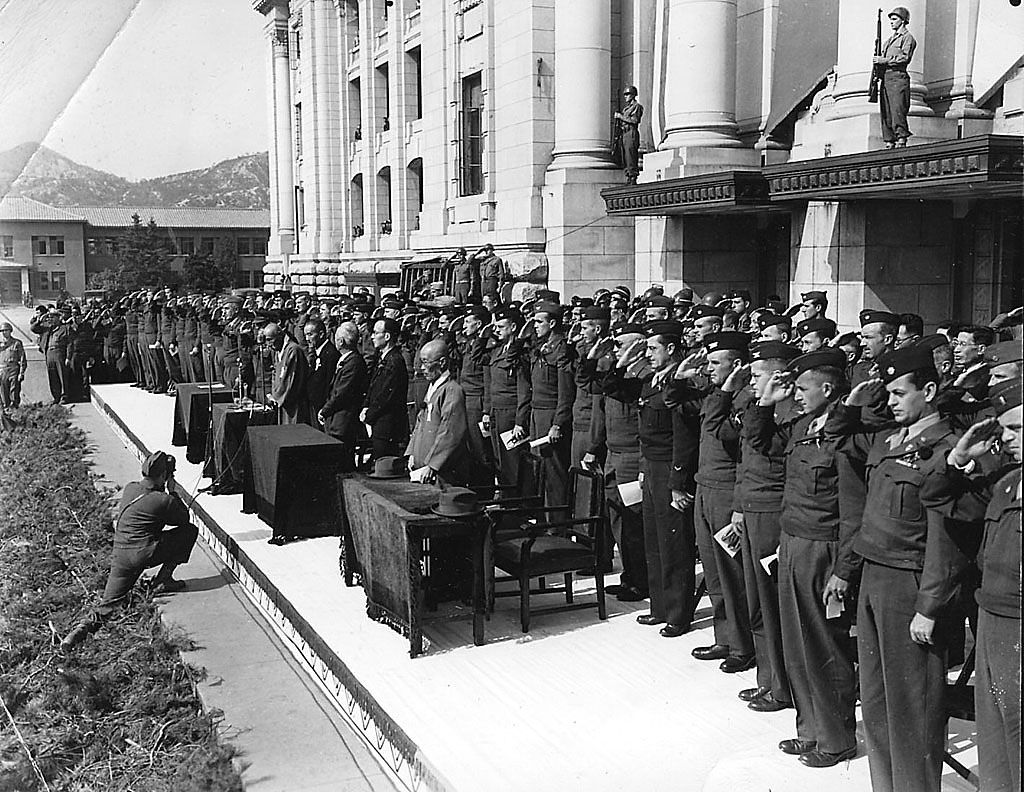
1945년 10월 이승만의 귀국 환영회

1945년 12월 사촌형인 윤치호가 사망하였다. 그러나 일제강점기 당시의 활동에 관련되어 그는 비판받지 않았고, 윤치호의 사촌이라는 이유로 연좌되지는 않았다. 이후 12월 27일 경교장에서 열린 소집회의에 참석하였고, 12월 30일부터 신탁통치 반대 운동에 참여하였다.

#### 해방 정국의 정치활동

##### 이승만의 신변 보호
윤치영은 이승만의 사무 비서 외에도 이승만의 경호를 직접 담당하기도 했다. 45년 11월 7일 돈암장에 군정장관 아놀드 소장 등 고급 장교들을 초대해놓고 명월관 회의에 참석했는데, 이들은 윤치영이 문서에 출입자 날인을 하기 전에는 보내줄 수 없다고 늘어지는 바람에 5~6시간을 버티면서 격론을 벌이며 난처한 지경에 놓이게 되었다. 그는 나를 아무리 붙잡고 있어야 일으 성사는 안될 터인 즉 돈암장으로 몇 사람 같이 가서 내가 이박사의 승낙을 얻어내야 하겠노라고 둘러대고 5,6명이 따라 나서서 같이 돈암장으로 갔다. 이박사는 손님과의 약속 시간이 가까워 와도 그가 나타나지 않으니까 초조히 기다렸다. 그가 간신히 그들의 포위망을 뚫고 돌아가서 이승만에게 그 날 일어난 일을 자초지종 아뢰자 이박사는 분개하여 따라온 사람들을 꾸짖었다. 또한 45년 11월 중순 이승만의 돈암장 주변에 테러 미수 사건이 발생하였다. 그 날(11월 7일)로부터 며칠 뒤 돈암장은 무장한 괴한들의 습격을 받는 사건이 일어났으나 다행히 인명피해는 없었고 집 주변은 그로부터 더욱 삼엄한 경비하에 놓이게 되었다.
윤치영은 이승만의 경호에 각별히 신경을 썼다. 이박사다 돈암장으로 옮겨온 뒤에도 스미스 부관은 매일 돈암장으로 출근하며 이박사의 시중을 들었는데 하지 장군은 (이 사건을 계기로) 무장한 헌병 1개 분대와 함께 그 당시 학병 출신으로 미군정에 소속되어 있던 우리 청년학도병 13명을 이치업 대위(훗날 육군 수송감 역임)의 인솔로 보내주어 경비에 임하도록 하였다.
시국이 점차 험하게 되어감에 따라 돈암장으로서도 정당한 자기 방어를 위하여 미군에게 무기를 양여받아 청년학도들을 무장시키게 되었는데 그 수효는 점차 늘어나 한창일 때는 7,8백 명 선에까지 다다랐다.
군정청에서 이승만을 경호할 경호원들을 보내줌으로서 그는 이승만의 사무비서 외에 출입자 확인과 선별에만 전념하게 되었다. 그에 의하면 '돈암장으로 숙소를 옮긴 뒤에도 경향 각지에서 리박사를 만나겠다고 찾아오는 손님이 하루에도 수십 명씩 몰려드는 판국이었다. 리박사의 건강이나 일정을 생각해서 나는 면담 여부의 최종 결정을 내려야 했고 또 좌익 세력이 기승을 부리던 시절이라서 신변보호에도 신경을 써야 하므로 나에게는 난처한 일이 많았다. 그는 아무나 쉽게 돈암장이나 이화장으로 들여보내지 않았다. 전라도나 경상도 오지에서 일부러 먼 길 상경한 유림(儒林)이나 촌로들은 무조건 이박사님 얼굴이라도 한번 보고 가겠다는데 윤치영 당신이 뭐기에 면회를 가로막고 나서느냐며 호통도 치고 덤비는 사람도 있었다 '고 한다.

##### 돈암장, 이화장 사무 주관
그는 이승만의 비서진을 직접 짜기도 했다. 처음에는 유자후(이준 열사의 사위, 이승만의 공보 선전 담당 비서관), 황규면(영문 담당 비서), 윤석오(국한문 서신 담당), 임영신 등등이 업무를 분담하여 주었다. 고 한다. 또한 임영신은 윤치영의 후처 이은혜와 함께 프란체스카 도너를 도와 돈암장과 이화장의 음식과 안살림을 도맡았다. 윤치영의 아내 이은혜는 이승만이 좋아하는 음식이 뭐고 싫어하는 음식이 무엇이며 맞지 않는 음식이 무엇인가까지 상세히 들어서 알고 있었다. 윤치영은 (돈암장과 이화장) 집안 살림은 전적으로 아내가 책임을 맡아서 해 냈는데 이박사의 생활 습관이나 음식 기호 등 미국시절부터 잘 아는 터였다라고 증언했다.
이기붕을 사무비서로 고용한 뒤에도, 윤치영은 방문자 선별과 이승만 내외 경호 업무는 직접 맡았다. 송진우 암살과 여운형 암살, 장덕수 암살 이후로 윤치영은 밤을 새면서 이승만의 신변 안전을 위해 미군정이 보낸 경호원들과 함께 이승만을 직접 경호하였다. 그는 5.10 총선거 직전까지 이승만의 신변을 담당했는데, 나중에는 종종 짜증을 내기도 했다. 사소한 방문자들이면 너는 누구냐? 웬놈이냐? 라는 반말도 하게 됐다.

##### 우익 정치인 활동

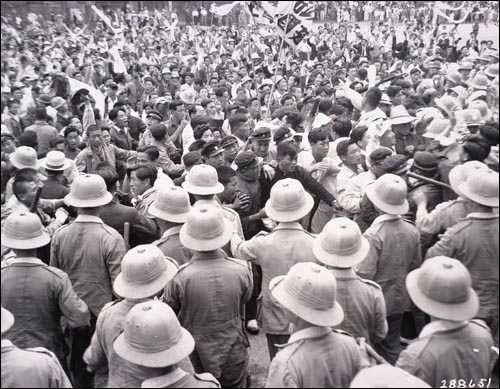
1946년 5월 미소공위가 열린 덕수궁 앞에서 개최된 신탁통치 반대 집회

1946년 1월에 벌어진 신탁 통치 반대 운동에 적극 참여했다. 그는 반탁 운동에 앞장선 학련 운동원들을 적극적으로 독려, 치하하였으며 반탁을 통해 국민적 총의를 결집시키려 노력하였으나, 반탁 시위를 폭력사태로 규정한 미군정에 의해 저지된다.
1946년 1월 15일 독촉중협 제2회 중앙집행위원회에서 윤치영은 향후 대책이 임정의 비상정치회의 · 반탁총동원회를 "중협(中協)에다 어떻게 연결하느냐"하는 점이라고 지적함으로써 독촉중협을 주축으로 비상정치회의를 흡수한다는 의사를 분명히 했다.
 1946년 2월 민주의원이 설치되자 민주의원 비서국장에 선임되었다.
1946년 민주의원 사무총장에 피선되었다. 그해 임정에서 조직한 국제법급외교연구회 이사장에 피선되었다. 또한 이승만을 대신하여 신태평양지 주필 겸 이사에 선출되었고, 1947년 서울시 경기연맹에 참여하였다. 이승만이 경제보국회에서 3백만원을 얻어 쓰게 되었다. 이때 윤치영이 중간에서 얻어 쓰게 되었다. 미군정에서 감사를 해 보니까 이 돈은 이승만에게 갔고, 미군정에서 찾아오라고 하자 윤치영은 중간에서 일부를 소비하고 나머지를 이승만에게 갖다 주었으므로 윤치영의 입장은 곤란하게 되었다.
이후 그는 46년 2월과 5월에 열리는 미소공위를 놓고 이승만과 김구가 미소공위를 결사 반대하자, 그 역시 미소공동위원회 개최에 반대하는 칼럼과 강연, 홍보활동에 나섰다. 외국이 우리 운명을 결정하는 것은 옳지 않다고 역설했고, 여러 청년들이 그의 주장에 호응했다. 46년 2월 임영신 등과 함께 민주의원 대표 자격으로 UN에 파견, UN대표들에게 한국 정부의 조속한 수립에 협조해 줄것을 요청했다. 그 결과 48년 1월 인도 대표 크리슈나 메논을 단장으로 한 유엔한위 조사단의 파견을 이끌어냈다. 그러나 윤치영은 공로를 임영신에게 모두 돌렸다.
1946년 4월 6일 조선항공사업사를 명칭을 바꾼 대한국제항공사 사장과 대한항공공업주식회사 사장에 임명되어 1947년 2월 과도정부 재산처분국장으로 복귀할 때까지 재직했다.
1946년 6월 15일 오후 5시 40분 서울역에 마중나가 서울역에 도착한 삼의사 유골을 영접하였다. 이어 태고사(太古寺)에 마련된 빈소에 참석하였다. 그해 조선국제법학회와, 외교학회 회장에 피선되었다. 1947년 3월 18일 유진산, 엄항섭 등과 대한노총 창립에 참여하였다.

##### 조봉암의 전향 후원
1946년 5월 미군정에 끌려갔다 온 조봉암을 적극 지원하여 그의 전향을 유도한 것은 윤치영이었다. 1946년 5월, 조선공산당의 박헌영에게 보낸 조봉암의 편지가 미군 정보 기관에 압수되어 공개된 일이 있었다. 이왕 미군정에 의해 이왕 공개될 것이면 자발적으로 공개하라고 유도했다.
조선공산당을 장악하고 있던 박헌영의 당 운영에 불만을 품은 조봉암이 박헌영의 1 인 체제를 정면으로 비판하는 편지를 신문에 공개 하게끔 은밀하게 주선한 것이 바로 윤치영이었던 것이다. 미군정이 편지를 공개하기 전에 조봉암은 윤치영의 권고대로 선수를 쳐서 언론에 '박헌영에 대한 비판을 공개비판'으로 발표하고 전향을 선언하게 된다. 이는 조선일보와 안재홍의 한성일보에서는 특히 대대적으로 보도하였다.

##### 임정 쿠테타 저지, 미군정과의 갈등
이때 그는 경교장 측과 미군정 측 양측의 표적이 되었다. 46년 8월의 신익희의 쿠데타를 밀고한 일로 경교장과의 사이는 틀어지게 된다.
1946년 8월 신익희는 무력으로 미군정을 접수하고 두 번째로 쿠데타를 시도할 계획을 세웠다. 신익희의 쿠데타 계획을 입수한 윤치영은 즉시 CIC 미군 방첩대에 신익희의 쿠데타 기도를 알렸다. 8월 21일, 8월 22일에 장덕수, 윤치영 등은 미군 CIC에 신익희의 쿠데타 정보를 제공함으로써 정변 계획은 무위로 돌아갔다. 8월 22일 윤치영은 CIC요원에게 신익희가 1) 8·29에 중경임정 승인 탐색, 2) 영향력 있는 새 인물 임정에 배치, 3) 승인될 새 정부 구성 탐색, 4) 군정의 무능 드러내고 새 정부를 위한 요구를 주장하는 미군정에 대한 대중시위를 갖는다는 4단계 계획을 갖고 있음을 말해주었다.

1947년 2월 21일 AP도쿄 지국장을 만난 김성수와 윤치영

한편 주한국 총영사이자 하지장군 정치고문이었던 랭던을 규탄한 익명의 진정서를 보냈다가, 진정서사건으로 이묘묵의 비판을 받고 이승만의 비서실장에서 물러나게 되었다. 쿠데타가 좌절되자 신익희는 일을 폭로한 윤치영을 책망했고, 미군정과 갈등하던 윤치영은 후회한다. 1947년 2월 안재홍이 민정장관이 되면서 미군정청 재산처분국장으로 복직한다.
1948년 이승만의 비서에서 밀려나자 이때부터는 이범석, 이기붕 등이 이승만을 주변에서 시종하게 되었다. 그와 동시에 프란체스카의 시중을 들던 조카딸 윤노라 역시 이기붕의 부인 박마리아에게 밀려나게 되었다. 윤치영의 오랜 지우이자 이승만과는 한때 로맨스가 있었던 임영신을 탐탁지 않게 생각했고, 윤치영의 부인에게도 거부감을 갖던 프란체스카는 이기붕의 부인 박마리아가 사소한 심부름까지 하게 되면서 그들을 신뢰하게 되었던 것이다. 그러나 남북협상 직후 5.10 총선거에 출마하려던 한국독립당 당원들이 상당수 당에서 쫓겨났다. 윤치영은 한독당에서 출당당한 인사들을 대다수 이승만 진영으로 영입해 왔다. 1948년 정부 수립 직전 한미정권이양 한국특명전권 위원을 지냈다.

##### 여운형과의 관계
1940년대 윤치영은 여운형과 함께 서울 종로구 관철동의 양식집 백합원에 갔다가 관상가를 만났다. 윤치영에 의하면 그 관상가는 학맥으로는 박영효 계열의 사람이라 한다.
그런데 관상가가 송진우, 장덕수, 여운형이 모두 암살될 운명이라고 예언하자, 화가 난 여운형은 이런 고약한 놈이라며 다시는 그를 만나려 하지 않았다. 윤치영은 이를 기억해 두고 있다가 후일 송진우, 여운형, 장덕수가 암살되자 기인이라고 회고하였다. 태평양 전쟁 후반까지만 해도 윤치영은 여운형의 동생 여운홍과 중앙학교 동창인데다가, 여운형과도 친분관계가 있었으나 해방 이후 적으로 돌변하였다. 이승만의 최측근이었던 윤치영과 임영신은 여운형에 대해 '이리 갔다 저리 갔다 하여서 좀처럼 정체를 파악할 수 없는 사람'이라고 말했다.
여운형은 강원룡에게 이승만, 김구 등 지도자들과 관련된 얘기를 해주었다. 해방 직후 조선체육회를 이끌던 여운형은 이승만이 귀국한 후 서울운동장에서 전국체육대회를 개최했다. 그때 몽양은 비록 노선은 다르지만 이승만이 해외에서 독립을 위해 수십년을 일하다 돌아왔으므로 일장기 가 아닌 태극기를 가슴에 단 우리 청년들이 대회장에 위풍당당하게 걸어들어오는 것을 보면 얼마나 감격할까 하는 생각에서 이승만을 개회식에 초대했다고 한다.
여운형에 의하면 이승만은 윤치영과 함께 와서 내빈석에 자리를 잡았는데 식이 시작되어도 각도 청년들이 줄을 지어 씩씩하게 입장하자 몽양은 이박사가 얼마나 흐뭇해할까 하고 감격을 나누기 위해 그의 손을 잡으려고 했다. 그런데 이승만은 청년들을 보지도 않고 수행한 윤치영과 귓속말로 정치 이야기만 하더니 "일이 있어 그만 가봐야겠다"며 곧 퇴장해버리고 말더라는 것이다. 정치적 노선은 다르지만 인간적인 입장에서 그를 초청했는데, 그 모습을 보고 여운형은 인간적으로 섭섭했다면서 자기가 이박사에게 가장 실망을 느낀 때가 바로 그때였다고 했다. 해방 이전에는 사적인 일로 여운형과 자주 만나는 사이였으나 해방 이후에 그는 여운형을 적대적으로 대하였다.

#### 남북협상 비판과 단정론 지지
1948년 1월 UN한국위원단이 한반도에 입국하였다. 인도의 수상 자와할랄 네루가 개인적으로 반한 감정을 갖고 있다는 정보를 접한 그는 UN한국위원단 단원들, 특히 인도 출신 크리슈나 메논의 주변에 사람을 붙여 그의 발언과 행동을 예의주시했다.
1948년 4월 7일 압록강 동지회에서 YMCA에서 임시회의를 개최하였다. 이때 그는 연단에서 단선단정을 반대하고 평양 일방 남북회담을 적극추진하고 있는 김구를 지적, 중국으로부터 귀국 시에 임시정부를 해체하고 개인 자격으로 돌아오라는 하지 중장의 명령에 도장을 찍고 돌아왔으니 그는 임정을 팔아먹은 사람이다 라며 성토하였다. 윤치영의 성토가 있자 청중은 흥분하여 연설을 중단시키라며 연단으로 뛰어오르는 사람들이 있었고, 윤치영은 흥분한 청중을 피해 뒷문으로 뛰어 도망쳤다.
그는 김구 등의 단정 수립 반대를 호되게 비판했다. 윤치영은 남북협상이란 기만적인 술책이며 평양 일방 남북회담에 불과하다 고 일축했다.
| “ | 남한만의 단독정부 수립을 반대한다는 백범의 명분은 옳았지만 이것은 우리 가슴에 칼을 내지르는 소리요. 결과적으로는 백범 망신에 그치고 만 것이 다행이지, 만약 그때 남북합작(南北合作)을 한다고 덤볐다가는 나라가 망했을 것입니다. | ” |

윤치영은 '백범 선생이 국제정치적 감각이 없었기 때문에 그런 어리석은 판단을 했던 것'이라고 분석했다. 또한 개인적으로 형님 아우 하며 친분이 있던 김규식과의 연락도 끊었다. 김규식은 사촌형 윤치호와 친분이 있었고, 자신의 프린스턴 대학교 동창 김관식의 6촌 형이기도 했다.

### 정치 활동

#### 정부 수립과 정치 활동

##### 단독 정부 수립 참여

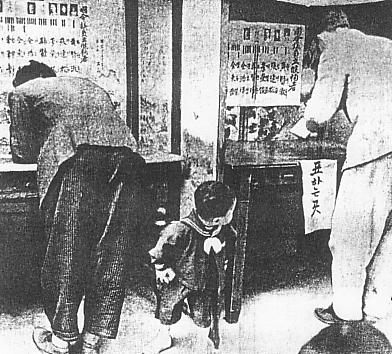
제헌국회 총선 투표 광경

그 뒤 5월 10일 5·10 단독 총선거에 서울 중구에서 무소속으로 제헌국회의원 후보자로 출마하였다. 제헌국회의원 선거에 출마하면서 출마 공약으로는 "깨끗한 한표는 진정한 애국자", "사랑하는 나의 조국 그리스도화 하자"라고 공약하였다. 당시 서울 중구에는 그의 동지이자 경쟁자였던 임영신이 출마했다.
한편 그는 한국독립당 탈당파 중 17명의 여성을 제헌국회의원 후보로 출마시켰다. 황신덕의 언니인 황에스더도 윤치영이 마지막에 입후보시켰다. 윤치영은 황에스더가 서울 중구에 출마하도록 유도했는데, 김선은 여기 중구에 살지도 않는데 왜 했느냐고 하자 윤치영은 상관없다고 했다. 그가 황에스더의 출마를 권한 것은 여자 후보를 더 내서 여자 유권자의 표를 분산시키려 했다는 의혹도 있다. 윤치영은 선거기간 중 편지로 유세를 하였는데, 김선의 증언에 의하면 '전부 편지를 써서 보성중학교 학생들한테 시켜서 각자의 집에 모두 편지를 보냈다. 우리(김선) 집에도 보냈다.'는 것이다.

1948년 5월 30일 제헌국회 총선 의석수

제헌 국회의원 선거기간 중 그는 한국독립당 탈당파 정치인들을 친이승만 진영으로 포섭, 끌어들이는데 노력했다. 한국독립당의 당원이었던 이들 중 상당수는 이념적 차이가 농후한 타 정당보다는, 차이점이 적은 이승만진영으로 가기를 희망했다. 윤치영은 이들을 적극적으로 받아들였고, 일부는 제헌 국회의원 선거에 출마하게 하는데, 자금과 인력을 전폭적으로 지원했다.
13명의 후보가 난립한 가운데 승리하여 5월 30일 국회의원에 당선, 미군정청 재산처분국장 직을 사퇴했다. 6월 헌법기초위원회 위원으로 서상일, 유진오, 조봉암 등과 함께 헌법 제정에 참여하였다.
5월 30일 바로 장면, 이훈구 등과 UN한국위원회 교섭위원의 한 사람에 선출됐다. 서울을 방문한 J. A 패터슨 등 국제연합 UN 대표단 을 상대로 대한민국 국회가 합법적인 단체임을 승인해줄 것을 설득, 1948년 6월 12일 UN 위원의 승인을 얻어냈다.

##### 헌법 기초위원과 초대 내각 입각
대한민국 헌법을 기초한 유진오의 초안에는 국민을 '인민'으로 표현했다. 초안 작성자인 그가 국민 대신 인민이란 어휘를 택한 데는 이유가 있었다. 국민은 국가의 구성원이라는 의미가 강하여 국가우월적 느낌을 준다. 반면에 인민은 국가라도 함부로 침범할 수 없는 자유와 권리의 주체로서의 인간을 표현한다. 그러니 유진오에 의하면 국가를 구성하는 자유인으로서의 개인을 표시하는 데 인민이 적절하다는 것이었다. 그러자 국회의원이던 윤치영은 대한민국 헌법 초안의 인민이라는 용어를 문제삼아 유진오를 통박하였다. 그는
"인민이란 말은 공산당의 용어인데 그러한 말을 쓰려고 하느냐. 그런 말을 쓰고 싶어 하는 사람(유진오)의 사상이 의심스럽다."
고 흥분했다. 유진오는 불쾌감을 드러내며 항의했고 윤치영은 틀린말 하지 않았다며 맞받아쳤으며 여기에 김상돈, 김준연 등의 국회의원들 또한 공산주의 이념이 연상된다며 인민 반대를 주장했다.
국회는 논쟁이 벌어졌고, 윤치영은 인민이라는 단어를 고집하는 국회의원들을 공격했다. 그러나 인민이라는 용어는 대한제국의 절대군주 시절에도 사용되던 용어였다.

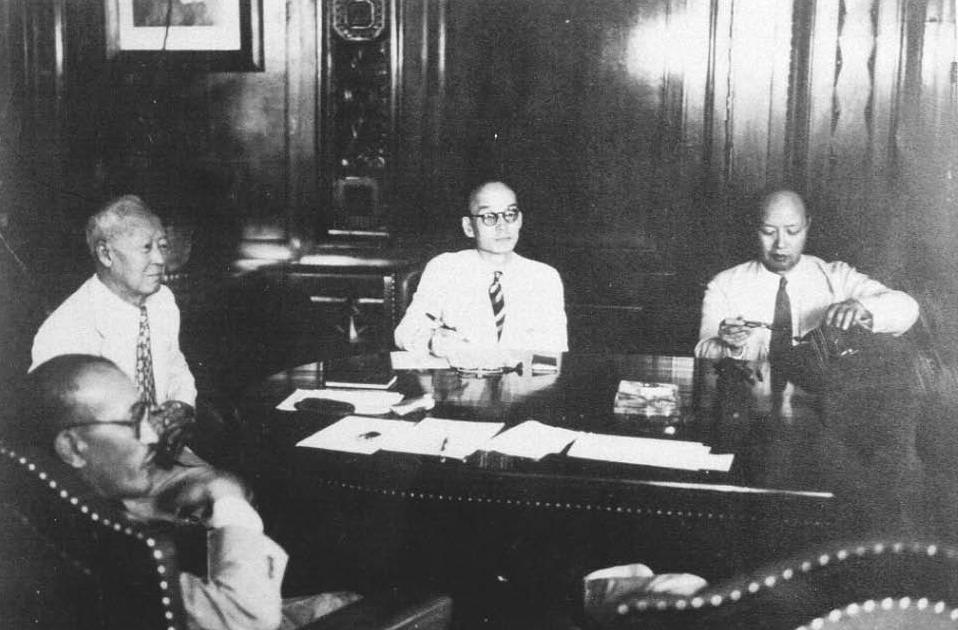
1948년 7월 22일 대한민국 초대 내각의 첫 국무회의에 참석한 윤치영 (가운데 안경 쓴 이)

1948년 7월 1일부터 시작한 국회 본회의 헌법 초안 제2회독 때 국회의원 진헌식이 다시 문제를 제기했다. 몇 개 조문을 제외하고 모두 인민으로 하자는 수정안을 제출했다. 하지만 역시 윤치영의 격렬한 반대로 무산되고 말았다. 인민이란 표현이 더 적절하다고 생각한 사람들은 그 좋은 말을 공산주의에 빼앗긴 셈 치고 포기하였다. 그는 38선 이북 조선에 공산주의 집단이 존재하는데 대한민국 국회에서 북괴와 같은 단어를 쓰는 것이 말이 되느냐며 유진오에게 따졌고, 유진오는 인민이라는 말은 People를 한글로 번역한 것에 불과하다며 유학을 다녀온 사람이 그것도 모르느냐며 반박, 설전이 계속되었다.
1948년 7월 22일 대한민국 이승만정권의 조각 인선시 외무부장관의 물망에 올랐으나, 뒤에 장택상과 그 직이 바뀌어 초대 내무부장관으로 천거되었다.

##### 초대 내무부 장관 시절

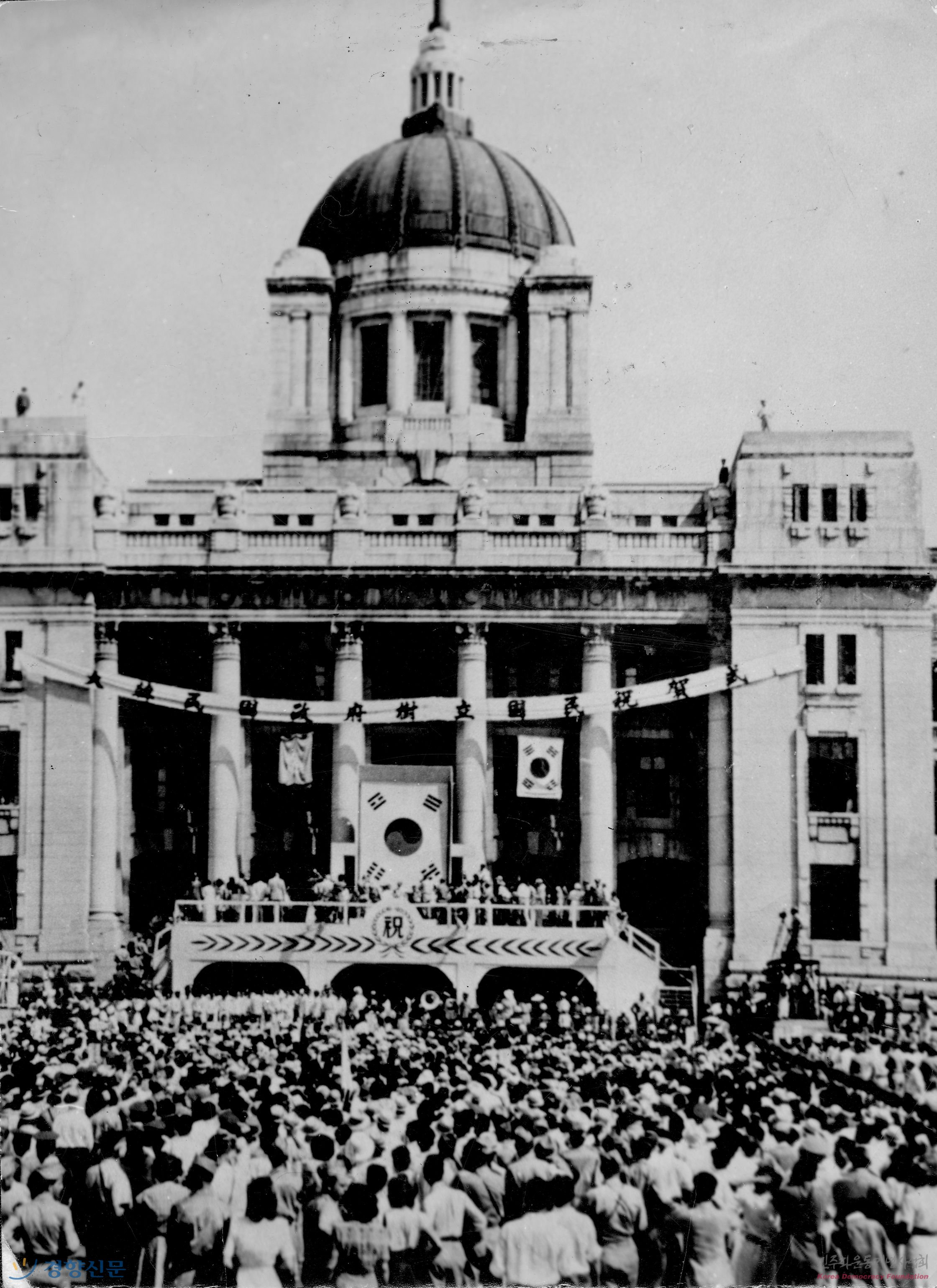
1948년 대한민국 정부 수립 선포식

7월 22일 바로 초대 내무부 장관에 취임하였다. 이후 8월 15일 정부수립 이후 내무부 장관으로 비국 및 불국 한국특명전권대사, 국제 연합 총회 한국대표 등으로 해외에 다녀왔다. 소속 정당이 없었던 윤치영은 1948년 조봉암과 함께 이정회를 결성하였다. 이후 1948년 8월초 정부수립 직전 겸임 한미정권이양한국특명전권위원이 되어, 9월 15일까지 정권 이양 관련 사무를 맡아보았다. 초대 내무부 장관이었던 그는 특별히 총기휴대증을 발급받아, 총기휴대를 허락받기도 했다.
48년 8월 10일 경찰기구 재편에 대한 담화를 발표하였다.
완전한 조직이 될 때까지는 당분간 현재의 기구와 인원을 그대로 쓰겠으나 앞으로는 지방관구경찰청제는 없애고 서울 안에는 경시총감부(가칭)같은 것을 두어 인천 개성 서울을 포함한 경기도 일원의 강력 치안확보에 대비하고자 한다. 그밖에 방금 훈련중에 있는 특무기관 정예들의 활동에 의하여 범죄의 과학적인 수사의 미연방지에 이바지하려고 하고 있다.

그러나 윤치영의 바램과는 달리 경찰 중앙집중화는 실현되지 못하였고, 중앙경찰청 산하 지방경찰청 체제로 정착되었다.

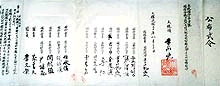
1948년 8월 30일 공표된 대한민국 대통령령 제1호
대통령 이승만의 수결 서명 왼쪽 두 번째 항목, 각료명단 맨 오른쪽에 그의 자필 서명이 보인다.)

그는 경찰의 주도권을 장악하려 했고, 이는 경찰권을 장악한 장택상, 조병옥 등과 수시로 갈등, 마찰하는 원인이 된다. 그는 일제강점기 당시 경찰관으로 있던 자들을 등용했다며 경찰청을 공격했고, 조병옥은 Pro-jab과 Pro-jap(일본)은 구별해야 된다는 논리로 맞섰다. 내각 조각 때부터 윤치영과 알력을 빚던 장택상은 조병옥의 손을 들어주었고, 내무부의 경찰권 장악은 실패로 돌아간다. 그해 10월 9일 여순 사태가 발생하자 그는 강경 진압론에 동조하였다.
한편 윤치영은 내무장관 재직 중인 1948년 10월경부터 암암리에 원내에서 이박사 노선을 지지하고 한국민주당을 견제할 수 있는 인사들을 규합하는 운동을 벌여나갔다. 이들을 통해 이승만 친위세력을 규합하고 야당들을 견제하려 하였다.
1949년 6월 26일 김구가 암살되자 바로 경교장을 방문하고 돌아왔다. 6월 30일 김구의 국민장 장례기간 중 국민장 준비위원회에 참석, 상주하였다. 이후 그는 한국독립당 탈당파를 대한국민당으로 입당, 유치하는 정책을 펼친다.

##### 여순 사건 전후

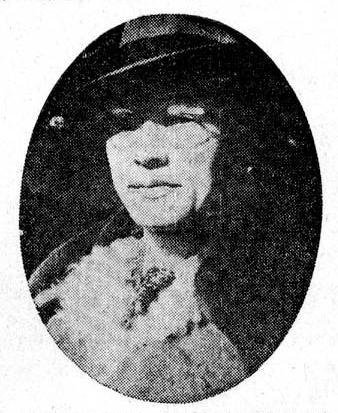
내무장관 취임직후 초도순시 중

1948년 10월 9일 서울 운동장에서 열린 민족청년단 창단 2주년 기념식에 참석하여 축사를 낭독하였다. 10월중순 여수·순천 반란 사건 당시 국무총리 이범석은 배후를 김구로 지목했다. 이범석 국무총리 겸 국방장관은 10월 21일 기자회견에서 "이 사건은 정권욕에 눈이 어두운 몰락한 극우정객이 공산당과 결탁해 벌인 정치적 음모"라며 사실상 김구를 지목한다. 여순 사건이 발생하자 그는 강경 진압론을 주장하였고 극우 세력이 배후에 가담했다는 이범석의 주장에 동조하였다.
10월 21일 오전 11시 이범석은 언론과의 인터뷰에서 여순사건을 '공산주의자가 극우정객들과 결탁해 일으킨 반국가적 반란'이라고 규정했다. 그에 의하면 "공산주의자가 극우의 정객들과 결탁해서 반국가적 반란을 일으키는 책동"이며 국군 내의 "주모자는 여수 연대장이었던 오동기(吳東起)"라고 밝혔다. 여의도 국회 의사당에서는 소란이 발생했고, 그 극우파가 누구냐는 의혹이 제기되었다. 그러자 윤치영은 극우파가 가담한 것만은 사실이라고 대응했다.
이범석은 또 "국가, 민족을 표방하는 극우파가 가담"했다고 발표했다.
그러자 김구는 극우정객이 반란에 참여했다는 근거가 없다며 반박하였다. 이후 김구는 10월 27일 김구는 여순사건 진압 직후 공식 기자회견을 열어 "나는 극우분자가 금번 반란에 참여했다는 말을 이해할 수 없다"며 관련 사실을 극구 부인했다. 김구의 반박 보도문은 조선일보를 통해 보도되었다.
나는 극우분자가 금번 반란에 참여했다는 말을 이해할 수 없다. 그들은 극우라는 용어에 관하여 다른 해석을 내리는 자신만의 사전을 가지고 있는 것으로 보인다

급히 열린 임시국회에서 국회의원 정광호는 극우가 참가했다는 국방부 장관의 발표 때문에 인심이 나쁘다며 극우가 참가했다는 발표에는 정정이 필요하다고 하였다. 그러나 윤치영은 이 사건에 대해 극우가 참가한 것만은 사실이라는 주장을 되풀이하였다. 이에 김구는 그 극우가 대체 누구냐며 윤치영에게 따졌고, 윤치영은 누군지는 알 수 없지만 극우 인사인 것은 분명하다며 응대하였다.
10월 29일 윤치영은 국회 본회의에서 국회의원의 신분으로 사건에 관련된 정보를 발표했다.
"10월 28일 오후 기관총 2정을 휴대한 무장 폭도 약 40명이 강화도에 상륙하였고, 북측으로 향하는 것 같아서 이에 대응하기 위해 병력 300명이 파견되었다", 또한 "서울 시내에서 남로당원이 열 아홉살 된 어린아이를 포함해 가족 네 사람을 찔러 죽이고 달아난 사건이 있었으며, 동대문 밖에서는 민애청단원이 수류탄을 잘못 던져 자신이 죽은 사건이 있었다"는 사건을 공개했다.
그러나 강화도를 통해 월북을 시도한 무장 폭도들을 체포하지 못했고, 서울에서 발생한 사건에 대한 자세한 경과는 공개하지 않았다.
48년 11월 8일 윤치영은 북한의 최소한 8개 도시에서 공산지배에 반대하는 광범위한 폭동이 1주일 전부터 일어났다고 발표했다. 그는 "평양, 신의주, 원산, 함흥 등 기타 4개 도시는 폭동에 휩쓸려 들어갔으며 원산의 6천 명의 반도 전부는 학살된 것으로 보인다"고 발표했다. 이어 윤치영은 "청진,함흥,원산, 해주, 평양 등지로 확대되어 가는 북한의 대소동은 여수,순천 반란 사건으로 인한 남한의 공산화를 우려한 민중들이 각지에서 호응하여 일으킨 것"이라고 했다. 그러나 조선민주주의인민공화국에서 벌어진 반공 시위는 소규모인데다가 바로 진압되었고, 그의 기대에 미치지 못했다.
1949년 1월경, 주필리핀 특사에 임명되었으나, 그는 고사하였다.

#### 이승만, 박정희의 측근

##### 친여정당 대한국민당 당수

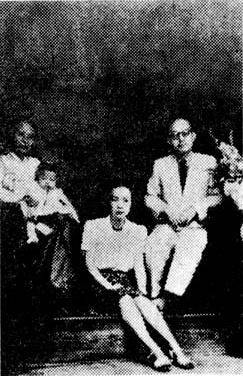
1948년 윤치영의 가족 사진, 부인 이은혜와 차남 윤인선, 딸 윤성선, 윤치영 순

1948년 11월 13일 여자국민당의 임영신, 대동청년단의 이청천, 한국독립당 탈당파 신익희, 함께 이정회에 가담했던 조봉암 등과 함께 친이승만성향의 정당 대한국민당을 창당하여 국민당 당수를 지냈으며, 재선에 성공하여 2,3대 국회의원으로 활동했다. 한민당을 주축으로 하는 내각개헌안이 제출되자 반한민(反韓民) 계열은 모두 이에 대한 반대 진영에 결집하게 되었다. 이후 그는 반한민 계열의 총수로, 이재형은 그의 모사로 지목되었다. 대한국민당은 2대 국회 때에는 24명의 당선자를 내기도 했으나, 그 후 당세가 기울어서 약체를 면치 못했다.
그러나 대한국민당에서 신익희, 지청천 등이 탈당하여 당세가 약화되었다. 1949년 2월 대한국민당 일부의 민국당 입당으로 당이 사실상 와해되자 그는 이정회를 조직하여 꾸렸다. 이정회는 이승만 대통령의 정치노선을 지지하는 데 선봉에 섰다.1949년 반민특위에서 국회의원에 대한 조사에 착수할 때는 조사대상에서 제외되었다. 이후 이기붕 세력, 장택상 세력 등과 경쟁관계에 놓였으며, 그들과의 경쟁에서 밀리면서 이승만의 주변에서 멀어지게 되었다.
그는 국민당이 민족주의적 혁명세력임과 반공주의를 적극 홍보하여 김구 암살 후 해체 위기에 직면한 한국독립당의 당원들을 국민당으로 영입하는 활동을 했다. 이승만과 김구의 이념이 차이가 없었고, 임정 세력이었던 점과, 민족주의적 혁명 세력임을 적극 부각시켜 한민당과 차별을 둠으로써 공감대를 얻기도 했다. 해방 이후부터 청년층과 꾸준히 접촉하고, 축구, 야구 등의 스포츠 활동에 참여하거나 개입한 점 역시 효과를 보였다.
줄곧 한국독립당계 인사들을 적극 영입하여 대한국민당으로 흡수하였다. 한편 국회 프락치 사건과 1949년 11월 3.8선 근방에서 북한의 도발이 있자 그는 안보의 중요성을 역설했고, 소수 정당이었지만 국민당의 지위와 입지는 올라갔다. 1949년 11월 12일 이인, 임영신 등과 함께 대한국민당 최고위원에 취임했다. 1950년 5월 제2대 민의원의원 선거에서 서울 중구 지역구에 출마하였으나 민족자주연맹의 원세훈(元世勳)에게 낙선하였다.

##### 한국 전쟁 전후

###### 프랑스 공사관 부임과 소환

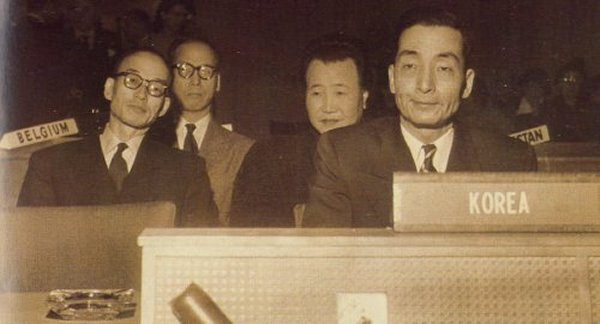
1950년 12월의 파리 UN 총회에서
(왼쪽이 윤치영, 오른쪽은 임병직과 임영신)

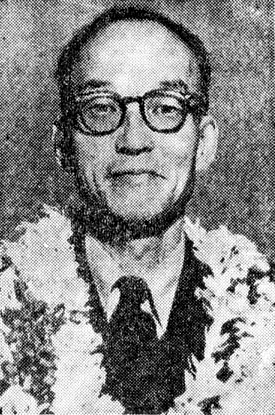
1950년 12월 주프랑스 공사 부임중 하와이에서 열린 축하식에 참석

1950년 6월 한국 전쟁이 터지자 서울을 탈출, 대전에서 합류한 이후 한국 전쟁 당시 정부가 이전할 때 함께 이동하였다. 서울을 탈출하기 전 가족들을 미리 피신시킨 그는 인척인 이범석을 데리고 가려다가 그가 먼저 탈출한 것을 알고 배신감을 느꼈다고 한다. 그는 비밀리에 전화연락과 서신으로 조선민주주의인민공화국의 서울점령 소식을 알리고 피난, 은신할 것을 알리고 다녔다. 그러나 일부 인사들은 미처 피난하지 못하고 인민군에 의해 납북되었다.
1950년 8월 미국에 파견되는 외교사절단 대표(특사 대우)에 임명되었다. 50년 9월 일본 도쿄를 경유하여 미국에 도착했다. 9월 하순 일본 도쿄에서 영친왕 이은을 예방하고 일본 수상 이하 정계 인사들과 면담했다. 일본 정계 인사들을 만난 뒤 맥아더 사령부를 방문하고 미국에 도착하여 제5차 유엔 총회에 대표로 파견되었던 임병직을 만나 미국 정계 인사들을 방문하였다.

이시영, 프란체스카 도너와 함께, 오른쪽 화분 뒤에 얼굴이 가려진 사람이 윤치영.

1950년 12월 미국 체류 중 그는 주 프랑스 공사관 공사에 임명되어 파리로 부임했으나, 유엔 총회가 끝나는 대로 빨리 돌아오라는 이승만의 호출을 받아 1951년 4월 사표를 제출하고 귀국하였다. 그 뒤 일일신문(日日新聞)사를 창간하고 사장 겸 주필이 되었으나 경영난으로 곧 폐간된다. 곧 제헌동지회 회장에 선출되고 1952년에는 다시 태평양주보사에서 사장으로 영입하였다. 한편 6.25 전쟁 중 공식 성명서를 내고 인도군과 일본자위대의 파견을 적극 반대했다. 인도군 파병에 반대한 것은 인도가 1948년 UN에서 대한민국 정부 수립에 비호의적이었던 것에 대해 악감정을 품었기 때문이었다. 그는 인도가 카스트 제도를 유지하고 있는 것에 대해서도 평생 반감을 가졌다. 1952년 잠깐 중앙대학교에 출강하여 국제법학 강사와 외교학 강사로 강의하기도 했다.

###### 국회 부의장 시절
1951년 12월 자유당(自由黨)이 결성되었다. 자유당에는 윤치영의 아내 이은혜의 인척이자 이승만의 강경파 측근 중의 한사람인 이범석이 몸담고 있었으며 그에게도 입당 권유가 들어왔으나 그는 자유당에는 가담하지 않았다. 그는 이범석에게 주변에 질시하는 이들이 있으니 조심하라고 충고하였다.
1952년 2월 보궐선거 때, 충청남도 공주에서 민의원의원 보궐선거에 출마하여 당선되었다. 2대 민의원에서 윤치영은 국회 외무위원회 위원을 맡았다.
1952년 5월 부산정치파동 당시 야당 의원들은 민주주의 수호를 이유로 연좌농성을 벌였다. 윤치영은 마작에 마약을 하는 애국자들 있다면서 야당을 향해 야유를 보냈다. 이에 마작을 할 줄 알았던 신익희나 정구영은 불쾌감을 드러내기도 했다. 부산 정치 파동 때 그는 연좌시위를 하는 야당 의원들을 향해 너절한 놈들이라고 조롱하였다.
국민 방위군 사건(1951), 부산정치파동 등을 목격한 윤보선은 이승만에게 사태를 바로 볼 것을 촉구했고, 주변에서 아첨하는 측근들을 내칠 것을 권고했다. 그러나 이승만은 윤보선이 그의 숙부인 윤치영이 자신에게 총애를 잃은 것에 불만을 품고 사적으로 청탁하는 것으로 여겨 이를 멀리했다. 실망한 윤보선은 이때 이승만과의 결별을 선언한다. 그러나 윤보선이 이승만과의 결별을 계기로, 1920년대부터 이승만의 열성적인 추종자였던 숙부 윤치영과 멀어지게 된다. 윤보선은 윤보선 대로 한민당을 탈당한 윤치영을 못마땅하게 여겼고, 윤치영은 윤치영 대로 그가 이승만 박사에게 대든다고 판단했다.
1952년 7월 조봉암과 함께 민의원부의장에 선출되었다. 축구와 야구, 달리기 등으로 체력이 다져진 그는 국회에서 난투극이 벌어질 때 순발력을 발휘해 단상위를 뛰어내리거나 피신했다. 국회부의장 재직 당시, 자유당의 조직부장 임철호에게 요직을 추천하는 김일훈의 부탁을 거절했다가 사이가 틀어졌다. 이후 조봉암이 대한국민당을 탈당하고 무소속의 리더가 되자 그는 개인적으로는 조봉암과 친분을 유지했지만, 이후 원내외에서 조봉암에게 비판과 비난이 쏟아질 때 감싸주거나 도와주지 않는다.

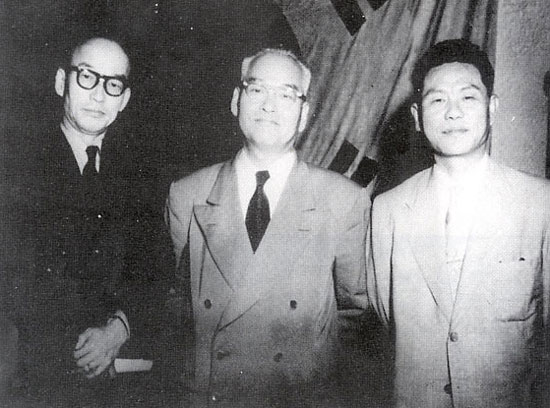
제2대 후반기 국회 의장단 선출, 1952년 7월 10일 새로 선출된 국회의장단. 좌로부터 윤치영 부의장, 신익희 의장, 조봉암 부의장

##### 다른 이승만 측근들과의 관계
그는 자유당을 탈당해 호헌동지회(1954.11)에 가담한 정치인들을 향해 국회의원 금뱃지를 붙여주었더니 명월관에나 가서 기생 이마에 돈붙이는 놈들, 검사 하다가 마작해서 파면당한 놈들, 우리가 등용했더니 국민 앞에서는 딴소리 하는 놈들 투성이라며 야유하였다. 호헌동지회를 결성할 때도 그는 강력한 지도자가 사회를 단결시키는 법이라며 냉소를 보였다.
그는 같은 이승만의 측근으로 함께 이승만을 모시던 측근들 중 이윤영, 임영신, 이범석과 절친하였다. 제1공화국이 붕괴된 뒤에도 임영신이나 이윤영, 이범석의 개인적인 행사에는 늘 참석했고, 초청하였다. 박용만과도 가까이 지냈으며, 허정과는 다소 거리를 두었다.
그러나 장택상과 상당히 사이가 좋지 않았다. 둘의 성격이 맞지 않았고 초대 내각 때 자리가 바뀌면서 오해가 생긴 일로 오랫동안 척을 지고 지냈다.
1955년 1월 유엔에 파견되는 대한민국대표단으로 파견되어 다녀왔고, 그해 중화민국 장개석 총통이 주최한 만찬에 참석하였다. 1956년 5월 제3대 정·부통령 선거에서 부통령 후보로 출마했다가 낙선했다.

##### 조봉암 법살사건 전후

동지이자 경쟁자인 이기붕, 돈암장 시절 이후로 그의 라이벌로 전락했다.

1958년 7월 대한국민당의 해산으로 대표직에서 물러났다. 이후 단기간 대학 강단에서 활동을 하기도 했다. 조봉암이 북한을 비밀리에 방문하던 상인 양명산의 정치자금을 받은 것이 문제 되자, 판단을 잘못한 것이라며 조봉암의 무죄설을 주장하기도 했다. 그러나 장택상 등의 주도로 조봉암 구명운동이 전개되었을 때는 소극적으로 관망하였다. 그러나 그의 비호와 장택상 등 다른 사람들의 구명운동과 상관없이 그 해 10월 제2심 재판에서 조봉암은 사형선고를 받았다.
후일 그는 한 인터뷰에서 조봉암을 회고하면서 '비극의 주인공이라며 눈물을 흘리기도 했다. 그에 의하면 조봉암의 사법살인은 이기붕일파와 자유당 당원들의 농간이라는 것이었다. 그는 조봉암이 대통령 선거에 도전한 것이 화근이 되었다고 보면서도 자유당 일파들의 정치인 법살행위에는 분개했다.

##### 부통령 재출마와 낙선
1960년 제4대 정부통령 선거에 부통령 후보자로 출마하였다. 대통령 후보로는 이승만을 지지하였다.
그는 부통령 출마의 변 중 하나로 "이기붕을 낙선시키기 위해서"라고 하였다. '나는 만송이 부통령으로 당선이 된다면 그를 에워싼 아첨배들의 극성으로 나라의 장래를 그르칠 것이라고 염려가 되었고, 그러한 그들의 파당책 작폐를 예방하려는 뜻에서 내가 속해 있는 대한국민당의 부통령 후보로 나서기로 결심하였다. 당선되리라는 예상 보다는 내가 고약하게 보고 있는 무리들에 업힌 이기붕 후보만은 무슨 일이 있어도 낙선시켜야 한다는 하나의 사명감 때문이었다.'는 것이다.
1960년의 제4대 정부통령 선거에서 자유당은 그를 선거대책위원회로 영입하였으나 그는 거절하였다. 그는 부통령에 출마한 이유를 '이기붕을 낙선시키기 위해서' 완주해야 된다며 부통령 후보로 출마, 완주하였다. 다만 대통령 후보로는 이승만 지지를 선언하였다. 3월 15일 부통령 선거 기표결과 낙선하였다. 그러나 예상과는 달리 이기붕은 부정선거 및 개표조작으로 부통령에 당선되었었다.

##### 4·19 혁명 전후

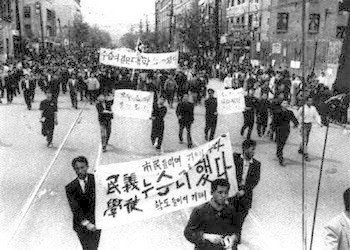
4.19 혁명.

1960년 3월 15일자 동아일보. 3.15 부정선거를 다룬 기사.

3·15 부정선거에 대한 후유증으로 4·19 혁명이 발생하였다. 그러나 그는 이승만의 측근이었다가 이기붕 등에 밀려났으므로 화를 입지는 않았다. 그러나 윤치영은 4·19 혁명을 4.19 사태라며 비판하였다. 윤치영은 4.19를 두고 김창룡의 요절을 아쉬워하기도 하였다. 윤치영은 김창룡이 오래 살았다면 4.19 사태와 같은 허술한 사태 처리로 이승만이 맥없이 하야하는 일은 결코 일어나지 않았을 것이라고 보았다. 윤치영은 4.19에 대해서도 부정적이었다. 그는 4.19를 '4.19 사태'라고 보았다. 그의 주장은 학생 운동권들의 격렬한 반발을 유발했다.
대통령 권한대행 겸 내각수반인 허정은 1960년 5월 29일 새벽 이수영 외무부 차관에게 이화장으로 가서 직접 이승만 내외를 모시고 나오도록 지시하고, 그는 직접 김포공항으로 나갔다. 허정은 이승만의 측근들은 물론 '각료들까지도 모르게' 비밀리에 이승만의 출국을 추진 했다. 이는 허정이 단독으로 비밀리에 주한미국대사관 대사와 상의하여 이승만을 출국시켰던 것이다. 허정이 이승만을 비밀리에 하와이로 출국시키고 이후 이승만은 1965년 7월 19일 사후에 귀환한다. 윤치영은 개인적으로 이승만을 비밀리에 출국조치시킨 허정을 비판하였다.
한 두어 주일 후에는 돌아오게 될 것 이라고 담담한 표정으로 떠나간 이박사는 이것이 영영 살아서 고국과의 이별이 되고 말았으니 그런 일을 꾸민 자세한 음모가 이제는 반드시 밝혀져야 한다고 나는 믿는다. 그런 의미에서나 개인으로는 당시의 정부를 책임지고 있었던 허정 과도정부 내각 수반과 하와이로의 일시 요양을 권고한 매카나기 주한미국 대사와 그 여행을 위해 심부름을 맡았던 이수영(李壽榮) 외무차관에게 그 경위를 묻고 싶다.

장면 내각 출범 이후 함태영 등을 중심으로 이승만의 환국운동이 추진되었다. 장면이 찾아와 그에게 내각 참여를 요청했지만, 그는 냉담한 반응을 보이며 거절했다. 윤치영은 이승만 환국운동이 일어나자 역시 환국운동에 적극 참여했다. 그러나 장면 내각의 반대로 이승만의 귀국은 무산되었고, 윤치영은 장면을 비난하였다.
그 뒤로도 이박사의 환국을 막아버린 장면 씨에게는 더 말할나위가 없다. 이박사 제거 음모를 꾸민 것은 휴전 반대와 반공포로 석방 때부터 두 차례나 되고 4.19를 빙자해서 끝내는 세 번째에 성공을 시켰으니 내가 지금까지 한스럽게 생각해 온 것은 이 나라와 지도자의 운명이다.

윤치영은 장면의 이승만 귀국 저지를 비판함과 동시에 장면이 이승만을 세 번이나 제거하려 모략을 꾸몄다고 비판했다.

##### 제2공화국 기간 중

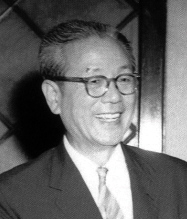
장면

윤치영은 장면에 대해 냉소적이었으며, 장면 내각에 대해 비판적이었다. 그는 장면이 이승만을 몰아내려고 쿠데타를 기도했다고 봤다. 한번은 반도 호텔 지하실 이발소에 갔던 길에 윤치영은 우연히 장면 국무총리와 마주쳤다. 윤치영에 의하면 "이기붕이 그러했던 것처럼 장면도 이 건물의 8층인가 어딘가에 큰 방을 차지하고 있었다는 공공연한 비밀이 생각났다."는 것이다. 이후 장면을 만날 때마다 조소하게 되었다.
취임 직후 장면은 반도호텔에 나타난 윤치영을 보더니 "나를 잘 좀 도와주시오"하는 것이어서 나도 외교사령(外交辭令) 겸 진 반 농 반으로 "당신이 그렇게도 바라던 내각 책임제 세상이 되었으니 잘 해 보시오, 국민의 한 사람으로 말한다면 치안부터 안정시키길 바랄 뿐이오"라고 하였다. 윤치영은 장면과 제2공화국에 비판적, 냉소적이었다.
2공화국 기간 중 내내 윤치영은 이승만의 귀국 운동을 추진했는데, 제2공화국 출범 이후 그는 장택상, 이범석, 함태영, 허정 등과 이승만의 귀국을 추진하는 이승만 박사 환국운동을 주도했다. 63년 1월 이승만 박사 환국추진회의 결성에 동참하였다.

##### 반 장면 정권 쿠데타 기도

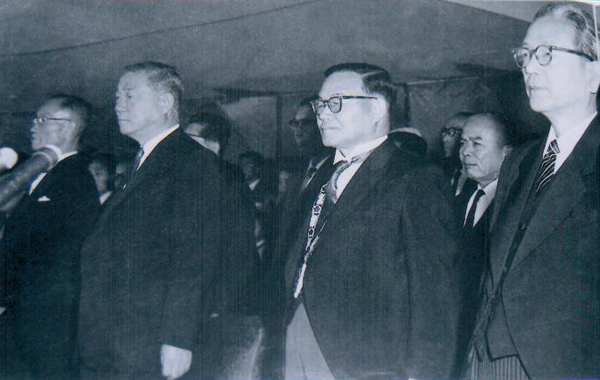
제2공화국의 대통령인 윤보선(오른쪽에서 두 번째)과 총리 장면
(윤치영은 시종일관 제2공화국에 냉소적, 적대적이었다.)

윤치영은 제2공화국 당시 장면 내각의 시위, 집회의 자유가 혼란을 가져온다고 주장하던 반공주의 우익단체의 주장에 동조하여 우익시위와 집회에 적극 참여하기도 하였다. 조카인 윤보선 대통령에게는 비판적이지는 않았으나, 딱히 협력하지는 않았다.
혁신세력의 통일시위가 격해지자 1961년 3월 윤치영은 혁신세력을 자처하는 좌익계열의 조직분자들이 학생들을 앞세워 데모규제법과 반공법을 2대 악법이라고 규정짓고 더욱 거세가 국민 대중을 선동하며 연일 휏불데모까지 이어가며 기승을 부렸다. 고 비판하였다. 윤치영 등은 종로 1가에 있는 우주 다방을 중심으로 매일 모임을 갖고 움직임을 분석하면서 대응책을 세워나갔다. 이규갑, 임영신, 김두한, 원상남 등 주요 인사를 비롯해서 6.25 동란 시에도 결사대를 조직하여 활약했던 청년동지들 가운데 반성환(潘星煥), 한철민(韓哲民), 손진, 정태석(鄭泰錫), 유명욱(劉明郁) 등이 있었다. 3월 28일 61개 우익단체를 동원, 서울을 비롯하여 부산, 대구 등지에서 좌경분자들의 간담을 서늘케 하는 대대적인 데모를 우리들이 주동한 것을 기폭으로 하여 이제는 약체를 면치 못하는 민주당 정권을 뒤엎고 강력한 반공정권을 쟁취해야 한다는 결의가 다져졌다. 이것은 혁명모의가 분명했지만 당시의 실정으로서는 우리가 활로를 찾는 유일한 방략이라는데 뜻이 모아졌다.
거사에 필요한 자금은 대강 약 2억원으로 우선 성사시키고 그 이후의 일은 다시 조달이 되지 않겠느냐는 의견이었는데 자금 마련도 얼마 안 가서 5천여 만원에 달하였다. 그러나 우익단체의 혁명 모의는 정보가 장면 내각 담당자에게 새어나감으로서 경찰 등의 감시로 실패하였다.
윤치영은 사람과 자원, 자금을 모아 제2공화국을 상대로 쿠데타를 기도하기도 했다. 그 이유에 대해 후일 언론 인터뷰에서 "장면 정권은 너무나도 무능해서 횃불데모가 벌어지는 등 공산당의 발호가 염려되는 만큼, 사회가 극도로 혼란되어 가는 것을 좌시할 수 없어. 나 자신이 직접 혁명을 하려고 동지들을 규합하고 있었을 때였으니까요."라고 하였다. 정변이 실패하자 장면은 극우 인사라며 그를 공박했고, 감시하는 사람들이 그의 주변에 따라붙게 되었다.

##### 5.16 군사 정변 직후
1961년 그는 우익 청년단체를 규합, 장면 정권에 대항하여 거사를 계획했으나 박정희, 장도영 등의 5.16 군사 정변으로 실패하고 만다. 1961년 5월 16일 5.16 군사 정변이 발생하자 그는 군사 정변을 지지하였다. 이어 군사혁명위원회의 2인자였던 육군 소장 박정희가 직접 그를 찾아와 도움을 요청했다. 이어 지식인들의 5.16 군사 혁명 지지 성명이 있자 윤치영 역시 혁명 지지 선언에 동참한다.
1962년초 서울 아스토리아 호텔에서 5.16 군사 정변의 핵심 인물인 김모 씨 등을 만났다. 혁명의 취지를 설명하는 그에게 윤치영은 협력할 것을 약속했다. 군정 중 공화당을 창당하기 위한 움직임에 적극 참여했다. 그는 구국운동으로 생각하고 창당에 협조하기로 했다. 한편 구 자유당계 정치인들이 정치정화법으로 단죄될 때 그는 자유당 계열은 아니었으므로 정치정화법에 해당되지는 않았다.

#### 박정희 정권 시절

##### 민주공화당 입당과 군정 참여

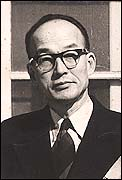
윤치영 (1960년대 초)

1963년 초에는 민주공화당에 입당하여 활동했고, 박정희(朴正熙) 당시 국가재건최고희의 의장을 민주공화당 대통령후보로 추천하였으며, 민정(民政)에 참여하게 하였다. 그 뒤 1963년 5월 정구영(鄭求瑛)의 뒤를 이어 제2대 민주공화당 의장에 선출되었다.
그의 조카인 윤일선이 공화당의 사전 조직인 재건당의 리더로 참여하고 있었던 것과 김종필의 꾸준한 설득과 극진한 예우가 그를 공화당으로 입당하게 했다. 이후 박정희를 만나 시국관과 강력한 반공주의와 민족국가론을 토론하면서 깊이 공감한 그는 공화당에 적극적으로 참여, 활동하게 된다.
| “ | 이승만 박사를 모시던 것과 같은 심정으로 박 대통령을 모시겠다. | ” |

이후 당시 최고회의의장인 박정희를 공화당 대통령후보로 지명, 민정에 참여토록 한 것도 동산이었다. 그는 여운홍과 함께 박정희 공화당 총재의 고문으로 활동했다. 군정 연장을 반대하던 야당에서는 그가 음모를 꾸민다며 비난했다.

##### 박정희 후보 선거사무장 활동
1963년초 박정희가 대통령 후보로 출마할 의사를 보이자 그는 적극 환영하였다. 63년 제5대 대통령 선거에서 윤치영은 박정희의 선거 사무장으로 활약했다. 광주에서 그는 "반만년래의 위대한 지도자이신 박정희 씨를 대통령으로!"라며 박정희의 지원 유세를 하였다. 그는 박정희 후보의 선거사무장 겸 선거대책본부 본부장으로 전국 순회강연, 유세를 다녔다. 그는 박정희라는 청년 정치인의 참신성과 함께 상대방이 한민당에서부터 내려온 구태 정치집단임을 강조했다. 6월 26일 서울 효창공원에서 열린 백범 김구 14주기 추도식에 참석하였다.
남로당 전력을 가지고 있던 박정희는 구 정치인들로부터 공산주의자로 의심받자 9월 30일 그는 "썩은 구정치인이 집권하면 또다시 혁명이 일어날 것이다."라고 주장하였다. 박정희를 공산주의자로 지목한 정치인들 중에는 그의 조카였던 윤보선도 있었다.
윤치영이 박정희의 선거사무장으로 선거관리를 총괄하면서 야당인사인 허정, 김준연과 야당의 대선 주자인 윤보선과도 갈등하였다. 윤보선의 어머니이자 윤치영의 형수인 이범숙이 윤치영의 안국동 집에 찾아와 통곡하는 사태까지 가게 되었다. 그러나 윤치영과 윤보선의 갈등은 해소되지 않았고, 화가 난 윤보선은 윤치영을 만났을 때 아는 척도 하지 않고 그의 악수를 거절한다.
윤보선은 사석에서 그를 만났을 때도 수인사 조차 거절하였다. 윤보선과의 관계는 1980년대 초반이 되어서야 개선되었다.

##### 국회의원 활동
1963년 제6대 국회의원 총선거에서 그는 전국구(민주공화당) 2번으로 당선되었다. 6대 국회에서 국회의장 후보자로 지명되었다. 공화당 당내 일각에서는 윤치영을 의장 후보로 미는 사람들이 있었지만, 당초 박정희는 1963년 12월 초에 정구영을 청와대로 불러서 국회를 맡아달라고 부탁하기도 하였다. 박정희대통령은 윤치영에게 국회의장을 맡길 마음도 없는 상태였다. 그러나 정구영과 윤치영이 경쟁하는 상황에서 박정희는 갈등을 겪기도 했다. 김종필은 "국회의장은 정구영 선생하고 윤치영 씨가 팽팽하게 맞서 있는 상황이라 골치가 아픕니다."라고 했다. 결국 국회의장직은 이효상에게 돌아갔다. 국회의장직에 낙마한 대신 그는 곧 관선 서울특별시장에 임명되었다. 서울시장직에 취임하면서 그는 국회의원직을 사퇴했다.
1964년 5월 사퇴한 최두선 국무총리의 후임의 물망에 올랐으나, 야당의 집단 반발로 총리 지명은 무산되었다. 그는 자신이 한민당을 탈당했던 것에 대한 감정적인 정치보복이라며 야당 인사들을 맹비난하였다.
1960년대 서울이 만원이 되자 윤치영은 아예 서울로의 이주의 자유를 제한하자고 제의한적도 있었다. 서울특별시로 이주하는 것을 제한하자는 그 제안은 비난을 잔뜩 받았고, 실현되지 않았다. 1964년 박정희, 김종필을 중심으로 한일 회담이 추진되자 그는 이승만 정부의 10년간의 치적은 반공과 반일이라며, 일본이 식민통치에 대한 사과를 한 일이 없는데 어떻게 외교를 체결하느냐며 부정적인 시각을 드러냈다.

##### 서울특별시장 재직 시절

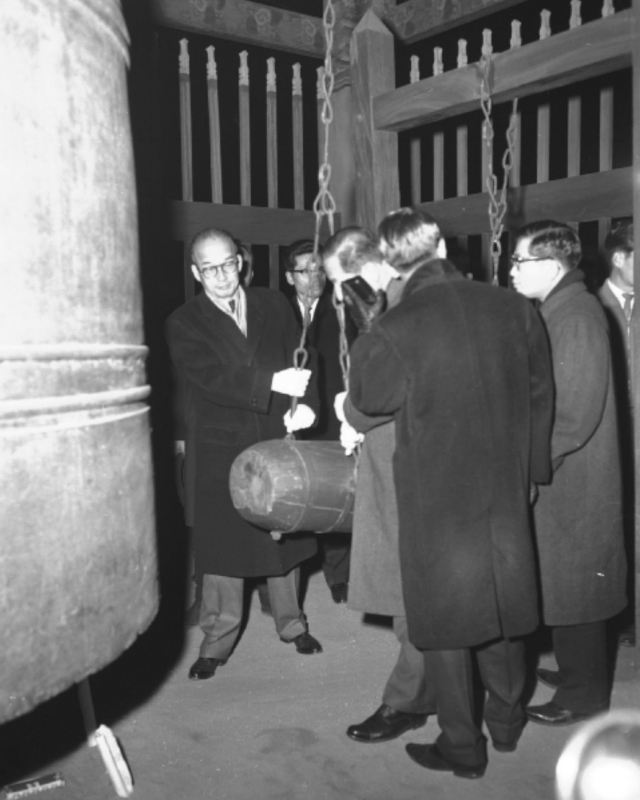
1963년 제야의 종 타종식에 참가한 윤치영

그 뒤 제13대 관선 서울특별시장에 취임했다. 1963년 서울시장이 된 윤치영은 "서울을 좋은 도시로 만들지 말아야 농촌 인구가 몰려오지 않는다"고 말했다고 한다.
서울의 인구가 폭증하자 1963~1966년까지 서울시장을 지낸 그는 "서울에는 도시계획을 전혀 하지 않아도 매년 20~30만 명씩 인구가 모이니, 만약 도시계획을 잘 한다면 훨씬 더 많은 사람이 몰려 인구집중을 유발하지 않으려면 아예 도시계획을 안하는 것이 좋다."고 공언하였다. 서울특별시장을 거쳐 민주공화당에 재입당, 공화당 총재 상임고문, 7대 국회의원, 국토통일원 고문, 국회부의장 등을 지냈다. 1968년 5월 다시 민주공화당 의장에 피선되었다.
1964년 5월 23일 대한웅변협회 제15대 회장에 선출되었다. 1965년 5월 23일 다시 대한웅변협회 16대 회장으로 재선했고, 1967년 10월 21일 대한웅변협회장직을 사직하였다.
7월 22일 비행기를 통해 이승만의 유해가 귀국하자, 오전 8시경 김포공항에 도착하여 이승만의 유해가 도착하자 영접하였다. 방송 인터뷰에 출연하여 이승만에 대한 회고를 하기도 했다. 윤치영은 허정, 장택상, 이범석 등과 이승만의 국장(國葬)으로 장례를 치룰것을 요구하였다. 대통령 박정희는 이승만의 국민장(國民葬)을 추진하였으나, 허정, 윤치영, 이범석, 장택상 등은 국장(國葬)을 고수하였다. 4.19 관련 단체에서는 이에 반발하여 국장도 국민장도 안 된다며 대규모 시위, 집회를 열었다. 박정희 집권기간 중 윤치영은 박정희를 가리켜 "단군이래의 최고의 지도자"라고 찬양하자, 야당에서는 이런 윤치영을 두고 "단군 이래 최고의 아첨꾼" 이라고 맞받아치기도 하였다.
서울 시장 재직 중 그는 구로, 숭인, 은평, 뚝섬 등 4개지구 4천만평에 대한 도시계획을 직접 수립하였으나 서울시의 팽창에 부정적으로 보고 있었다. 또한 경제개발 5개년 계획과 국토종합개발계획 5개년 계획을 본따 서울시 최초의 장기계획인 '시정 10개년 계획'을 수립하였으나 이는 그가 물러난 뒤 백지화된다. 1967년 제7대 국회의원(전국구)에 당선되었고, 그해의 제6대 대통령 선거에서도 민주공화당의 선거대책본부에서 활동하며 전국 순회유세를 다녔다.

##### 3선개헌 및 유신 적극 지지
1969년 1월초 박정희의 3선 개헌 시도가 공공연하게 알려지자 그는 박정희의 3선 개헌을 적극 지지하고 나섰다. 1969년 1월 7일 공화당 당의장 서리 자격으로 명동에 있는 한 경양식당에서 국회 상임위원장과 공화당 시도 지부장을 초대하여 오찬 모임을 주관하였다. 그것은 3선개헌 문제를 다루기 위한 첫 공식회의였다. 모임 초두에 윤치영은 이런 요지의 말을 하였다.
민족중흥을 위해서는 강력한 리더십이 필요하다. 단군 이래의 민족의 위인인 박정희 대통령이 계속 집권하기 위해서는 개헌을 해야 하며, 헌법상의 대통령 연임 금지조항을 폐지하는 것이 바람직하다고 본다. 당 간부들도 개헌 무드 조성에 앞장서 주었으면 한다. 이것만이 조선민주주의인민공화국의 도발을 막고 경제건설을 지속적으로 할 수 있는 길이다.

그는 공화당 당내에서도 3선개헌을 반대하는 일부 소장파 의원들을 설득하기도 하였다. 경제성장을 위해서는 장기간의 강력한 리더십이 필요하고, 강력한 리더십을 구축하기 위해서는 박정희 대통령의 연임이 불가피하다는 것이었다. 당시 박정희는 공화당 내에서도 3선으로 용퇴하라는 여론이 빗발쳤고, 그는 강력한 리더십으로 경제발전의 동력을 계속 이어나가야 된다며 3선 퇴진론에 맞섰다. 대통령 박정희의 장기집권을 비토하면서 쏟아지던 비판은, 윤치영에게 쏠렸다.
1969년 1월 18일 윤치영은 "민족중흥의 강력한 리더십을 위해 3선개헌을 하겠다"고 거듭 말했다.5월 7일 윤치영은 '정치적 안정과 경제발전을 위해선 박 대통령의 지도력이 필요하다'고 천명했다. 68년 12월 19일 개헌의 가능성에 대한 하나의 단서가 윤치영 당 의장 서리가 한 지구당에서 행한 연설에서 흘러나왔다. 어느 조항인지를 구체적으로 언급하지 않은 채 윤치영은 개발도상국에서 근대화를 위해서는 "일당이 장기간 집권하는 것이 중요하다."고 선언했다. 윤치영은 개헌 문제야 말로 국제상황의 맥락에서 파악되어야 한다고 말했다. 그해 공화당 당의장 서리에 취임하였다.
그는 한국에는 한국식 민주주의가 필요한 법이라며 삼선개헌을 반대하는 야당의 견해에 맞섰다. 1969년 4월 12일 윤치영은 공화당 의장서리 자격으로 반 당(黨) 행위를 조사하라는 총재 박정희의 지시를 받고 조사에 착수하였다. 1969년 8월 7일 윤치영 외 121명의 이름으로 된, 박정희 대통령에게 3선의 길을 터놓는 것을 골자로 한 개헌안을 국회에 상정했다. 야당의 반발 끝에 3선개헌안은 통과되었다.

#### 유신정권 출범 직전
1970년 1월 7일 윤치영은 시국이 조국 근대화를 달성하기 위해서 강력한 지도 체제를 요청하고 있으므로 여당은 대통령 임기 조항을 포함한 헌법상의 결함을 연구·검토해야 한다는 그의 소신을 재차 피력했다. 1월 8일 공화당 정책위 부의장 김주인도 윤치영의 의견에 동조, 조선민주주의인민공화국의 남침 위협이 가중되고 있는 이때, 강력한 영도자가 국가를 영도하기 위해 대통령 출마자의 3선 금지를 규정하고 있는 조항을 폐지하는 것이 절실하다고 말함으로써 윤치영 당 의장 서리의 견해를 되풀이했다.
여당은 개발도상국에서 서구 선진국형의 정치 질서와 안정의 전제조건인 경제 근대화를 달성하기 위해서 강력한 영도 체제가 필수불가결하다고 주장했다. 윤치영은 "한국의 현 시국은 박 대통령이 조국에 봉사할 기회를 한번 더 주기를 요구한다. 그러므로 국민은 조국의 밝은 내일을 위해 필요하다면 헌법적 장애를 제거할 것"이라고 말했다.
 강력한 지도자와 리더십의 필요성을 역설하며 유신 개헌을 지지하였다. 1970년 12월 공화당 총재 상임고문이 되었다.

#### 유신정권 시절
1970년 12월과 1971년 6월 국무총리의 물망에 올랐으나 신민당의 집단 반발로 무산되었다. 1971년 미국을 방문, 고든 대학교로부터 명예문학박사(Doctor of Letters)학위를 받았다. 7월 1일 대통령 특별보좌관에 임명되었다. 1972년 10월 박정희의 10월 유신이 발표된 후, 학생 운동권으로부터 그가 10월 유신의 원흉이라는 성토가 쏟아져나왔으나 곧 긴급조치 발표로 묻혀졌다. 이후 그는 각종 반공 척사대회와 이승복 추모행사 등에 참여하며 야당이 학생들을 선동하여 정권을 차지하는데 혈안이 되어 있다는 점과 야당은 국익보다 권력욕에 눈먼 집단이라며 야당, 학생 운동가들을 성토했다. 또한 일부 야당은 미국을 등에 업고 외세에 의존하려 든다며 질타하였다.
조카인 대통령 윤보선과는 달리 여당인 자유당과 민주공화당에 입당하면서 정치적으로 윤보선과 대립하기도 하였다. 이승만과의 관계는 윤보선이 한때 이승만의 측근에 있다가 떨어져 나감으로서 대립하게 되었으나, 박정희의 경우는 윤보선의 정적임에도 그의 측근으로 활동했다. 윤보선과는 정치적으로 대립하였으나 개인적으로는 가까운 관계를 유지하였다. 계속된 여당 생활로 처세술에 능하다는 부정적인 시각이 있다.
1976년에는 이승만박사 기념사업회 회장이 되었고, 안중근의사숭모회 이사장을 두 번 지냈다. 1978년 한국유신학술원 고문을 지냈다. 말년에는 덕수교회 장로로서 봉사하기도 했다. 그 밖에 이승만 기념사업회 일을 주관하였고, 대한민국 정부 수립이 미국을 등에 업은 친일파가 세웠다는 주장에 반박, 학생운동가들과 논쟁을 벌이기도 했다. 1979년 12월 9일 국정자문회의 자문위원에 위촉되었다.

### 생애 후반

#### 5공 이후
1980년초 그는 민주공화당 당의장 서리, 대한민국헌정회 회장을 역임하였다. 그해 초 박창암이 이갑성의 밀정설을 주장했다가 소송당하자 박창암을 찾아가 아무도 해결못할 일을 해결하려 했다며 격려해주기도 했다. 1980년 4월 24일 국정자문회의 운영위원에 위촉되어 국정자문회의 운영회의를 주관하였다. 그해 재혼한 아내 이은혜와 사별하였다. 이후 윤치영은 재혼하지 않았다.
1980년 8월 국정자문회의 위원에 위촉되었다. 1981년 국정자문위원회 위원에 재위촉되었다. 기타 안중근의사숭모회 이사장, 국회의원 동우회 회장 등을 지냈다. 63년과 68년 2차례에 걸쳐 민주공화당 의장을 역임하면서 그는 격동기 한국정치의 한가운데에 서왔다. 1982년 건국포장을 수여받았다.
이후 이승만 기념사업회와 이승만 재평가 운동, 이승만 복권운동 등에 참여하였다. 정계은퇴 후에도 92년까지 서울특별시 직원들의 모임인 서울시 시우회장과 안중근의사 숭모회장을 맡아 활동했다. 왕성한 사회활동을 계속하는 등 삶에 대한 강한 의욕을 보였다. 1980년대 그는 학생운동권 중 민족해방계열로부터 친일파라는 비난을 받아왔다. 민족해방파의 이승만의 정부 수립을 단독 정부로 보고, 단독정부 수립은 한국 분열의 원인이라는 주장을 하자 그는 미국에 의한 분단 주장을 반박하고, 박용만 등과 함께 대한민국 정부 수립의 정당성을 역설하며 논쟁을 벌이기도 했다. 1988년 8월 18일의 경향신문과의 기자회견에서는 이승만과 박정희를 가리켜 "정치란 어떤 것인지 보여준 인물들"이라며 두둔하기도 했다.
1985년 이준열사 기념사업회 회장에 선출되었다. 이후 한국자유총연맹 고문에 위촉되었고, 우익단체인 건국청년운동협의회를 조직하여 회장이 되었다.
이후 서북청년단, 대한독립청년단, 대동청년단, 민족청년단 등에서 활동하던 과거 우익 청년운동가 출신 회원 30만 명을 거느리고 활동하였다.

#### 6공화국 시절

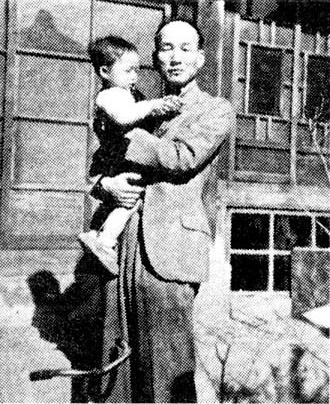
아들 윤인선과 함께 (1949년)

윤치영은 87세가 넘어서도 서울 CC클럽에 혼자 나와 골프를 치곤 했다. 사람들이 "선생님. 어떻게 혼자 나와 치십니까" 하면 그가 "이봐, 다 죽었잖아"라고 일갈했다. 조선일보 회장 방우영은 위트 속에 비애가 담겼다고 평가했다.
1986년 국회의원동우회 회장에 선출되고 1987년 재선되었으며 전국청년운동협의회총본부 회장 등을 지냈다. 1987년 3월 12일 구순 기념 논문집을 봉헌하였다. 그해 건대사태가 발생하자, 그는 "최근과 같은 심각한 사태는 이제 종식해야 될 때라고 생각합니다. 역사에 비춰 결과가 불을 보듯 빤한 일을 익지않은 아집으로 나라를 망치려는 이들이 많아 큰 걱정이예요"라고 지적했다.
1987년 11월 4일 총리공관에서 열린 만찬에 국무총리 김정렬의 초청을 받았다. 1989년 6월 모교인 중앙고등학교로부터 자랑스러운 중앙인상을 수상하였다.
1986년 2월 2·8독립선언기념관설립추진위원회 위원장, 1987년부터 1990년까지 건국청년운동협의회 총본부 회장을 지냈다. 1989년 12월 23일 서울 프레스센터 20층에서 열린 건국청년운동사 출판 기념식에 최병렬 문화공보부 장관과 함께 임석하였다. 1989년 반공주의적 성향의 잡지 한국논단이 창간하자, 필진의 한사람으로 참여하였다. 1990년에는 대한매일신문과의 인터뷰에서 "나는 만년 여당인가 봅니다"라는 발언을 하였다.

#### 만년
1991년 한국논단과의 인터뷰에서 이승만이 제대로 된 평가를 받지 못한다며 이승만의 재평가를 주장하였다.
1992년 민주자유당의 김영삼이 출마하자 구 군사정권 출신인 제3공화국 당시 총리인 정일권, 5공, 6공화국의 실세인 정호용 등이 김영삼을 지지해 줄것을 호소하며 지지를 보냈다. 그러나 그는 김영삼 지지 선언에 불참하였다.
1995년 3월 27일 이승만 박사 탄신 120주년 기념예배에 참석하였다. 만년에 그는 자신이 20년대 미국 유학시절부터 수집해온 장서 3천118권과 제헌국회 개헌기념사진등 기념물 1백21점을 에 기증했다. 만년에 그는 서울 충정로에서 거주하였다. 그는 자신의 집에 이름을 쓴 문패를 달지 않고 윤저(尹邸)라는 문패를 달았다. 1990년 조카인 윤보선이 서울대 병원에 입원하자 직접 찾아 병간호를 하였고, 윤보선이 92세를 일기로 서거하자 90대의 고령에도 윤보선의 아들, 며느리 등과 함께 문상객들을 맞이하기도 했다.
만년에 그는 1920년 미국 유학 이후부터 수집하던 책 3118권과 국회의원 재직 시절 문서 121권을 국회 도서관에 무상 기증하였다. 1996년 1월 병환으로 서울 풍납동 중앙병원에 입원하였다. 1996년 2월 9일 오후 5시17분 서울 풍납동 중앙병원 병실에서 사망했다. 사망 당시 그의 나이는 99세였다. 2월 13일 10시 서울특별시 성북동 덕수교회에서 발인하였고, 장례는 간소하게 치렀다.

### 사후
경기도 광주군 도척면 도웅리(현 광주시 도척면 도웅리) 52번지 9호 곤좌 서덕산 장지에 이병영, 이은혜 두 부인과 함께 합장되었다. 비석은 묘소 앞에서 묘소를 마주보고 서 있다.
2008년 민족문제연구소에서 친일인명사전에 수록하기 위해 정리한 친일인명사전 수록예정자 명단에 선정되었다. 그러나 그의 독립운동 공적과 관련되어 논란의 여지가 있다.
2008년 8월 학술지 ‘한국사 시민강좌’ 하반기호(43호)에서 대한민국 건국 60주년 특집 ‘대한민국을 세운 사람들’ 을 선발, 건국의 기초를 다진 32명을 선정할 때 정치 부문의 한사람으로 선정되었다.
2010년 10월 친일인명사전에 오른 다른 15명과 함께 서훈취소가 검토되었다. 2010년 그에게 수여된 건국포장이 서훈취소되었다. 그러나 그의 친일 의혹 여부는 논란 중에 있다.

## 학력
- 경성 교동보통학교 졸업
- 경성고등보통학교 수료
- 경성 중앙고등보통학교 졸업
- 경성 YMCA 영어학교 졸업
- 일본 와세다 대학 법학과 졸업
- 미국 하와이 대학교 대학원 법학 석사
- 미국 헤이스팅스 칼리지 대학원 법학 석사
- 미국 프린스턴 대학교 대학원 법학 석사
- 미국 컬럼비아 대학교 대학원 법학 석사
- 미국 엘리자베스시티 주립 대학교 대학원 법학 석사
- 미국 조지 워싱턴 대학교 대학원 문학 석사
- 1934년 미국 아메리칸 대학교 대학원 사회과학 석사

## 명예 박사 학위
- 1965년 중앙대학교 명예 법학박사
- 1968년 건국대학교 명예 법학박사
- 1971년 미국 고든 대학교 명예 문학박사

## 약력
- 1916년 중앙학교 학생야구부 감독
- 1934년 아메리칸 대학교 학사원 석사
- 1945년 9월 7일 국민대회준비위원회 조사부장 겸 외교부 차장
- 1946년 2월 민주의원 비서국 국장
- 1946년 9월 31일 민주의원이인정전에서 아놀드 군정장관 송별연에 참석하였다.
- 1948년 5월 10일 : 제헌 국회의원(서울 중구)
- 1948년 5월 31일 ~ 6월 13일 한국 UN한국위원회 대표단 대한민국 국회측 국회 국제사회승인 교섭위원
- 제헌국회 외교국방분과위원
- 1948년 6월 22일 제헌국회 외교국방위원회 위원장[99]
- 1950년 12월 외무부장관 임병직, 국민당 간부 임영신, 뉴욕 총영사 최용진 등과 함께 유엔총회에 파견, 참석하고 돌아왔다.
- 1954년 10월 대통령 특사로 중화민국을 방문하고, 중화민국 대사 김홍일을 만났다.
- 1958년 10월 나용균, 최규남 등과 함께 유엔 대표로 파견되었다.
- 1964년 안중근의사숭모회 이사장
- 1965년 중앙대학교에서 명예법학박사 학위를 받았다.
- 1968년 건국대학교에서 명예법학박사 학위를 받았다.
- 1969년 5월 28일 방한한 베트남 공화국 대통령 응오딘지엠을 영접하였다.
- 1970년 민주공화당 당의장
- 1971년 7월 대통령 특별보좌관
- 1971년 미국 고든 대학교에서 명예문학박사 학위를 받았다.
- 1976년 이승만박사기념사업회 회장
- 1978년 고황재단, 경희대학교 이사
- 1980년 민주공화당 탈당
- 1981년 국정자문회의 위원
- 1982년 안중근의사 숭모회 이사장 재선
- 1984년 12월 18일 서울 종로에서 열린 국정자문위원회 위원 오찬에 참석하다.
- 1985년 이준열사기념사업회 총재
- 1985년 8월 15일 하와이 호놀롤루한인교회의 이승만박사 동상제막식에 참석
- 1986년 충무공 김시민장군기념사업회 회장
- 1987년 김마리아 동상건립추진위원회 회장
- 1987년 12월 12일 역대 국회의장단을 초청하는 국회의장 주최 만찬에 초청되었다.
- 1988년 3월 12일 구순기념 논문을 세계 국제법협회 한국본부에 기증하는 봉정식을 개최했다. 이 행사에는 영부인 프란체스카 도너, 조카이자 대통령 윤보선 등이 참석하였다.

## 논란과 의혹

### 84회의 고문 논란
흥업구락부 사건 당시 그는 84회의 고문을 당했다. 윤치영이 서대문 경찰서에 투옥되었을 때 일제 경찰관은 윤치영을 84회나 고문을 강행하였다.
경찰은 흥업구락부의 간사인 윤치영을 전후 84회를 고문하여 물도 먹이고, 소위 비행기도 태워보았지만 이를 악물고 끝끝내 불지 않았으므로 슈토오 경부도 어찌하는 수가 없어서 극도로 초조해하였다. 고문의 종류는 다양하여 물고문, 전기고문, 공중에 배만 묶어서 매달기, 비행기 태우기(거꾸로 매달기), 각목으로 배를 누르고 물을 먹이기, 각목으로 주리 틀기 등의 고문을 행했다. 축구와 야구, 등산, 달리기 등으로 단련되었지만 체력이 따라주지 않자 윤치영은 고문 중간 중간 달변으로 시간을 끌었고, 고문이 연이어 행해지는 것을 약간씩 지연시켰다.
이때 윤치영을 고문하던 중에 서대문 경찰서를 취재중인 신문기자에게 들켜서 형사들이 그 기자에까지 폭행하는 부산물이 발생하여, 결국 일본에서도 크게 문제가 되었다. 따라서 도쿄로부터 사카다니(坂谷) 남작(중앙조선협회장),과 세키야(關屋) 귀족원 의원이 달려와서 조선총독을 보고 조선의 민족주의자를 다 죽일 수는 없지 않느냐고 경고하였다.
결국 84회의 고문을 견디지 못하고 흥업구락부 동료의 명단을 발설하고 만다. 타고난 체력으로 84회의 고문을 당했지만 겨우 견뎌냈다. 동아일보의 서정억 기자가 윤치영에게 가해지는 비인간적인 고문을 보고 항의하다가 경찰관에게 구타당해 갈비뼈와 얼굴에 심한 부상을 당했다. 서정억 기자는 죄인이 아니었고 이는 일본 언론계의 맹렬한 항의를 받으면서 윤치영에게 가해지던 고문 조차 완화되었다.

### 친일 활동 의혹
1941년 태평양 전쟁 무렵에는 임전대책협의회 채권가두유격대에 참가하였다. 또한 같은 해 12월 동양지광사 주최의 미영타도(美英打倒) 대좌담회 연사로 참가하여 황민(皇民)의 사명에 대해 연설하였으며, {매일신보} 사설에 대동아공영권 건설에 미칠 회담의 영향을 발표하기도 하였다.
1941년 12월 20일 "미영 타도 대좌담회"에서 연설한 내용이다.
대동아 성전을 위해서 정의의 칼을 뽑은 제국의 사명은 팔굉일우(八紘一宇)의

대 이상과 대동아 건설의 위대한 사업을 달성하고자 일억일심(一億一心)으로

매진하는 것이며......대동아 전 민족 특히 황국국민으로서의 우리의 어깨에 지워

진 공정무사한 대 사명이 여기에 잇는 것입니다(「동양지광」, 1942년 2월호).

이후 일제강점기 말기에 전쟁 지원과 참가를 독려하는 각종 시국강연회와 좌담회에 참석하였으며, 친일 기고문을 발표하는 등 친일 행적이 지적되어, 후일 민족문제연구소에서 분류한 친일인명사전 수록예정자로 지목되는 원인이 되었다.
하지만 윤치영은 서울시장이던 1963년 12월, 시인 이은상, 우덕순, 김양선 등과 함께 안중근의사 숭모회를 설립하고, 초대와 3대 이사장을 맡았다.
한상권 (2004년 9월 6일). “안중근 추모사업의 현황과 과제”. 한국역사연구회. 2016년 3월 9일에 원본 문서에서 보존된 문서. 2007년 10월 31일에 확인함.정지환 (2005년 3월 11일). “역사에 대한 모독”. 바른지역언론연대. 2007년 10월 31일에 확인함.전두환 정부시절 1982년 건국포장을 추서받아 독립유공자가 되었다.

### 친일 의혹에 대한 반론
그에 의하면 자신에게 가해진 친일파라는 주장은 오해라고 주장했다. 또한 그에 의하면 정치는 혁명이나 독립 운동과는 엄연히 구별되어야 하는 것이다. 과거 일제하에서 왜놈에게 협력했다고 해서 신생국가가 이들을 모조리 추방하고 처벌대상으로 삼는다는 것은 볼셰비키 혁명이나 프랑스 혁명에서 우리가 본 역사이다. ....그러나 기독교의 정신도 회개하는 사람은 일단 그 죄를 사해 주듯이 해방된 조국이 새 정부를 출범시킨 마당에 우리가 또 다른 우리 적인 공산당을 북에 두고 있는........현실에서 우리 국민은 서로 관용과 용서로써 이해하고 화합하고 대동단결하여 우리의 영도자인 이 대통령의 노선에 따라 신생국가 건설에 일로 매진해야 할 것이다.라는 것이다.

## 사상과 신념

### 견문 확대와 미래 지향
윤치영은 평소 나이가 어린 사람, 아랫 사람에게 묻는 것을 부끄러워 해서는 안 된다고 훈시하였다. 동시에 넓은 곳을 다니며 가릴 것, 거칠 것 없이 많은 것을 보고, 배워야 한다고 훈시하였다.
그는 자신의 회고록에서도 선현의 말과 같이 불치하문(不恥下問)은 물론이려니와 역사의 전철을 참고로 하여 후진들이 자중자애하며 널리 보고 널리 배워 전문 지식을 익히고 큰 일을 그르치지 말고 대성이 있기를 기원한다고 하였다. 그는 또 우리가 나갈 길은 미래지향적인 삶이라고 주장하였다. 일제의 질곡에서 벗어난 지 반세기를 헤아리는 지금에 와서도 친일 논의가 상존하는 것은 하나의 역사의 장에서 어쩔 수 없는 일이었다고 하더라도 이제 우리는 과거에 집착하는 것은 현명한 일이 못된다고 보며 그러한 역사는 하나의 교훈으로 돌리고 새로운 사고와 미래지향적인 안목으로 전향적인 자세를 가다듬어야 한다는 생각이 간절하다.

### 창씨개명에 대한 저항
윤치영은 창씨개명을 단행한다고 하자 강하게 반발했다. 여러 사람의 중의에 의해 밀리게 되었지만, 그는 자기 고집을 꺾지 않고 반드시 조선의 독립은 이룩할 것이라고 주장했다. 그는 창씨개명 후에도 창씨한 이름을 잘 쓰지 않았는데, 1942년의 미영타도 좌담회에 연사로 참여했을 때는 자신의 이름 윤치영을 그대로 사용하였다. 미영타도 좌담회에 참여한 다른 인사들은 대부분 창씨개명한 이름을 사용했다.
1940년 1월 문중에서 창씨개명을 단행하는 문제를 두고 회의를 했다. 이때 윤치영은 창씨개명을 완강히 반대했다. 그해 5월 문중에서 공적으로 이토 로 창씨하자, 윤치영은 조선은 반드시 독립될 것이라며 이 결정은 잘못된 결정이라고 지적했다.
그는 창씨개명을 한 후에도 창씨 성을 사용하지 않고 윤치영이라는 한국식 성명을 고집했다. 이는 1941년의 동양지광 주최 미영타도 좌담회에서도 나타났다. 다른 참석자들은 창씨개명한 성명을 썼지만 윤치영은 홀로 윤치영이라는 조선식 성명을 썼다. 1941년 10월 조선임전보국단 개최식 때도 항상 그는 창씨명을 쓰지 않고 윤치영이라는 본명을 고집했다. 이후 임전보국단 행사에 불참했지만 그는 명단을 올리려거든 윤치영으로 올리라며 자신의 본명을 고집했다.
결국 이러한 행동으로 그는 조선총독부의 눈밖에 나게 된다. 1945년 여름 총독부 경무국에 출입하는 어느 지인이 윤치영을 찾아와 하는 말이 "오는 10월 17일 밤 1시를 기하여 안양 근교의 어느 산록에서 과거 독립운동과 관련되었던 조선인 유지들을 끌어다가 전부 사형시킨다."는 것이었다. 윤치영은 그의 정보가 막연한 것이 아니고 6하원칙에 들어맞는 것이므로 반드시 근거가 있는 것으로 느껴졌다. 공포감에 사로잡힌 윤치영은 도주를 시도한다.
| “ | 륙색에다 찹살 가루며 비상금 등 갖출 것들을 챙겨 넣고 밤 자정을 기해 망우리 고개까지 걸어갔다. 곰곰이 생각하니 방방곡곡 그들의 감시가 뻗치지 않은 곳이 없다는 사실을 깨닭아 피할 곳이 없으니 다시 집으로 돌아갈 수 밖에 없다는 결론이었다. 공연히 길가에서 붙잡히면 오히려 위험을 자초하게 되리라는 생각이 들었다. '인명은 재천이라'고 했거늘 잡히더라도 집에서 잡히는 것이 낫겠다는 생각이 들어 집으로 돌아왔다. 광명천지에 사람이 몸을 숨기려고 들더라도 생각보다 정말 숨을 곳이 마땅치 않다는 사실도 이때 터득하였던 것이다. | ” |

뒤에 알려진 일이지만 패전에 대비하여 총독부 당국은 불온한 인사들에 의한 후환을 없애려고 그들이 요시찰 인물로 지목했던 한국의 지도급 인사들을 모조리 잡아들여 그것도 총탄이 아까워 목을 졸라 죽이려고 하였다는 사실이 밝혀졌다. 미 군정기 무렵 조선총독부가 남기고 간 서류들을 살펴보던 윤치영은 총독부가 1945년 초, 그해 10월 17일과 8월 패전 직전에 조선인 독립운동가와 불령선인, 요시찰 인사들을 안양군 골짜기로 끌어모은 뒤 모조리 살해할 계획을 세웠고, 그 중에 자신의 이름이 들어있는 것을 보고 놀란다. 윤치영은 이를 간단하게 메모해두었다가 자신의 회고록을 낼 때 기술하였다.

### 강력한 리더십과 부국강병론

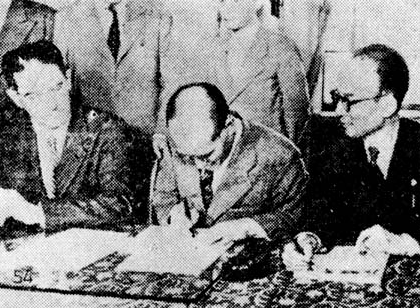
미군정 간부로부터 행정권을 이양받는 이범석 총리와 윤치영 내무부장관

윤치영은 강력한 지도자만이 안정된 국가를 이룩할 수 있다고 확신하였다. 그에 따라 유능한 지도자를 중심으로 전 국민이 일치단결해야 한다는 생각을 확신하게 되었다. 이는 1938년 흥업구락부 사건으로 각종 고문을 당하면서 자신의 신념을 더욱 강화해나가게 된다.
그는 강력한 지도자의 지도 하에 일치 단결하여 부국강병을 이룩해야 된다는 부국 강병론을 역설하였다. 그는 이승만에게 조지 워싱턴과 케말 파샤를 합친 정치인이 될 것과 대통령과 스승과 천황을 겸할 것을 여러 차례 권고하기도 했다. 이는 임금이자 동시에 스승, 아버지여야 된다는 조선시대의 군사부일체론과 유사하다. 강력한 지도자의 지도 하에 일치 단결하여 부국강병을 이룩해야 된다는 그의 확신은 박정희의 3선 개헌과 유신 선포에 대한 확고한 지지로 이어진다.
그는 일찍부터 이승만에게 '국부(國父 : the father of Korea)' 이승만이 (독립 이후) 건국 방략을 구체적으로 제시해줄 것을 요청하였다. 또한 이승만에게 '집정관 겸 천황 겸 대통령의 지위와 권력'을 갖춘 독재적 지도자가 되라 고 권고하면서 윤치영 자신은 이승만을 위해 '견마지로(견마지로)의 힘'을 다하겠다고 다짐하였다.
그 다짐대로 그는 많은 청년을 모아서 이승만의 측근에 배치하였고, 이승만의 동지회의 뉴욕 지회, 하와이 지회, 캘리포니아, 샌프란시스코, 필라델피아 등 한국인 유학생과 이민자들이 모인 곳을 찾아다니며 청년들을 포섭하였다.
그는 1968년부터 박정희에 의해 추진된 삼선 개헌을 적극적으로 지지하였다. '민족중흥을 위해서는 강력한 리더십이 필요하다. 단군 이래의 민족의 위인인 박정희 대통령이 계속 집권하기 위해서는 개헌을 해야 하며, 헌법상의 대통령 연임 금지조항을 폐지하는 것이 바람직하다고 본다. 이것만이 조선민주주의인민공화국의 도발을 막고 경제건설을 지속적으로 할 수 있는 길'이라는 것이다. 그는 강력한 통치자를 중심으로 전국민이 사심없이 일치단결하는 것이 국력을 신장시키는 지름길이라 하였다.

### 4·19에 대한 부정적 평가
그는 4·19 혁명을 혁명으로 인정하지 않고 '4.19 사태'로 평가하였다. 윤치영은 또한 4.19 혁명을 두고 특무대장을 지낸 김창룡 육군 소장의 요절을 아쉬워하기도 하였다. 그는 4.19를 두고 이승만을 축출하려는 미국의 계략과 장면의 욕심을 비난했고, 4.19 이후의 사건 처리미숙으로 이승만까지 하야하게 되었다고 봤다.
그는 김창룡의 요절을 안타까워했다. 윤치영은 "김창룡이 오래 살았다면 4.19 사태와 같은 허술한 사태 처리로 이승만이 맥없이 하야하는 일은 결코 일어나지 않았을 것"이라고 보았다. 윤치영은 4.19에 대해서도 부정적이었다. 그는 4.19를 '4.19 사태'라고 보았다. 그는 죽을 때까지 4·19 혁명을 인정하기를 거부하였다.

### 이승만에 대한 변론
그는 제1공화국 기간 중의 부패와 선거 관련 문제는 이승만과는 무관하다고 확신했다. '얼마간의 무리도 따른 것은 사실이다. 그러나 50년대 들어 저질러진 그러한 행태들은 자유당 정권의 부패한 세력들에 의해 주도된 것이다. 가령 이기붕, 박마리아 같은 사람들이 자신들의 권력을 더욱 유지시키고 심지어는 대권을 생각해서 저지른 짓들입니다.'라고 주장했다.
그는 1970년대부터 이승만이 독재자라는 주장은 낭설이며 우의마의라는 단어의 어원을 설명, 이승만이 3선으로 퇴진하려 했으나, 이승만을 등에 업고 권력을 행사하려는 자유당 측근들의 간계로 관제 3선 출마 시위가 있었고, 이승만은 속은 것에 불과하다는 주장을 역설했다. 1979년 이후부터는 공공연히 이승만의 3선 퇴진설과 우의마의라는 단어의 어원을 역설하며 학생 운동권의 이승만 독재자설에 반론을 제기했다.
1991년의 한국논단과의 인터뷰에서 그는 '우리는 거시적인 차원에서 이박사를 평가해야 할 것이다. 그분은 평생을 독립투쟁에 몸바쳐 온 분이고, 민주주의를 가장 신봉하는 인물이었다.'라고 평하였다.

### 조봉암에 대한 변론
윤치영은 1959년 조봉암이 용공 혐의로 기소되었을 때부터 조봉암이 용공분자는 아니라고 하였다. 그는 조봉암이 수감되었을 때 장택상과 함께 조봉암의 구명운동을 폈지만 실패로 돌아갔다.
후일 그는 '그(조봉암)가 진보당 사건으로 연루되어 결국 형장의 이슬로 사라지는 불운을 겪게 되었지만 그가 그리 된 데에는 주변정세를 잘못 판단하여 용공분자로 몰리는 불운을 가져오지 않았나 하는 안타까움과 애석함이 남아 있다.'라고 평하였다.
한 인터뷰에서는 조봉암을 회고하면서 '비극의 주인공 이라며 눈물을 흘리기도 했다.

## 공산주의에 대한 반감
윤치영은 공산주의가 인간의 개성과 자유를 억압하는 비인간적인 사상이라고 규정했다. 윤치영은 자유야말로 인간의 본연적으로 원하는 것이라고 봤다. 그런데 공산주의는 이러한 인간의 본성을 인정하지 않는 사상이라는 것이 그의 지론이었다.
그는 '공산주의는 인간의 자유와 천부의 개성을 획일화시키며 과학문명의 먼 장래를 내다보지 못한 비인간적 주의주장'이라 봤다. 그는 공산주의는 인간의 자유와 천부의 개성을 획일화시키며 과학문명의 먼 장래를 내다보지 못한 비인간적 주의주장임을 일찍이 간파하고 이 나라의 주권을 남한에서만이라도 찾으려 하였던 이 박사의 노선에 나는 적극 찬동하여 나는 연부역강했던 한 시절을 보람있게 보냈노라고 자부한다. 며 인간의 본능을 심하게 억압하는 획일화된 사상이라는 점을 지적했다.

### 시국관
윤치영은 1980년대의 한 인터뷰에서 남한의 재벌들을 비판했다. 그는 재벌들이 시류에 잘 영합하는 것을 내심 아니꼽고 불쾌하게 바라봤다. 그는 '재벌들이 어디서 생겼소? 모두 이승만과 박정희(정권) 한테서 생긴 것 아니요? 그런데 그들이 요즘 어떻게 합니까? 이승만과 박정희를 어디 은인(恩人) 대접 합니까?'라며 재벌들을 비판하기도 했다. 윤치영은 대한민국 재벌의 대다수는 이승만과 박정희가 만든 결과물로 인식하였다.
한편 그는 1960년 4.19와 관련해서 김창룡의 요절을 아쉬워하기도 하였다. 윤치영은 김창룡이 오래 살았다면 4.19 사태와 같은 허술한 사태 처리로 이승만이 맥없이 하야하는 일은 결코 일어나지 않았을 것이라고 보았다. 4·19 혁명에 대해서도 부정적이었다. 그는 4.19를 4.19 사태라고 보았다.

## 평가와 비판

### 긍정적 평가
대한민국인사록과 국회 20년에 의하면 그는 청산유수와 같은 달변가로 널리 알려졌다 한다.
독립운동가, 학자, 정치가로서 두세기에 걸쳐 온갖 영욕을 겪은 현대사의 증인이었다. '대한민국 정부의 출범과 발전에 나름대로 족적을 남겼다.'는 시각도 있다. 합리주의자 라는 평가가 있고, 동시에 처세술에 능하다는 비판도 있다.
특히 제헌국회의원과 초대 내무부 장관을 지내면서 대한민국 정부의 출범과 발전에 나름대로 족적을 남겼다. 정계은퇴 후에도 왕성한 사회활동을 계속하는 등 삶에 대한 강한 의욕을 보였다. 2008년 8월의 ‘한국사 시민강좌’ 학술대회에서는 건국의 기초를 다진 32명을 선정할 때 정치 부문의 한사람으로 평가되기도 하였다. 보수주의 세력 일각에서는 그가 오랫동안 이승만을 측근에서 성실하게 보좌한 점 역시 높이 평가하고 있다.

### 부정적 평가
한편 윤치영은 이기붕과 함께 이승만의 귀를 막았다는 비판도 있다. 윤치영은 청년들의 중요성을 인식하고 젊은이들을 채용하여 주변에 배치해 두었다. 그러나 최기일에 의하면 윤치영과 이기붕에게 이승만에 대한 언론과 여론은 중요한 관심사가 아니었다는 것이다. 시간이 지나감에 따라 일반 대중, 그리고 이 박사를 지지했던 사람들은 이승만의 독선에 환멸을 느꼈다. 그 결과 이승만에 대한 대중의 지지도가 떨어졌다. 최기일에 의하면 이승만에 대한 대중의 환멸과 결과적으로 생기는 대중의 이승만 지지 악화를 윤치영과 이기붕은 그다지 걱정하지 않았다 한다. 그들의 자세는 다만 이승만 박사를 믿고 따라야 한다는 것 뿐이었다. 최기일은 '그들은 사람들이 이승만을 지지하고 따르도록 유도하기 위해서 아무런 일도 하지 않았다.'고 혹평했다.
최기일은 또한 이해할 수 없게도 돈암장 사람들(이승만의 측근들)은 언론을 그다지 중요하게 생각지 않았다고 지적했다.
오슬로 대학교 교수 박노자는 그를 극우주의자 라고 평가하였다. 박노자는 그의 1960년대 서울 이주 제한 주장을 '전체주의적 꿈'이라고 평가했다. 박노자에 의하면 조선민주주의인민공화국에서는 윤치영 전 서울시장의 전체주의적 꿈을 그대로 실현하고 있는 것 이라고 평가하였다.
저술가 겸 시민운동가 정경모는 그를 여운형과 김구의 암살 배후로 지목했다.

## 저서 및 논문

### 저서
- 《윤치영의 20세기 : 동산회고록(尹致暎의 20世紀 : 東山回顧錄)》 (삼성출판사, 1991)
- 《건국청년운동사》 (建國靑年運動史)
- 《민족의 갈 길》

### 논문
- 논문, 나의 내무부장관시대 (지방행정 1958년 8월호(통권 제60호)에 수록)
- 단편논문, 유엔에서 논의되는 한국통일 방안 (대한지방행정공제회, 1957)

## 상훈
- 1982년 3월 대한민국 건국포장 서훈, 2010년 취소
- 1969년 12월 17일 국민훈장 무궁화장
- 아르헨티나 문화훈장
- 베트남 금관2등훈장
- 1989년 6월 모교인 중앙고등학교 자랑스러운 중앙인상

## 취미

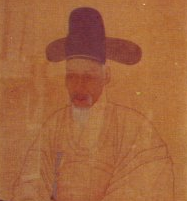
9대 선조 윤두수 영정

- 말년까지도 '멋쟁이'라는 별칭에 어울리게 골프를 즐겼으며 빨간 넥타이를 자주 맸다. 빨간 넥타이는 그의 트레이드마크[21]가 되기도 했다. 윤치영의 공보비서를 지낸 최기일에 의하면 '그는 한국에서 내가 보았던 사람 중에 옷을 가장 잘 차려입은 사람이었다. 그는 훤칠한 키에 깡마른 편이었지만 전체적으로 그의 신체적 외관은 매우 인상적이었다.'고 묘사하기도 했다.[41]
- 체육을 좋아한 그는 YMCA 청년회에 있을 때 축구부와 야구부에 관여하였고, 야구부의 주장 겸 감독으로도 활동했다. 광복 이후에도 이승만을 모시고 체육경기장을 늘 찾았으며, 1947년 서울시 체육경기연맹에 참여하기도 했다. 그는 자신보다 20여 세 연하의 사람들과도 호형호제를 했는데, 그는 운동과 청년들과의 대화하기를 좋아하였다. 80대의 나이에도 골프와 축구, 족구 등에 참여하였다.
- 처음 보는 이에게는 거만하고 거칠게 대하였으나, 젊은 사람들과 대화하기를 좋아하여 나이에 상관없이 여러 젊은이들이 그와 쉽게 어울렸다. 그는 자신의 주변에 모여든 젊은이들을 해방 정국에서 이승만을 지지하게 하는데 유용하게 활용하였다.
- 윤치영은 늘 9대 선조 윤두수의 영정 족자, 아버지 윤영렬과 어머니 한진숙의 사진, 이승만 사진, 박정희 사진을 늘 자신의 옆에 두었다. 또한 더글러스 맥아더와 장개석의 사진 역시 곁에 두었다.

## 가족 관계
한 살 연상의 조카 윤보선은 그의 둘째 형 윤치소의 장남이었다. 인촌 김성수의 아들 김상석(金相晳)이 그의 사위이다. 역사학자 두계 이병도는 그의 본처의 처남인 동시에 사돈이기도 했다.
|                       |                       |                                     |                                     |                                     |                                     |                                     |                                     |  |  |                                                   |                                                   |                                                   |                                                   |                                                   |                                                   | 윤취동 (尹取東) 1798~1863 |  |                                     |                                     |                                     |                                     |                                     |                                     |  |  |                                     |                                     |                                     |                                     |                                     |                                     |                                     |                                     |                                     |                                     |                                     |                                     |                                     |                                     |  |  |                                     |                                     |                                     |                                     |                                     |                                     |                           |                           |                           |                           |                           |                           |                           |                           |                           |                           |  |  |                           |                           |                           |                           |                           |                           |  |  |           |           |           |           |           |           |
|                       |                       |                                     |                                     |                                     |                                     |                                     |                                     |  |  |                                                   |                                                   |                                                   |                                                   |                                                   |                                                   |                           |  |                                     |                                     |                                     |                                     |                                     |                                     |  |  |                                     |                                     |                                     |                                     |                                     |                                     |                                     |                                     |                                     |                                     |                                     |                                     |                                     |                                     |  |  |                                     |                                     |                                     |                                     |                                     |                                     |                           |                           |                           |                           |                           |                           |                           |                           |                           |                           |  |  |                           |                           |                           |                           |                           |                           |  |  |           |           |           |           |           |           |
|                       |                       |                                     |                                     |                                     |                                     |                                     |                                     |  |  |                                                   |                                                   |                                                   |                                                   |                                                   |                                                   |                           |  |                                     |                                     |                                     |                                     |                                     |                                     |  |  |                                     |                                     |                                     |                                     |                                     |                                     |                                     |                                     |                                     |                                     |                                     |                                     |                                     |                                     |  |  |                                     |                                     |                                     |                                     |                                     |                                     |                           |                           |                           |                           |                           |                           |                           |                           |                           |                           |  |  |                           |                           |                           |                           |                           |                           |  |  |           |           |           |           |           |           |
| 윤씨 (尹氏) 1835~1920 | 윤씨 (尹氏) 1835~1920 | 윤씨 (尹氏) 1835~1920               | 윤씨 (尹氏) 1835~1920               | 윤씨 (尹氏) 1835~1920               | 윤씨 (尹氏) 1835~1920               |                                     |                                     |  |  | 반계 윤웅렬 (磻溪 尹雄烈) 1840~1911 윤웅렬 가계도 | 반계 윤웅렬 (磻溪 尹雄烈) 1840~1911 윤웅렬 가계도 | 반계 윤웅렬 (磻溪 尹雄烈) 1840~1911 윤웅렬 가계도 | 반계 윤웅렬 (磻溪 尹雄烈) 1840~1911 윤웅렬 가계도 | 반계 윤웅렬 (磻溪 尹雄烈) 1840~1911 윤웅렬 가계도 | 반계 윤웅렬 (磻溪 尹雄烈) 1840~1911 윤웅렬 가계도 |                           |  |                                     |                                     |                                     |                                     |                                     |                                     |  |  |                                     |                                     |                                     |                                     | 연구 윤영렬 (蓮龜 尹英烈) 1854~1939 | 연구 윤영렬 (蓮龜 尹英烈) 1854~1939 | 연구 윤영렬 (蓮龜 尹英烈) 1854~1939 | 연구 윤영렬 (蓮龜 尹英烈) 1854~1939 | 연구 윤영렬 (蓮龜 尹英烈) 1854~1939 | 연구 윤영렬 (蓮龜 尹英烈) 1854~1939 |                                     |                                     |                                     |                                     |  |  |                                     |                                     |                                     |                                     |                                     |                                     | 한진숙 (韓鎭淑) 1851~1938 | 한진숙 (韓鎭淑) 1851~1938 | 한진숙 (韓鎭淑) 1851~1938 | 한진숙 (韓鎭淑) 1851~1938 | 한진숙 (韓鎭淑) 1851~1938 | 한진숙 (韓鎭淑) 1851~1938 |                           |                           |                           |                           |  |  |                           |                           |                           |                           |                           |                           |  |  |           |           |           |           |           |           |
| 윤씨 (尹氏) 1835~1920 | 윤씨 (尹氏) 1835~1920 | 윤씨 (尹氏) 1835~1920               | 윤씨 (尹氏) 1835~1920               | 윤씨 (尹氏) 1835~1920               | 윤씨 (尹氏) 1835~1920               |                                     |                                     |  |  | 반계 윤웅렬 (磻溪 尹雄烈) 1840~1911 윤웅렬 가계도 | 반계 윤웅렬 (磻溪 尹雄烈) 1840~1911 윤웅렬 가계도 | 반계 윤웅렬 (磻溪 尹雄烈) 1840~1911 윤웅렬 가계도 | 반계 윤웅렬 (磻溪 尹雄烈) 1840~1911 윤웅렬 가계도 | 반계 윤웅렬 (磻溪 尹雄烈) 1840~1911 윤웅렬 가계도 | 반계 윤웅렬 (磻溪 尹雄烈) 1840~1911 윤웅렬 가계도 |                           |  |                                     |                                     |                                     |                                     |                                     |                                     |  |  |                                     |                                     |                                     |                                     | 연구 윤영렬 (蓮龜 尹英烈) 1854~1939 | 연구 윤영렬 (蓮龜 尹英烈) 1854~1939 | 연구 윤영렬 (蓮龜 尹英烈) 1854~1939 | 연구 윤영렬 (蓮龜 尹英烈) 1854~1939 | 연구 윤영렬 (蓮龜 尹英烈) 1854~1939 | 연구 윤영렬 (蓮龜 尹英烈) 1854~1939 |                                     |                                     |                                     |                                     |  |  |                                     |                                     |                                     |                                     |                                     |                                     | 한진숙 (韓鎭淑) 1851~1938 | 한진숙 (韓鎭淑) 1851~1938 | 한진숙 (韓鎭淑) 1851~1938 | 한진숙 (韓鎭淑) 1851~1938 | 한진숙 (韓鎭淑) 1851~1938 | 한진숙 (韓鎭淑) 1851~1938 |                           |                           |                           |                           |  |  |                           |                           |                           |                           |                           |                           |  |  |           |           |           |           |           |           |
|                       |                       |                                     |                                     |                                     |                                     |                                     |                                     |  |  |                                                   |                                                   |                                                   |                                                   |                                                   |                                                   |                           |  |                                     |                                     |                                     |                                     |                                     |                                     |  |  |                                     |                                     |                                     |                                     |                                     |                                     |                                     |                                     |                                     |                                     |                                     |                                     |                                     |                                     |  |  |                                     |                                     |                                     |                                     |                                     |                                     |                           |                           |                           |                           |                           |                           |                           |                           |                           |                           |  |  |                           |                           |                           |                           |                           |                           |  |  |           |           |           |           |           |           |
|                       |                       |                                     |                                     |                                     |                                     |                                     |                                     |  |  |                                                   |                                                   |                                                   |                                                   |                                                   |                                                   |                           |  |                                     |                                     |                                     |                                     |                                     |                                     |  |  |                                     |                                     |                                     |                                     |                                     |                                     |                                     |                                     |                                     |                                     |                                     |                                     |                                     |                                     |  |  |                                     |                                     |                                     |                                     |                                     |                                     |                           |                           |                           |                           |                           |                           |                           |                           |                           |                           |  |  |                           |                           |                           |                           |                           |                           |  |  |           |           |           |           |           |           |
|                       |                       |                                     |                                     |                                     |                                     |                                     |                                     |  |  |                                                   |                                                   |                                                   |                                                   |                                                   |                                                   |                           |  |                                     |                                     |                                     |                                     |                                     |                                     |  |  |                                     |                                     |                                     |                                     |                                     |                                     |                                     |                                     |                                     |                                     |                                     |                                     |                                     |                                     |  |  |                                     |                                     |                                     |                                     |                                     |                                     |                           |                           |                           |                           |                           |                           |                           |                           |                           |                           |  |  |                           |                           |                           |                           |                           |                           |  |  |           |           |           |           |           |           |
|                       |                       | 동암 윤치오 (東庵 尹致旿) 1869~1950 | 동암 윤치오 (東庵 尹致旿) 1869~1950 | 동암 윤치오 (東庵 尹致旿) 1869~1950 | 동암 윤치오 (東庵 尹致旿) 1869~1950 | 동암 윤치오 (東庵 尹致旿) 1869~1950 | 동암 윤치오 (東庵 尹致旿) 1869~1950 |  |  | 동야 윤치소 (東野 尹致昭) 1871~1944               | 동야 윤치소 (東野 尹致昭) 1871~1944               | 동야 윤치소 (東野 尹致昭) 1871~1944               | 동야 윤치소 (東野 尹致昭) 1871~1944               | 동야 윤치소 (東野 尹致昭) 1871~1944               | 동야 윤치소 (東野 尹致昭) 1871~1944               |                           |  | 악연 윤치성 (岳淵 尹致晟) 1875~1936 | 악연 윤치성 (岳淵 尹致晟) 1875~1936 | 악연 윤치성 (岳淵 尹致晟) 1875~1936 | 악연 윤치성 (岳淵 尹致晟) 1875~1936 | 악연 윤치성 (岳淵 尹致晟) 1875~1936 | 악연 윤치성 (岳淵 尹致晟) 1875~1936 |  |  | 간송 윤치병 (澗松 尹致昞) 1880~1940 | 간송 윤치병 (澗松 尹致昞) 1880~1940 | 간송 윤치병 (澗松 尹致昞) 1880~1940 | 간송 윤치병 (澗松 尹致昞) 1880~1940 | 간송 윤치병 (澗松 尹致昞) 1880~1940 | 간송 윤치병 (澗松 尹致昞) 1880~1940 |                                     |                                     | 남강 윤치명 (南岡 尹致明) 1885~1944 | 남강 윤치명 (南岡 尹致明) 1885~1944 | 남강 윤치명 (南岡 尹致明) 1885~1944 | 남강 윤치명 (南岡 尹致明) 1885~1944 | 남강 윤치명 (南岡 尹致明) 1885~1944 | 남강 윤치명 (南岡 尹致明) 1885~1944 |  |  | 동산 윤치영 (東山 尹致暎) 1898~1996 | 동산 윤치영 (東山 尹致暎) 1898~1996 | 동산 윤치영 (東山 尹致暎) 1898~1996 | 동산 윤치영 (東山 尹致暎) 1898~1996 | 동산 윤치영 (東山 尹致暎) 1898~1996 | 동산 윤치영 (東山 尹致暎) 1898~1996 |                           |                           |                           |                           | 윤활란 (尹活蘭) 1884~1967 | 윤활란 (尹活蘭) 1884~1967 | 윤활란 (尹活蘭) 1884~1967 | 윤활란 (尹活蘭) 1884~1967 | 윤활란 (尹活蘭) 1884~1967 | 윤활란 (尹活蘭) 1884~1967 |  |  | 윤노덕 (尹老德) 1889~1979 | 윤노덕 (尹老德) 1889~1979 | 윤노덕 (尹老德) 1889~1979 | 윤노덕 (尹老德) 1889~1979 | 윤노덕 (尹老德) 1889~1979 | 윤노덕 (尹老德) 1889~1979 |  |  | 이름 미상 | 이름 미상 | 이름 미상 | 이름 미상 | 이름 미상 | 이름 미상 |

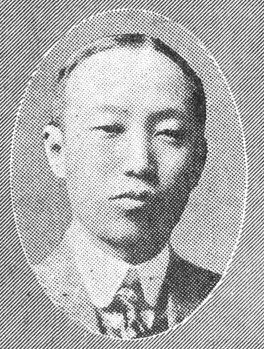
맏형 윤치오

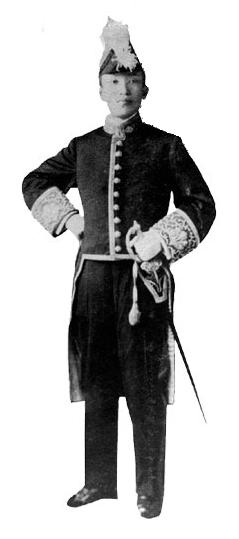
셋째 형 악연 윤치성

- 증조부: 윤득실(尹得實, 1768년 - 1823년 9월 25일)
- 증조모: 남양홍씨(1765년 - 1816년 5월 7일)
  - 종조부: 윤교동(尹敎東, 1786년 - 1829년 5월 8일)
  - 종조모: 나주임씨(羅州林氏)
  - 종조부: 윤우동(尹祐東)
- 할아버지: 윤취동(尹取東, 1798년 7월 18일 - 1863년 12월 21일)
- 할머니: 고령신씨(高靈申氏)
- 할머니: 안동김씨(安東金氏, 1800년? - 1900년 10월, 아버지 윤영렬, 큰아버지 윤웅렬 형제의 생모)
  - 고모: 해평윤씨(1835년 - 1920년)
  - 고모부: 이원시(李源始, 본관은 용인), 2남 2녀
    - 고종사촌: 용인이씨
    - 고종매부 : 이정구(李鼎九), 본관은 우봉
- 아버지: 윤영렬(尹英烈, 1854년 4월 15일 - 1939년 11월 4일)
- 부인: 한진숙(韓鎭淑, 1851년 ~ 1938년 2월 18일), 한말 전라도 관찰사와 경상도 관찰사, 육군 참장을 지낸 한진창(韓鎭昌)의 누이
  - 아들:윤동혁(尹仁善, 1948년 1월 9일 ~ , 백제병원 기획실장, 국회사무처 서기관 역임
  - 딸: 윤예진
  - 큰 형: 동암윤치오(東庵尹致旿[110], 1869년 8월 5일 ~ 1950년 12월 22일)
  - 둘째 형: 동야윤치소[111] 東野尹致昭, 일본식 이름: 伊東致昭, 1871년 8월 25일 ~ 1944년 2월 20일)
    - 조카: 대통령 해위 윤보선(海葦尹潽善, 1897년 8월 26일 ~ 1990년 7월 18일) 대한민국 대통령

  - 셋째 형: 악연윤치성(岳淵尹致晟, 1875년 음력 3월 2일 - 1936년 양력 8월 11일)
  - 넷째 형: 간송윤치병(澗松尹致昞, 1880년 음력 6월 4일 - 1939년 양력 1월 24일)
  - 다섯째 형: 남강윤치명(南岡尹致明, 1885년 음력 9월 - 1944년 양력 4월 21일)
  - 남동생: 이름 미상
  - 첫째 누나: 윤활란(尹活蘭, ? - ?, 5남 3녀를 둠)
  - 둘째 누나: 윤정숙(尹貞淑, 1889년 6월 14일 - 1979년 11월 24일, 아명은 노덕(老德)): 사학자 이병도의 6촌 형 이병림(李丙琳)과 결혼)
  - 둘째 매형: 이병림(李丙琳), 사학자 이병도의 6촌 형, 1남 4녀
    - 외조카: 이영희, 이화여자대학교 음과대학 교수
    - 외조카: 이달희
    - 외조카 사위: 한상준, 제6대 한양대학교 총장
- 서모: 이름 미상[112], 아버지 윤영렬의 첩
  - 이복 여동생: 윤씨(이름 미상, ? ~ ?)
    - 외조카딸: 허현자(許炫子)
    - 외조카사위: 김두만(金斗萬, 1927년 2월 16일 ~ , 전 공군참모총장, 대붕상사 회장 역임)
    - 진외종손: 김상우(金翔宇, 1954년 10월 14일 ~ , 정치가·국회의원, 정치학자)
- 서모 : 장복첨(張福瞻, 1902년 1월 22일 ~ 1950년 8월 3일)
  - 이복 동생 : 윤치정(尹致晶, 1921년 11월 25일 ~ ?)
  - 이복 여동생 : 윤길희(尹吉喜, 1924년 6월 16일 ~ 1973년 6월 28일)
  - 이복 여동생 : 윤인희(尹麟喜, 1927년 1월 17일 ~ ?)
  - 이복 동생 : 윤치일(尹致日, 1935년 2월 10일 ~ 1985년 4월 8일)
  - 이복 제수 : 김정숙(金貞淑, 김해김씨, 1938년 3월 10일 ~ ), 김계준(金溪俊)의 딸
    - 조카 : 윤우선(尹宇善, 1960년 8월 5일 ~ )
    - 조카 : 윤혜선(尹慧善, 1962년 3월 24일 ~ )
    - 조카 : 윤필선(尹弼善, 1964년 12월 20일 ~ )
    - 조카딸 : 윤선경(尹仙卿, 1966년 10월 26일 ~ )
- 처: 이병영(李丙暎, 1900년 ~ 1926년(?) 2월 7일), 본관은 우봉, 수군절도사 이봉구(李鳳九)의 딸, 사학자 이병도의 여동생[112]
  - 아들: 윤기성(尹琦成, 1917년 ~ 1923년, 6세에 사망)
- 처: 이은혜(異恩惠, 1902년 4월 21일~1980년 8월 23일, 이화학당 여교사 역임)[113]
  - 딸: 윤성선(尹成善, 1924년 8월 11일 ~ , 교육자·숙명여자대학교 교수)
  - 사위: 김상석(金相晳, 대한민국 제2대 부통령 인촌 김성수의 아들)
    - 외손자: 김병기(金炳基, 1962년 ~ , 교육자·고려대학교 교수, 고려대학교 국제대학원장 역임)

  - 아들 : 이름 미상, 1940년생, 어려서 요절
  - 아들: 윤인선(尹仁善, 1944년 1월 9일 ~ , 백제병원 기획실장, 국회사무처 서기관 역임
  - 며느리: 노호경(盧好京, 1948년 10월 23일 ~ , 의학자 노동두(盧東斗)의 딸
    - 손자: 윤인구(尹寅求, 1972년 9월 13일 ~ , 방송인·KBS아나운서)
    - 손자: 윤한구(尹漢求, 1975년 3월 31일 ~ )
- 큰아버지: 윤웅렬(尹雄烈, 1840년 4월 17일 - 1911년 9월 22일)
- 큰어머니: 전주이씨(全州李氏, 1844년 9월 27일 - 1936년 2월 12일, 이름은 이정무)
  - 사촌 누나: 윤경희(尹慶姬, 1862년 - 1931년)
  - 사촌 형: 좌옹윤치호(佐翁尹致昊, 1864년 12월 26일 - 1945년 12월 9일)
- 큰어머니: 다옥(茶玉, 윤웅렬의 기생 첩)
- 큰어머니: 김정순(金貞淳, 1879년 3월 15일 - 1959년 11월 16일)
  - 사촌 형: 남포 윤치왕(南圃 尹致旺, 1895년 2월 17일 - 1982년 12월 21일)
  - 사촌 형수: 이모임(李慕姙, ? - 사망, 이희덕(李熙悳)의 딸, 창씨명은 伊東慕姙)
  - 사촌 동생: 윤치창(尹致昌, 1899년 3월 5일 ~ 1973년 10월 1일)
  - 사촌 제수: 손진실(孫眞實, 1901년 - 1990년, 다른 이름은 원미(元美), 독립운동가 겸 대한민국 임시의정원 의장 손정도의 딸)
- 큰어머니 : 이름 미상, 윤웅렬의 첩
  - 사촌 형 : 윤길용(尹吉鏞, 1894년 - 요절)
- 외증조부 : 한익상(韓益相, 1767년 ~ 1846년, 병조참판 역임)
- 외할아버지 : 한치원(韓致元, 1821년 ~ 1881년, 호는 동랑(冬郎), 부호군 역임)
  - 외삼촌 : 한진창(韓鎭昌, 1858년 1월 26일 ~ 1935년 2월 2일)
- 사돈: 김성수(金性洙, 1891년 10월 11일 ~ 1955년 2월 18일, 호는 인촌(仁村)) - 딸 윤성선의 시아버지
- 사돈 : 남궁억(南宮檍, 1863년 12월 27일 ~ 1939년 4월 5일) - 5촌 조카 윤광선의 장인
- 사돈 : 민영철(閔泳喆, 1864년 ~ 1912년) - 형 윤치오의 딸 윤시선의 시아버지이자 형 윤치소의 아들 윤보선의 장인, 민영환의 6촌 동생
- 사돈 : 현진건(玄鎭健, 1900년 8월 9일 ~ 1943년 4월 25일) - 7촌 조카사위 현정건의 동생이며, 형 윤치오의 후처 현송자의 6촌 동생
- 사돈 : 손정도(孫貞道, 1872년 7월 26일 ~ 1931년 2월 19일) - 사촌동생 윤치창의 장인
- 사돈 : 손원일(孫元一 , 1909년 5월 5일 ~ 1980년 2월 15일) - 사촌동생 윤치창의 처남
- 사돈 : 노동두(盧東斗, 1926년 ~ 2002년 11월 26일[114], 의학박사, 신경정신과 의사)

## 역사학자 이병도 가문과의 관계
역사학자 두계 이병도와는 이중으로 사돈관계를 형성했다. 이병도는 윤치영의 처남인 동시에 윤치소의 사돈이었다.
윤치소의 넷째 딸 윤계경(尹桂卿, 1918년 2월 13일 ~ ?)은 이재영(李宰寧, ? ~ ?)과 결혼했다. 이재영은 이병도의 형 이병묵(李炳默)의 아들로, 수군절도사 이봉구(李鳳九)의 손자이다.
윤치소의 동생 윤치영은 이병영(李丙暎, 1900년 ~ )과 결혼했는데, 이병영은 수군절도사 이봉구(李鳳九)의 딸, 사학자 이병도의 여동생이었다.
이병도, 이병묵은 윤치소의 동생 윤치영의 처남인 동시에 윤치소의 딸이 이병도의 조카와 결혼하여 윤치영의 형 윤치소의 사돈이었다. 동시에 이병도, 이병묵의 6촌 형 이병림은 윤치소, 윤치영의 매제, 매형이 된다. 윤치소의 여동생이자 윤치영의 둘째 누나인 윤정숙(尹貞淑)은 이병도, 이병묵의 6촌 형 이병림(李丙琳)과 결혼했다. 또한, 형 윤치오의 아들인 윤승선은 이병도의 6촌 여동생인 이을남과 결혼했다. 조카며느리 이을남은 윤치영의 첫 부인 이병영의 6촌 여동생이 된다.

## 일화
윤치영의 가문은 장수하는 것으로도 유명하였다. 1984년 윤치영은 한 언론과의 인터뷰에서 "우리 집안에서는 80세 이전에 별세하는 것은 예외적이며 환갑을 맞은 사람은 30대 젊은이 취급을 받는다."고 농담을 하기도 했다. 19세기 한국 남성 중 이례적으로 요리도 할줄 알았던 그는 직접 요리를 하여 이승만의 돈암장을 찾아온 김원봉과 박헌영을 대접했다. 김원봉은 윤치영이 손수 요리해서 차려온 음식을 먹었으나, 박헌영은 독이 들어있을지도 모른다며 끝까지 입에 대지 않았다.
제 5대 대통령 선거 당시 야당 대통령후보들을 겨냥, "만약 구정치인들이 정권을 잡는다면 몇달안에 혁명이 다시 일어날 것"이라는 폭탄발언을 하여 정가에 파문을 일으키는 등 눈치를 살피지 않는 거침없는 언행으로 적지 않은 화제를 뿌렸다. 개인적으로는 이범석, 안호상 등과 가까이 지냈다.
이범석은 이은혜에게 누님이라고 불렀는데, 이승만의 또다른 측근이었던 허정(許政)은 그의 두 번째 부인 이은혜와 이범석이 먼 인척관계였다는 기록을 남기기도 했다. 한편 이승만의 또다른 측근이었던 장택상과는 앙숙이었다. 후에는 이기붕과도 앙숙이었고, 장면이 이승만의 곁을 떠나자 장면에 대해서도 부정적인 시각을 보였다. 목사로 국무총리서리에서 3번 인준부결된 이윤영과 가까이 지냈으며 그에게는 호의적이었다.
1958년 진보당 사건으로 검거되어 사형당한 조봉암을 옹호하기도 하였다. 조봉암이 체포되었을 때 그는 조봉암은 용공분자는 아니라고 옹호하였으나 받아들여지지 않았다. 조봉암의 사형이 집행된 뒤에도 윤치영은 그가 용공분자는 아니라고 진술하였다. 그에 의하면 '그가 진보당 사건으로 연루되어 결국 형장의 이슬로 사라지는 불운을 겪게 되었지만 그가 그리 된 데에는 주변정세를 잘못 판단하여 용공분자로 몰리는 불운을 가져오지 않았나 하는 안타까움과 애석함이 남아 있다.'는 것이다. 조봉암의 체포 당시 자유당과 민주당 양측에서 조봉암을 공격하는 중, 장택상과 함께 조봉암을 옹호한 몇 안되는 정치인이기도 했다.
윤치영은 독실한 신앙인으로 덕수교회장로로 선출되었다. 아버지 대에 개종하여 모태신앙인이기도 했던 그는, 독실한 신앙인으로 90이 넘은 고령에도 장로 자격으로 다니던 교회인 덕수교회의 각종 행사를 도맡아서 주관하였다. 한편 그는 해방 정국에서 우익운동 할 때부터 '나는 (이승만의) 비서니까 다 알고, 다 내 말이면 된다'하고 다녔다.
그는 13대 서울특별시장을 역임했다. 그러나 그의 조카 윤보선은 제2대 서울특별시장을 역임하기도 했다. 윤보선이 서울 시장에 임명되었을 당시 그는 내무부 장관이었다. 그의 조카사위인 장석윤 역시 후에 내무부장관을 지내기도 했다.

### 신조
- 공취천하 수지이겸(功就天下 守之以謙)
- 불취하문(不恥下問)

## 기타
1948년 11월 친이승만 성향의 정당 대한국민당을 창당하는데 참여하였으며 지청천, 신익희 일파가 한국민주당과 통합하여 민주국민당을 창당할 때 이에 가담하지 않았다. 이후 임영신과 함께 독자적으로 친(親) 이승만계 정당인 대한국민당을 이끌어갔다.
1950년 1월 27일 민국당과 무소속 일부가 제출한 내각책임제 개헌안에 대해서, "개헌을 추진하는 자들이야말로 정권욕에 사로잡힌 매국노"라고 주장하며 개헌 저지에 앞장섰다. 이후 개헌을 시도하는 민국당과 민주당에 대항하여 개헌논의를 막았다.
한국 전쟁이 터지자 인척이었던 이범석을 데리고 탈출하려고 이범석의 집을 방문했으나 그가 먼저 탈출한 사실을 확인하고 배신감을 느꼈다고 한다.
1963년 이후에는 자유당을 탈당, 박정희의 민주공화당에 건너가서 활동했다. 제1대 내무부 장관 장관이었으며 제7대 내무부 장관인 장석윤(張錫潤)은 그의 당조카사위였다. 장석윤은 윤치영의 사촌 형이며 산부인과의사 겸 군의관 윤치왕(尹致旺)의 넷째 딸 윤선희(尹善姬)의 남편이다.
경기도 광주군에는 그의 별장이 있었다.

## 윤치영을 연기한 배우들
- 김용건 - 1981년 (제1공화국) MBC 텔레비전 드라마
- 이동주 - 1985년 (새벽) KBS 드라마
- 안대용 - 1990년 (여명의 그날) KBS 텔레비전 드라마
- 김수일 - 1993년 (제3공화국) MBC 텔레비전 드라마
- 박종관 - 1995년 (코리아게이트) SBS 텔레비전 드라마
- 이필훈 - 2002년 (야인시대) SBS 텔레비전 드라마
- 김호영 - 2006년 (서울 1945) KBS 텔레비전 드라마

## 같이 보기
- 구미외교위원부
- 흥업구락부
- 프린스턴 대학교
- 청구구락부
- 한국민주당
- 대한국민당
- 자유당
- 민주공화당
- 국정자문회의
- 민주의원
- 삼일신보
- 광복회

## 관련 서적
- 양우종, 《이대통령투쟁사》 (연합신문사, 1949)
- 이승만, 《일민주의 개설》 (일민주의보급회, 1949)
- 리승만박사투쟁사간행회, 《민족의 거성》 (문성당, 1957)
- 국사편찬위원회, 《한국독립운동사 1∼5》 (국사편찬위원회, 1965∼1970)
- 박용만, 《경무대 비화》 (삼국문화사, 1965)
- 윤보선, 《구국의 가시밭길》 (정경문화사, 1967)
- 허정, 《내일을 위한 증언》 (샘터사, 1979)
- 이현희, 《대한민국임시정부사》 (집문당, 1982)
- 이현희, 《3·1독립운동과 임시정부의 법통성》 (동방도서, 1987)
- 윤치영, 《동산회고록 : 윤치영의 20세기》 (삼성출판사, 1991)
- 윤보선, 《외로운 선택의 나날들 : 윤보선 회고록》 (동아일보사, 1991)
- 국가보훈처, 《대한민국독립유공자인물록》 (국가보훈처, 1992)
- 반민족문제연구소, 《친일파 99인 1》 (돌베개, 1993)
- 역사문제연구소, 《바로잡아야 할 우리 역사 37장면》 (역사비평사, 1993)
- 공덕귀, 《나 그들과 함께 있었네 : 공덕귀 회고록》 (여성신문사, 1994)
- 반민족문제연구소, 《청산하지 못한 역사 1-1》 (반민족문제연구소청년사, 1994)
- 우남이승만문서편찬위원회, 《우남이승만문서 동문편 1~9》 (연세대 현대한국학연구소·중앙일보사, 1998)
- 윤치호, 《윤치호 일기 (1916-1943)》 (역사비평사, 2001)
- 강준만, 《한국현대사산책 : 1950년대편 1》 (인물과 사상사, 2006)
- 강준만, 《한국현대사산책 : 1960년대편 2》 (인물과 사상사, 2006)
- 일조각 편집부, 《한국사 시민강좌 : 제43집》 (일조각, 2008)
- 〈인터뷰 전직 내무부장관을 찾아서 : 윤치영 전 장관에게 듣는다. (지방행정 1986년 6월호)〉 (대한지방행정공제회, 1986, p. 40–51)
- 〈2·8 독립 선언의 마지막 증언자 윤치영 박사를 모시고 대담 (정우 69호 1988년 2월호)〉 (국회의원 동우회, 1988, p. 23–28)

## 역대 선거 결과
|  | 43.51% |

|  | 35.85% |

|  | 47.2% |

|  | 47.62% |

|  | 2.8% |

|  | 23.89% |

|  | 0% |

|  | 33.5% |

|  | 50.6% |